# Архітектура Австрії
Архітектура Австрії — сучасні та історичні пам'ятки, що мають архітектурну та історичну значимість.

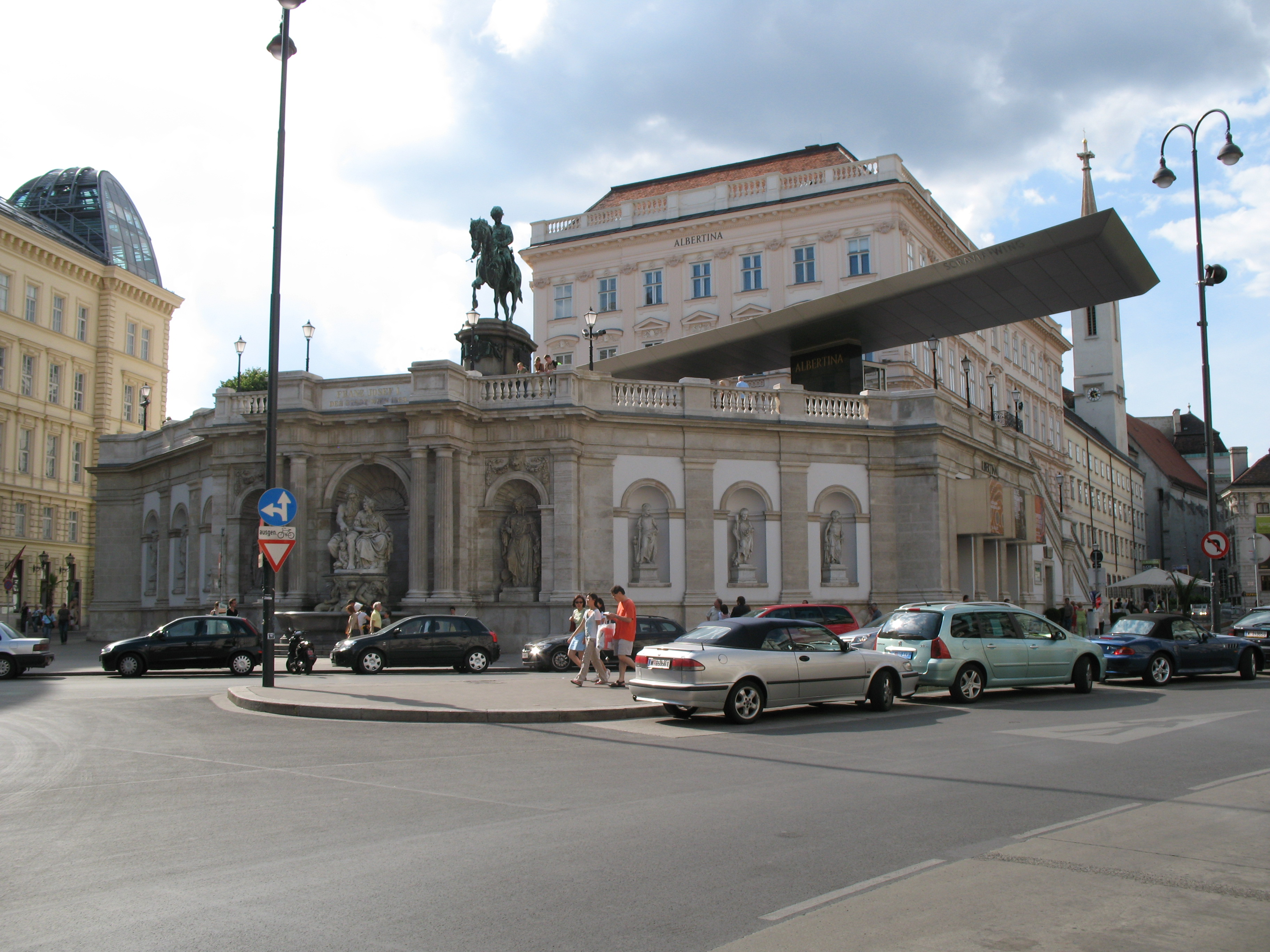
Альбертінаплац, Відень.

### Доба Стародавнього Риму

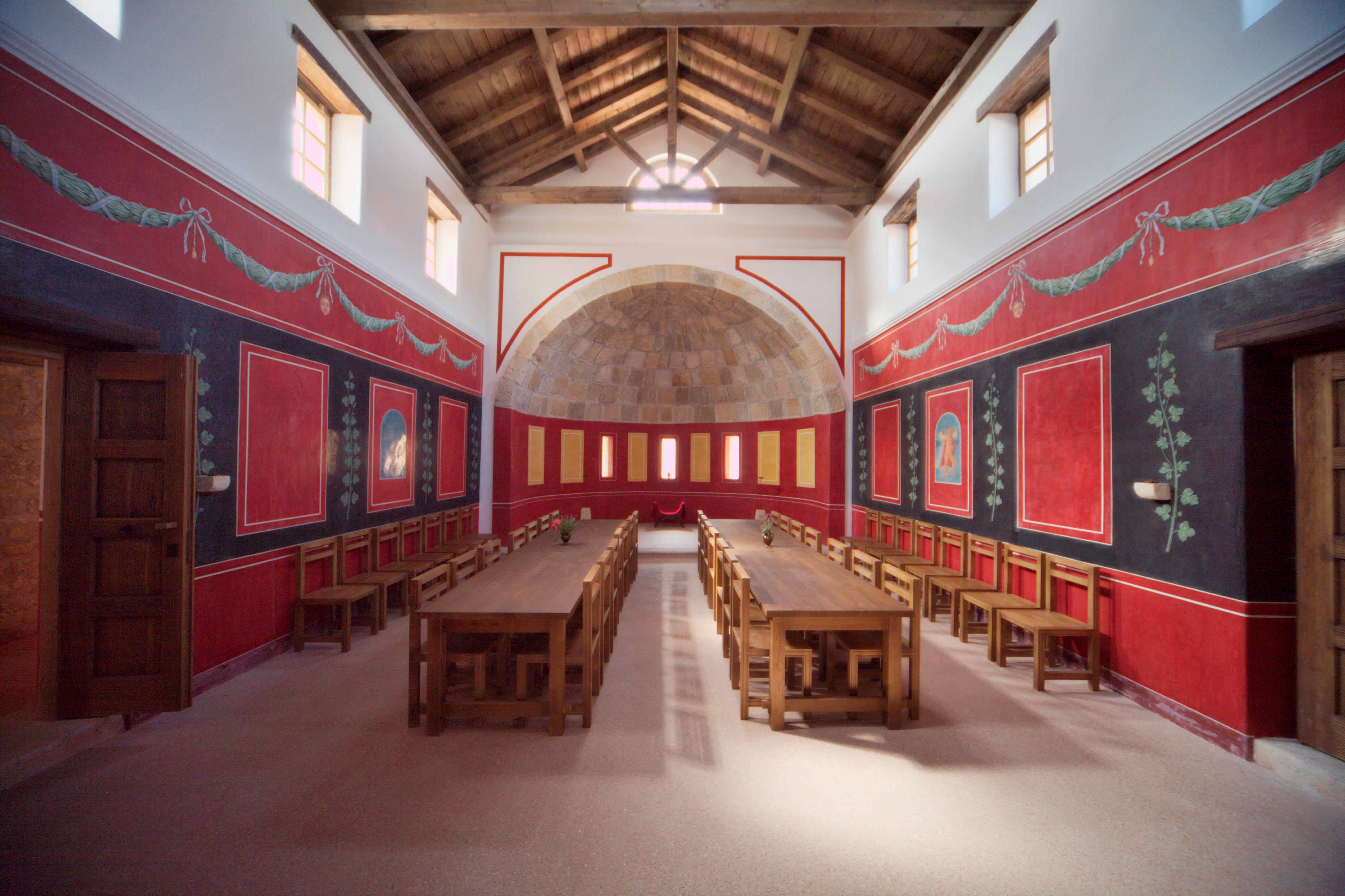
Реконструкція інтер'єру давньоримської вілли, Клагенфурт

Відлік європейських зразків архітектури Австрії слід вести від архітектурних споруд Стародавнього Риму. Відомо, що римляни ще за життя імператора Октавіана Августа захопили більшу частину земель сучасної Австрії та побудували тут декілька фортець для римських гарнізонів. Серед них — 
- Віндобона (нині Відень)
- Ленція (нині Зальцбург)
- Вірунум (нині Клагенфурт)
- Карнунтум (нині Петронелль).

Первісна забудова була типовою, чотирикутною з форумом у центрі. Будівельними матервалами слугували місцевий камінь та цегла. Окрім пересічної забудови зводили також — язичницькі храми, цирки, лазні ( терми ), театри, а фортеці мали брами. Біля Відня збереглися залишки римського акведука.
Наприкінці 5 ст. н. е. римські гарнізони покинули ці землі, які перейшли до варварських племен германців та слов'ян.

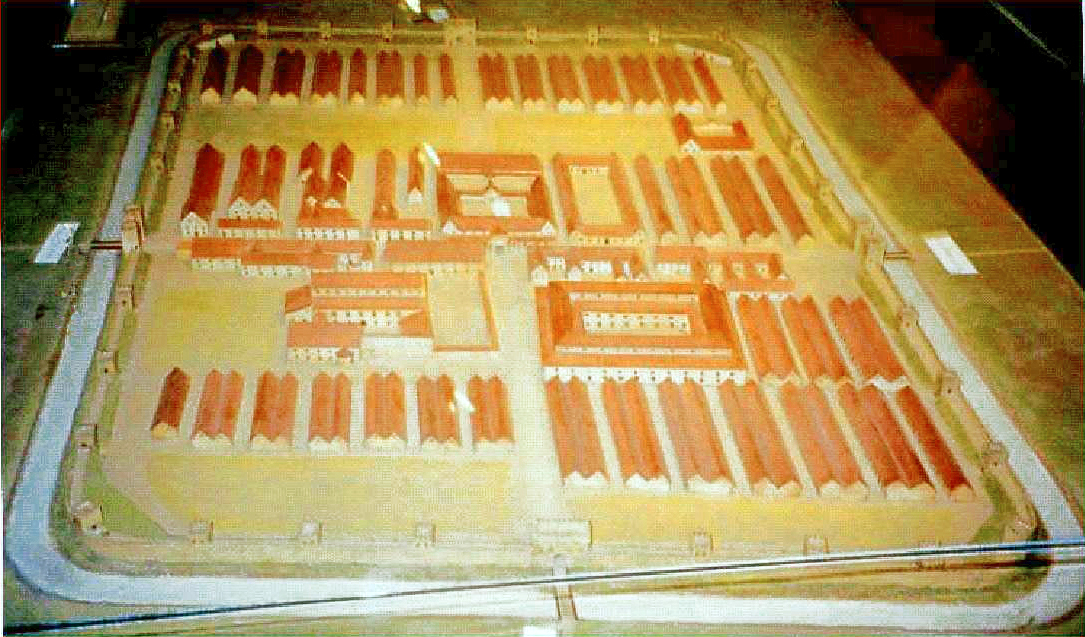
Макет забудови римського військового табору
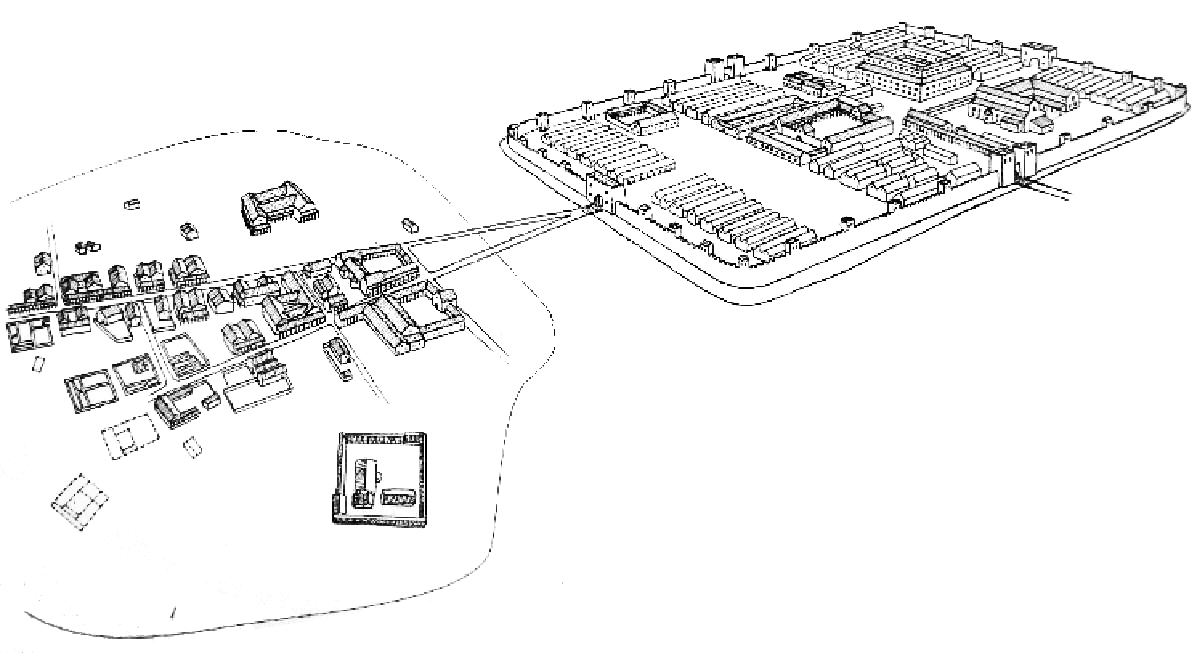
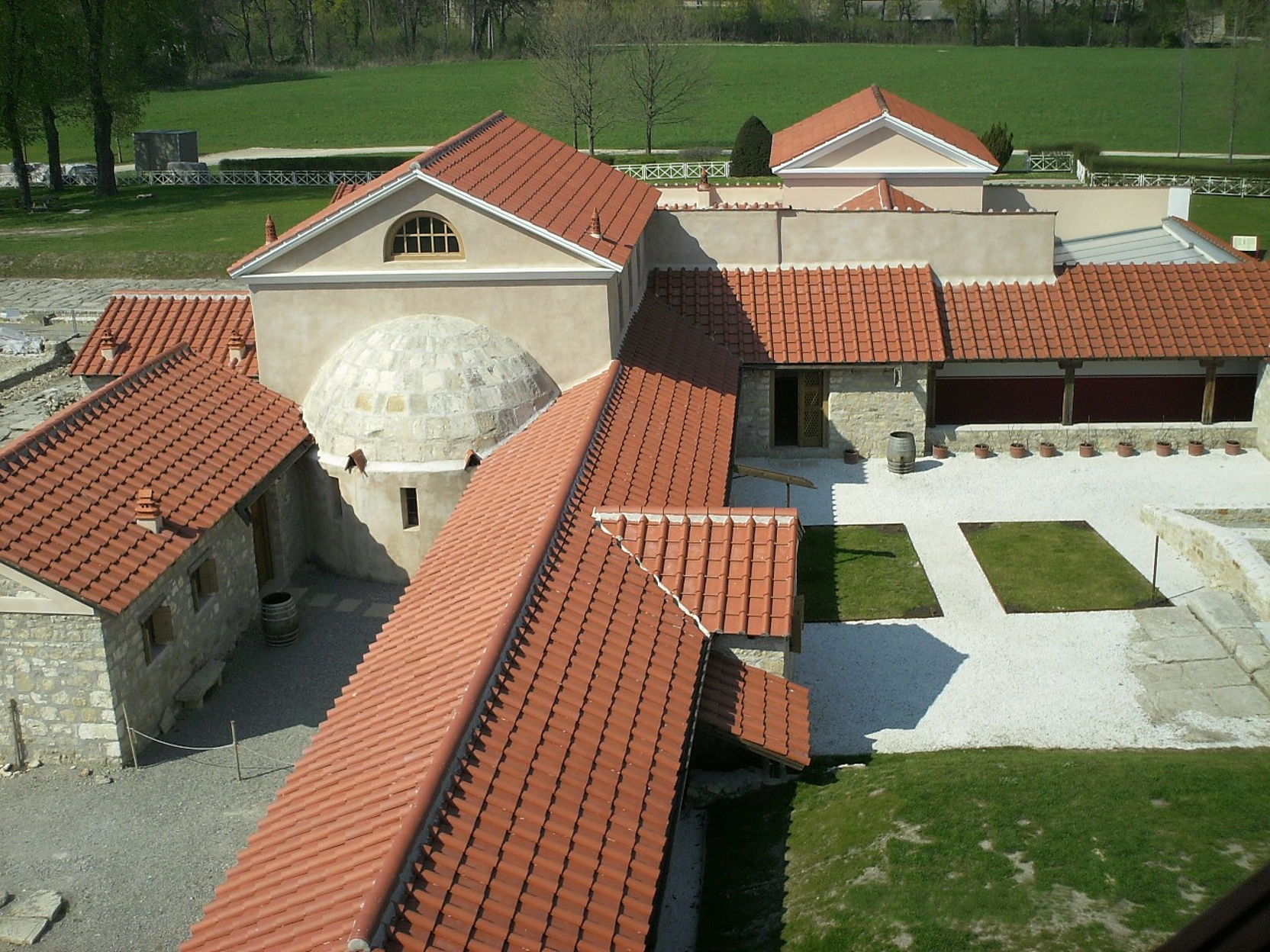
Карнунтум ( нині Петронелль), реконструкція давньоримської вілли.
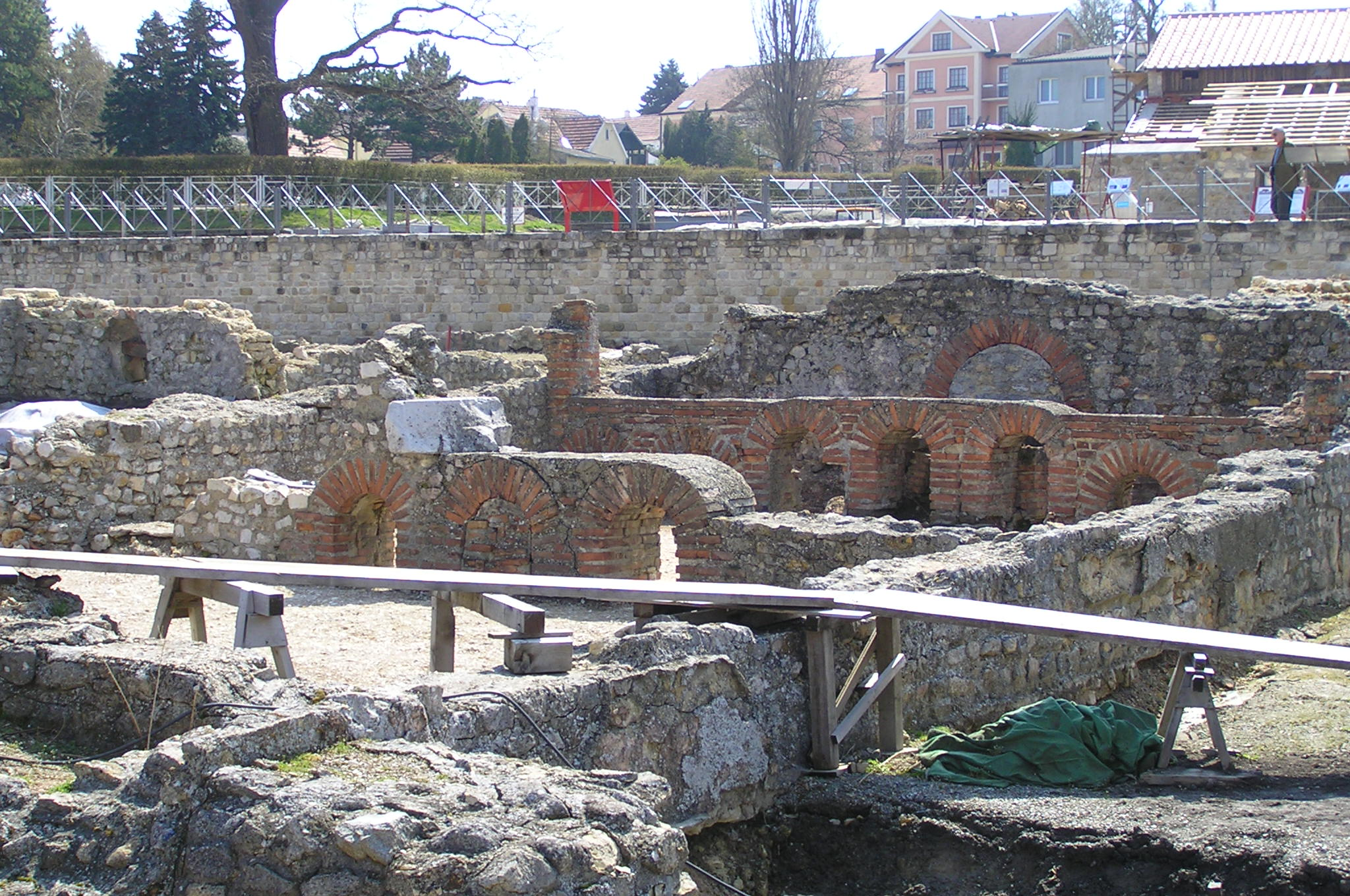
Залишки римських лазень, Петронелль

### Раннє середньовіччя
Близько 803 р. н.е. Карл Великий розбив вояків авар та створив на цій території Східну марку ( герцогство ). Почалася відчутна хвиля християнізації її мешканців та будівництво примітивних християнських церков спрощених за планами та архітектурними формами.
Будівлі раннього середньовіччя створювали переважно з дерева, тому вони не збереглися. Кам'яними були однонавні християнські церкви. Землі Австрії колонізували німецькі племена, здебільшого бавари, тому культура розвивалась в переважній стилістиці південно-німецького мистецтва. Але значні торговельні зв'язки з Ломбардією спричиняли дедалі більший вплив мистецтва північної Італії. Свій невеликий внесок мала і слов'янська складова. Розвиток отримав перший значний європейський стиль — романський.
Серед значних споруд доби романського стилю — 
- частини собору Св. Стефана (західний фасад), Відень
- собор в місті Гурк
- монастирська церква, Зеккау
- двоярусні надгробкові каплиці (так звані карнери, Штирія, Каринтія, Нижня Австрія).

Австрійські християни-вояки брали участь у Хрестових походах. Накопичені від воєнних грабунків чи торгівлі гроші ідуть на будівництво фортець, храмів, монастирів, замків.

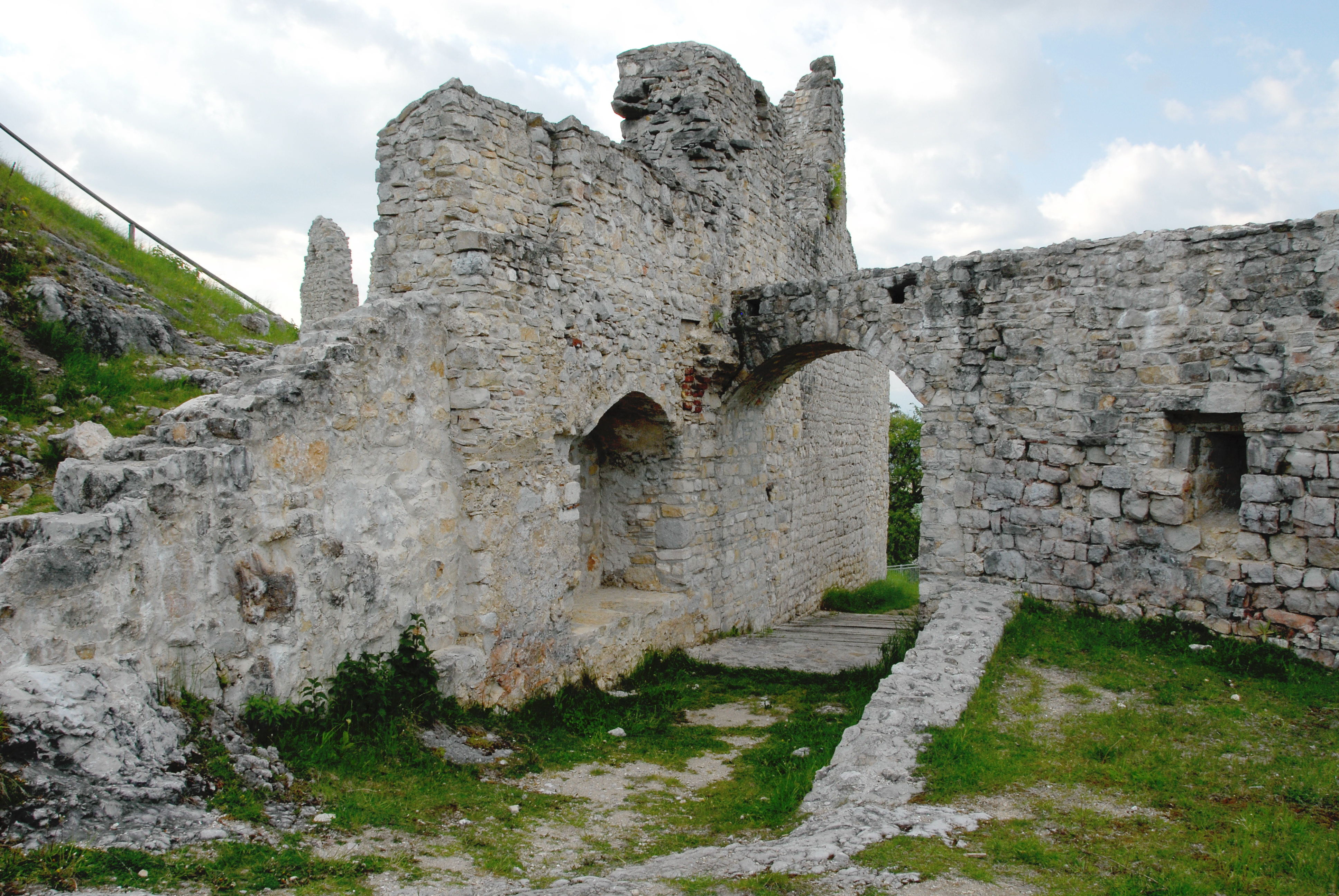
Романський замок Рабенштейн 11 ст., руїни
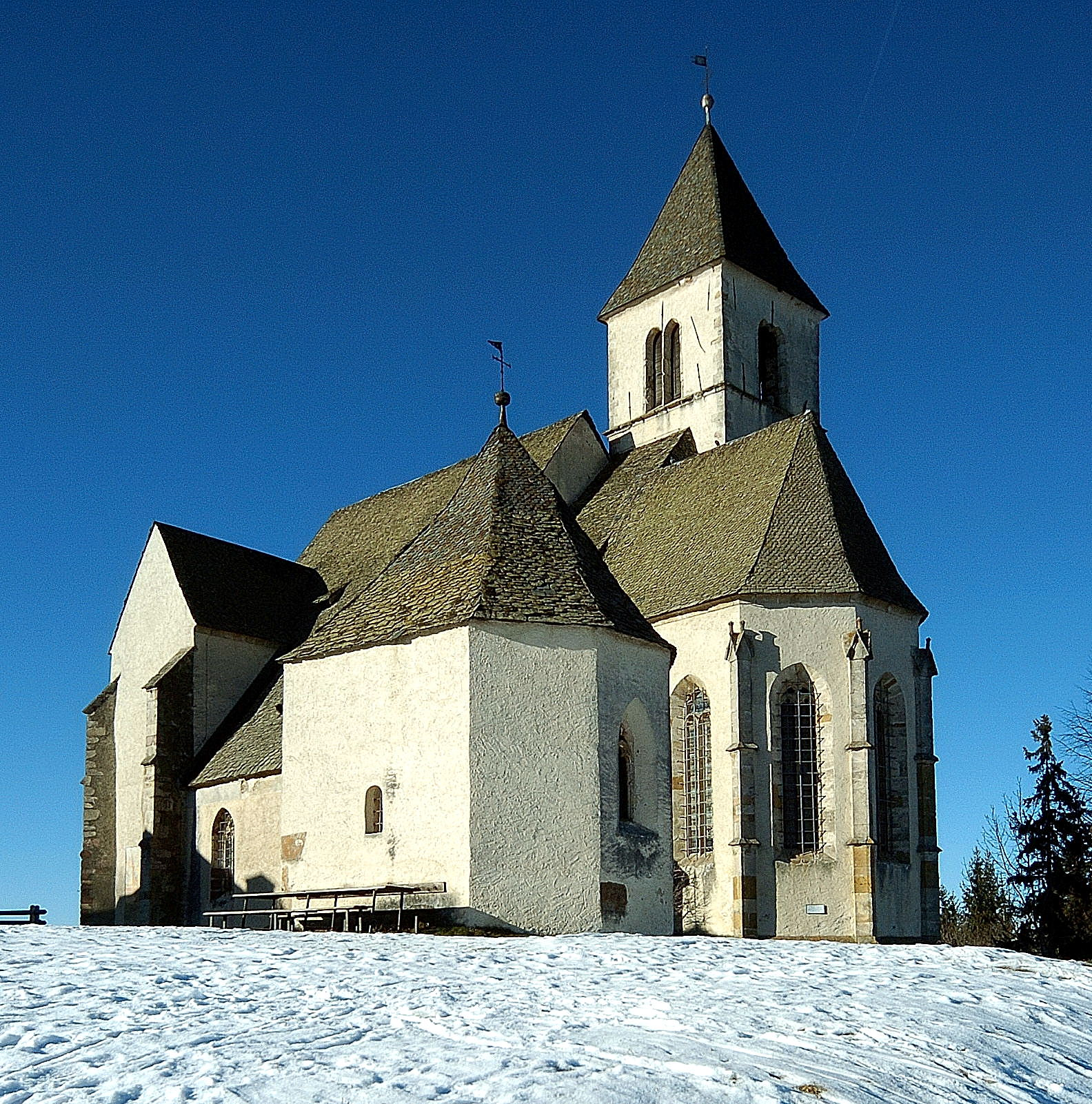
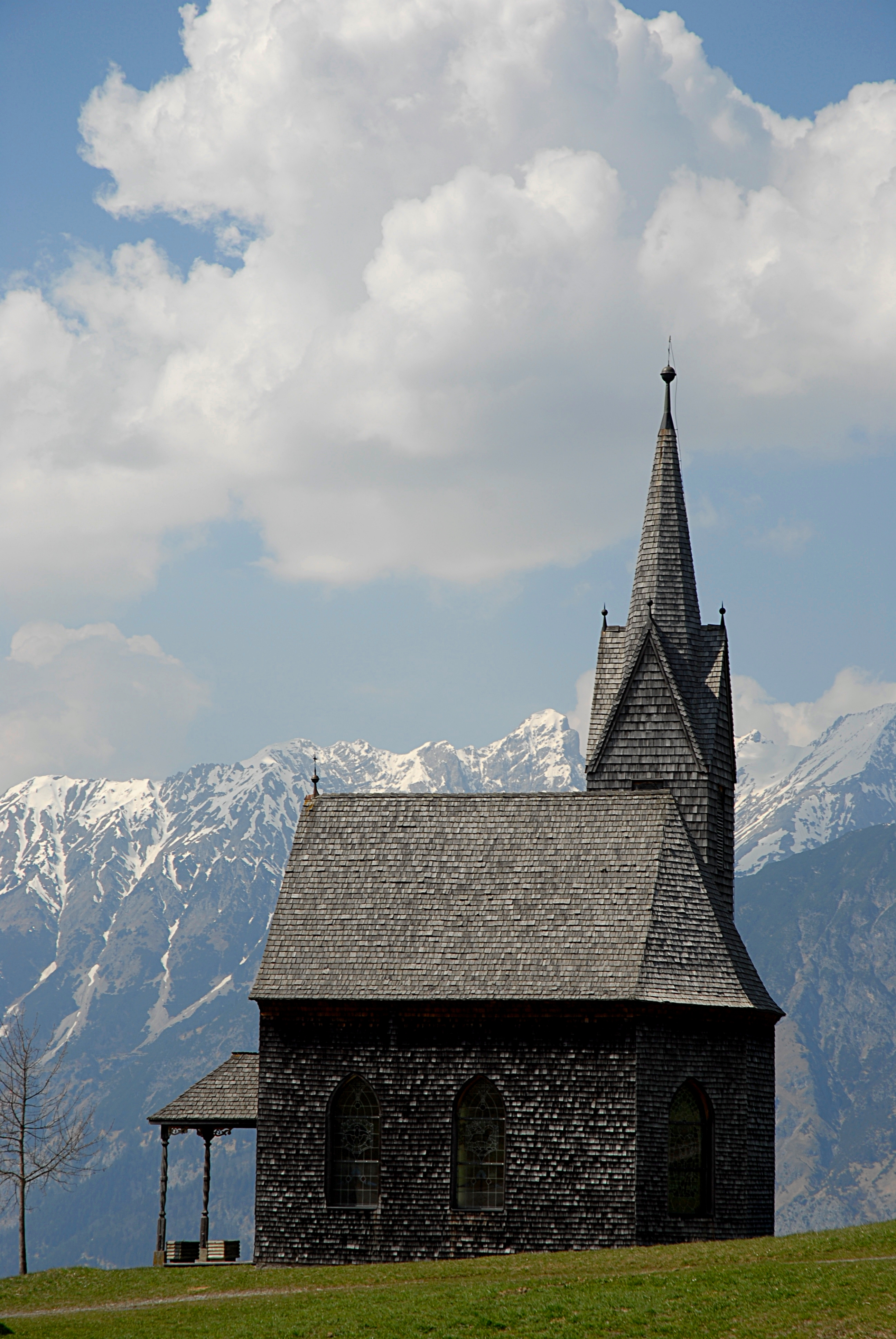
Каплиця Віндегг, Тіроль
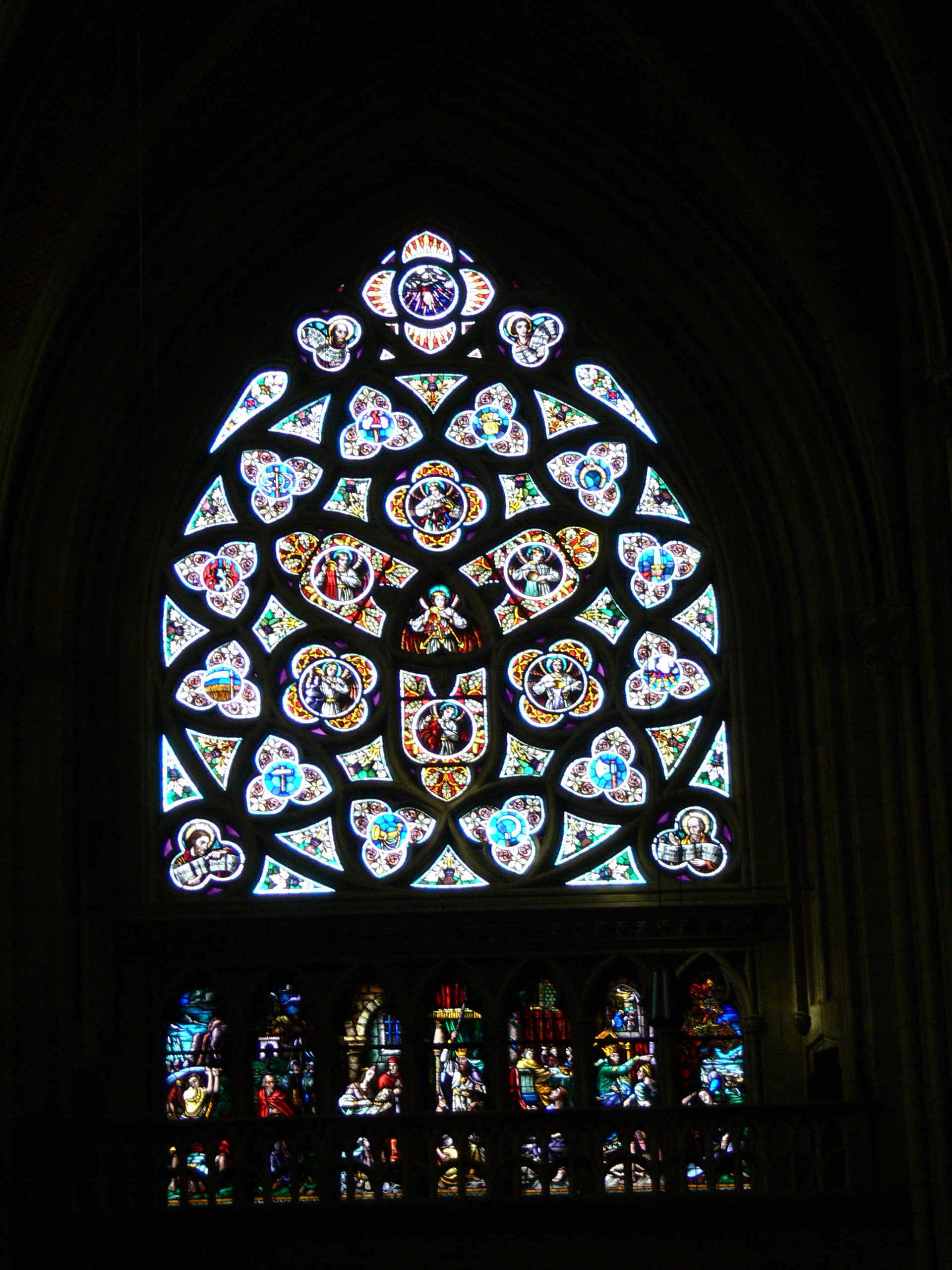
Катедрал, Лінц, вітраж

### Австрійська готика

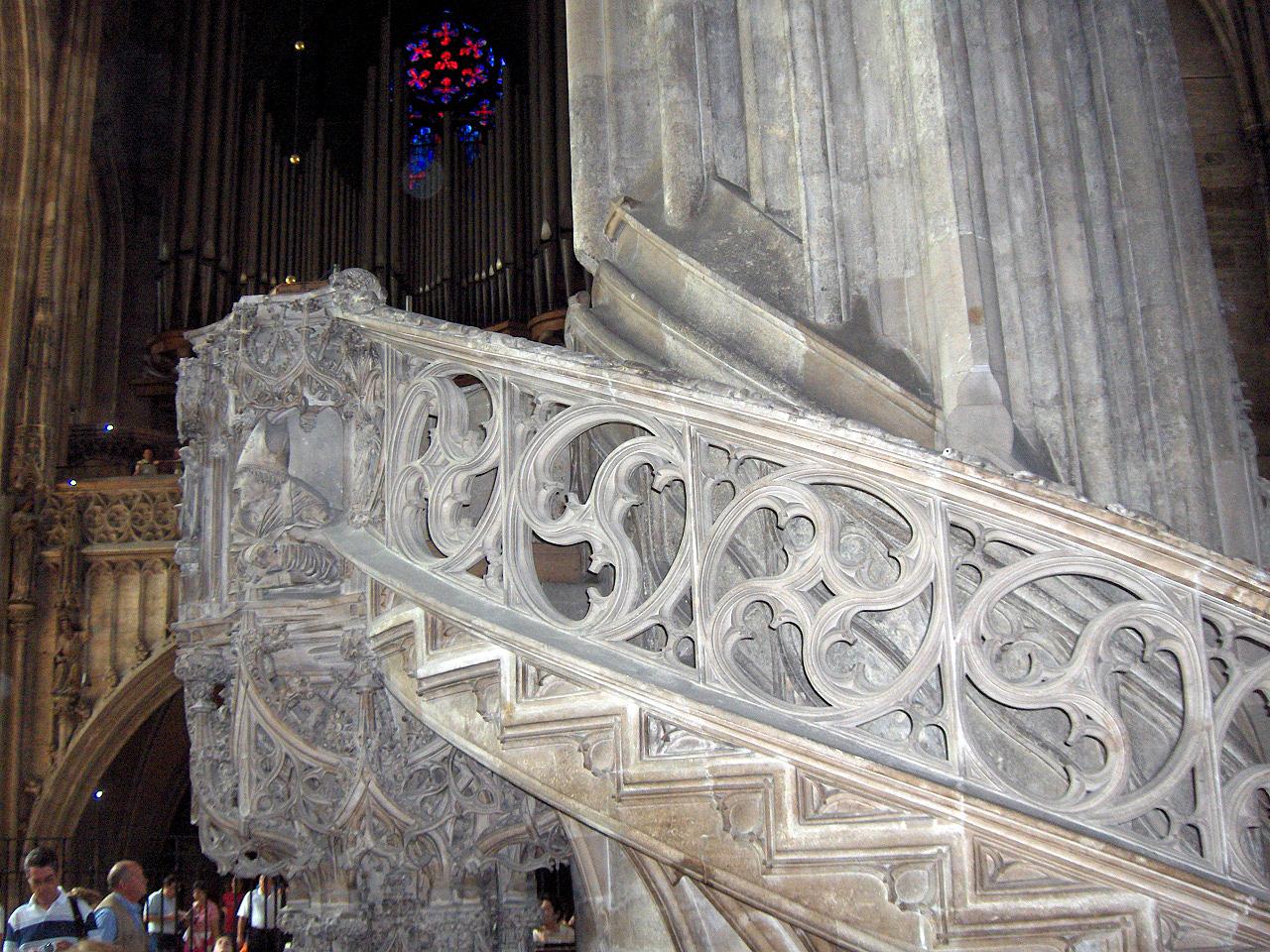
Готичні сходи в соборі Св. Стефана

Перехід до готики відбувся лише наприкінці XIII століття. Готична архітектура та готична стилістика мала помітний розвиток впродовж 200-250 років і стала явищем в місцевій культурі. Її підтримували володарі — Бабенберги, а з 1282 року — Габсбурги. До володінь потроху захоплюють та додають нові території. Австрія стає відомою частиною так званої Священної Римської імперії германської нації.
Серед найзначніших зразків австрійської готики — 
- церква Санкт Марія ам Гештаде, Відень
- готична південна вежа собору Св. Стефана
- хори церков чи готичні каплиці (Грац, Клостернейбург, Цветль, Швац та ін.) Чим далі від Відня, тим простіші форми готики використовують.

Обмежено використовують стінописи (Св. Григорій, монастир Нонберг, Зальцбург, бл.1150 р.), скульптури, живопис («Втеча Св. Родини в Єгипет», до 1475 р.) Найзначнішими зразками готичного стилю стануть дерев'яні різьблені вівтарі (вівтар Св. Вольфганга, ц-ва Санкт Вольфганг ам Аберзе, 1471–1481 рр.), де активно використовували елементи готичної архітектури.
В 20 ст. уряд держави ініціюватиме створення Музею австрійської готики в палаці Бельведер. 

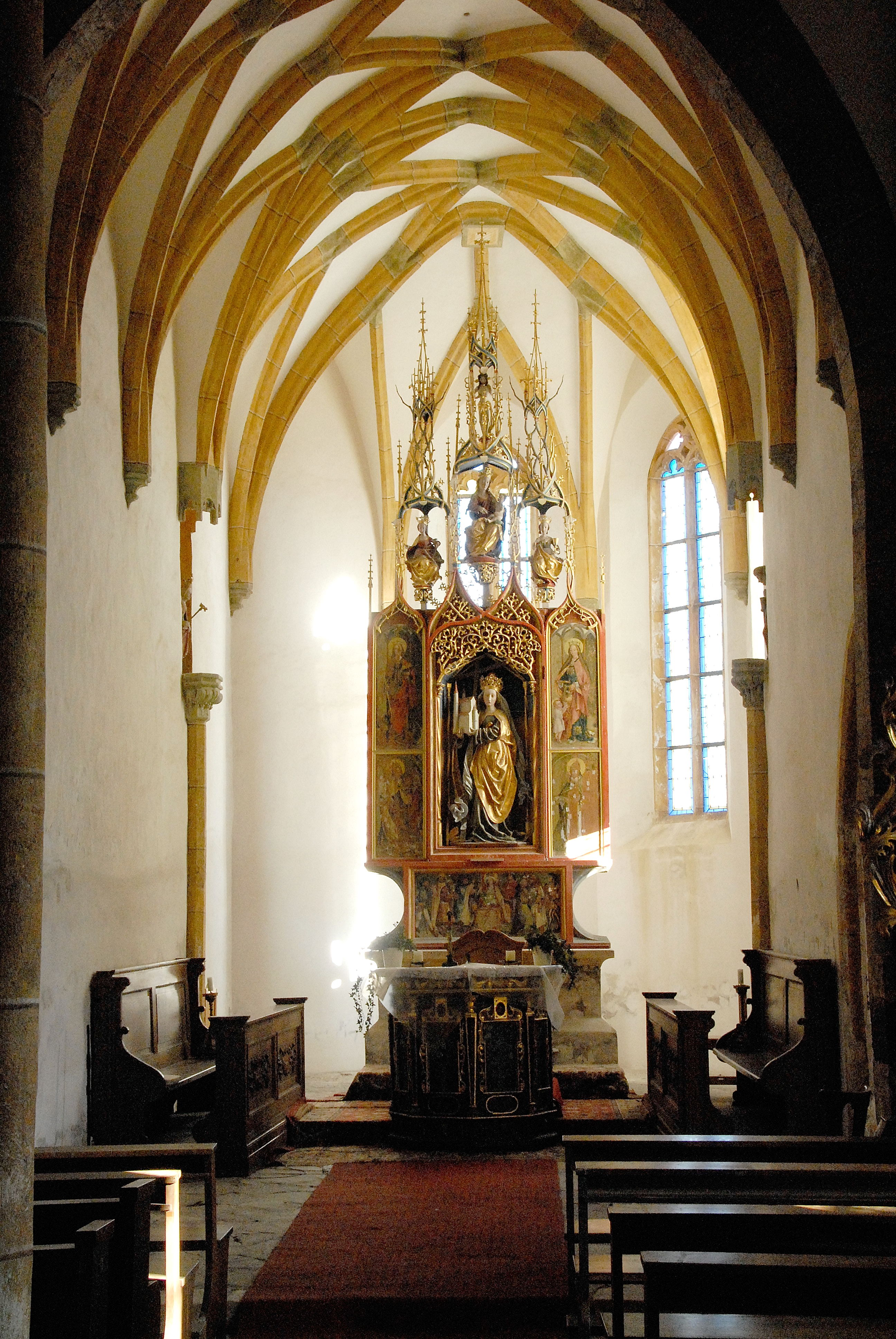
Кірха,вівтар, Магдаленсберг
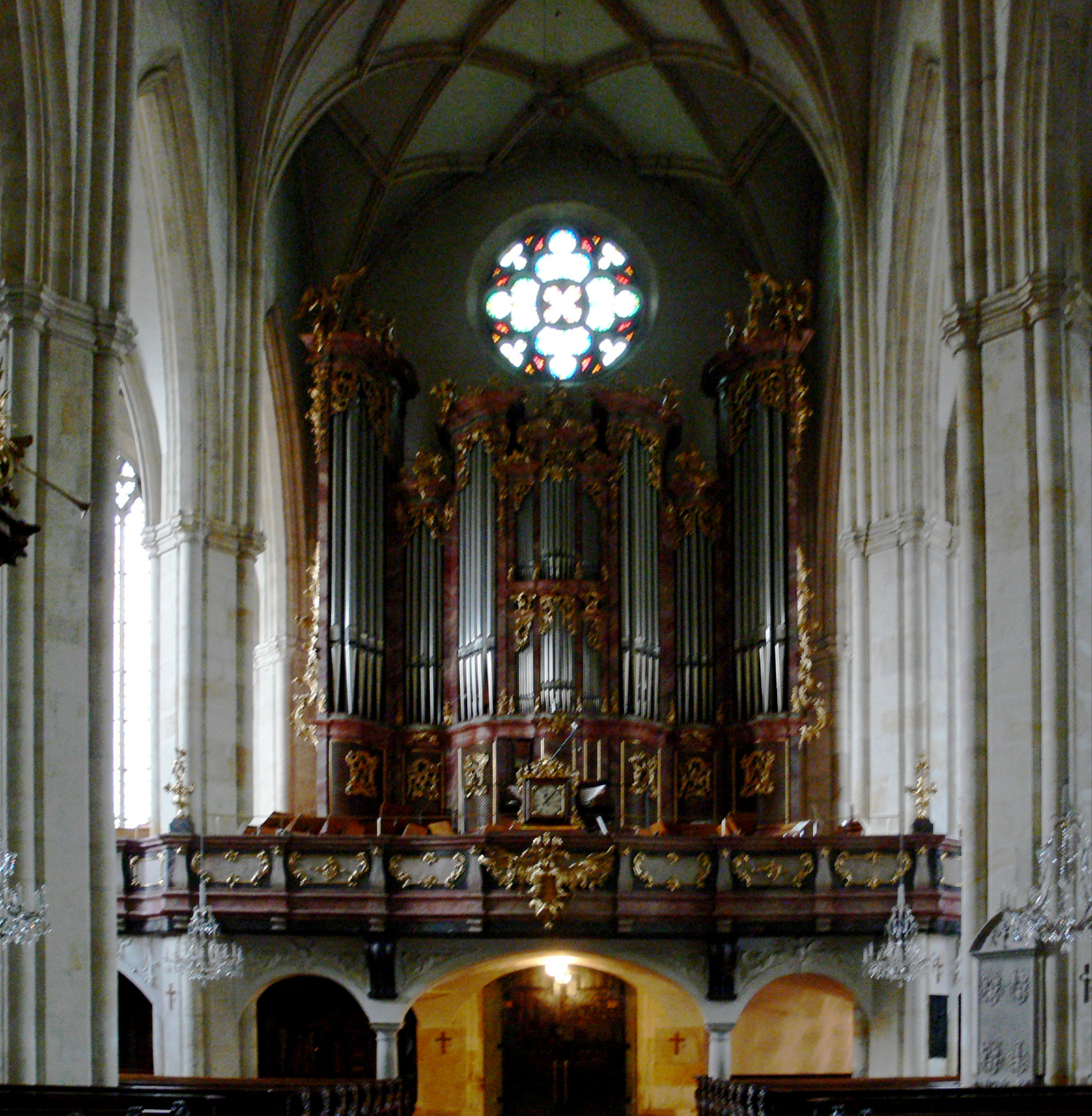
м.Грац, Катедральний собор
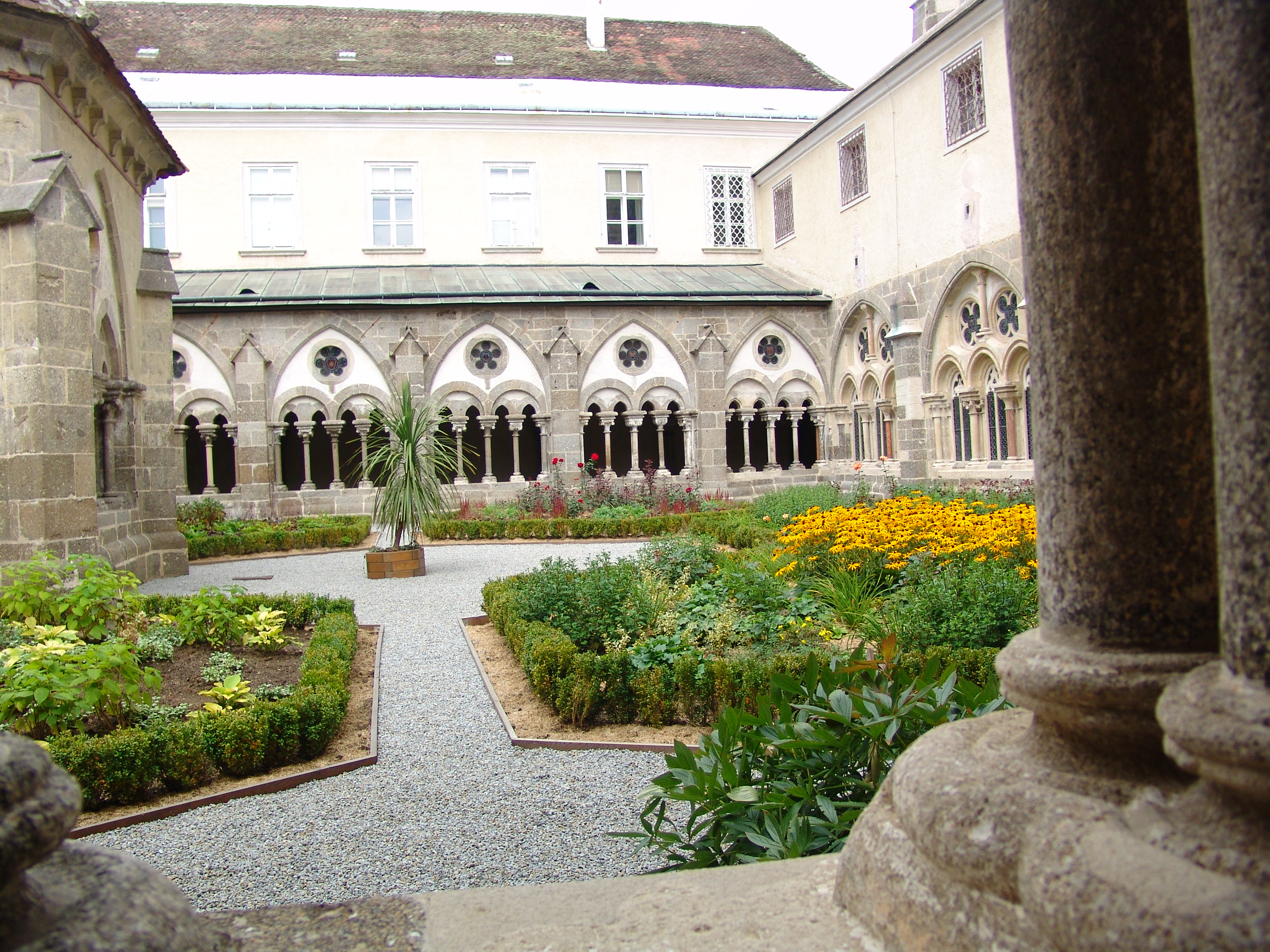
Абатство Цветль, готичний дворик монастиря
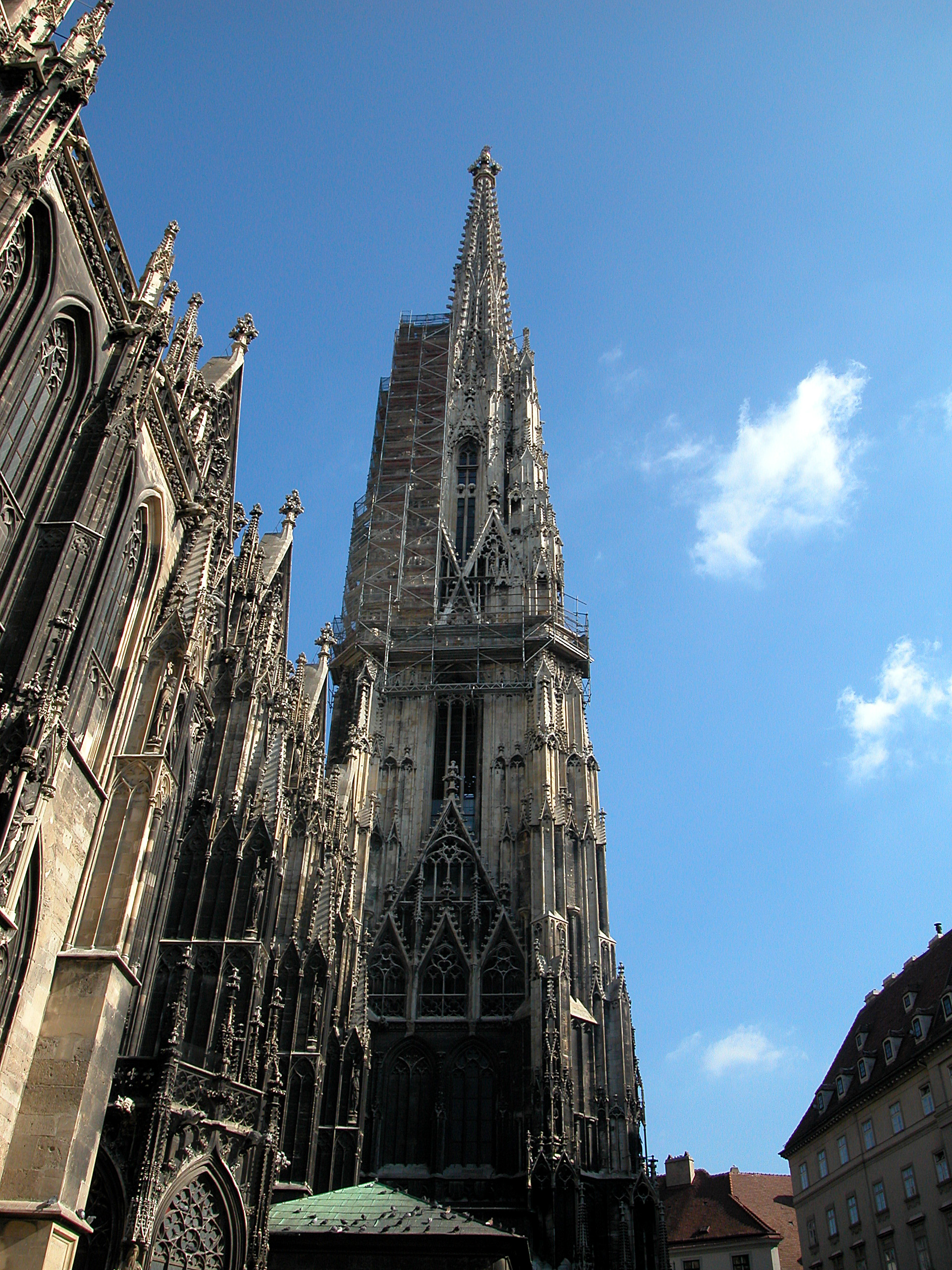
Південна вежа собору Св. Стефана

### Зруйновані замки Австрії

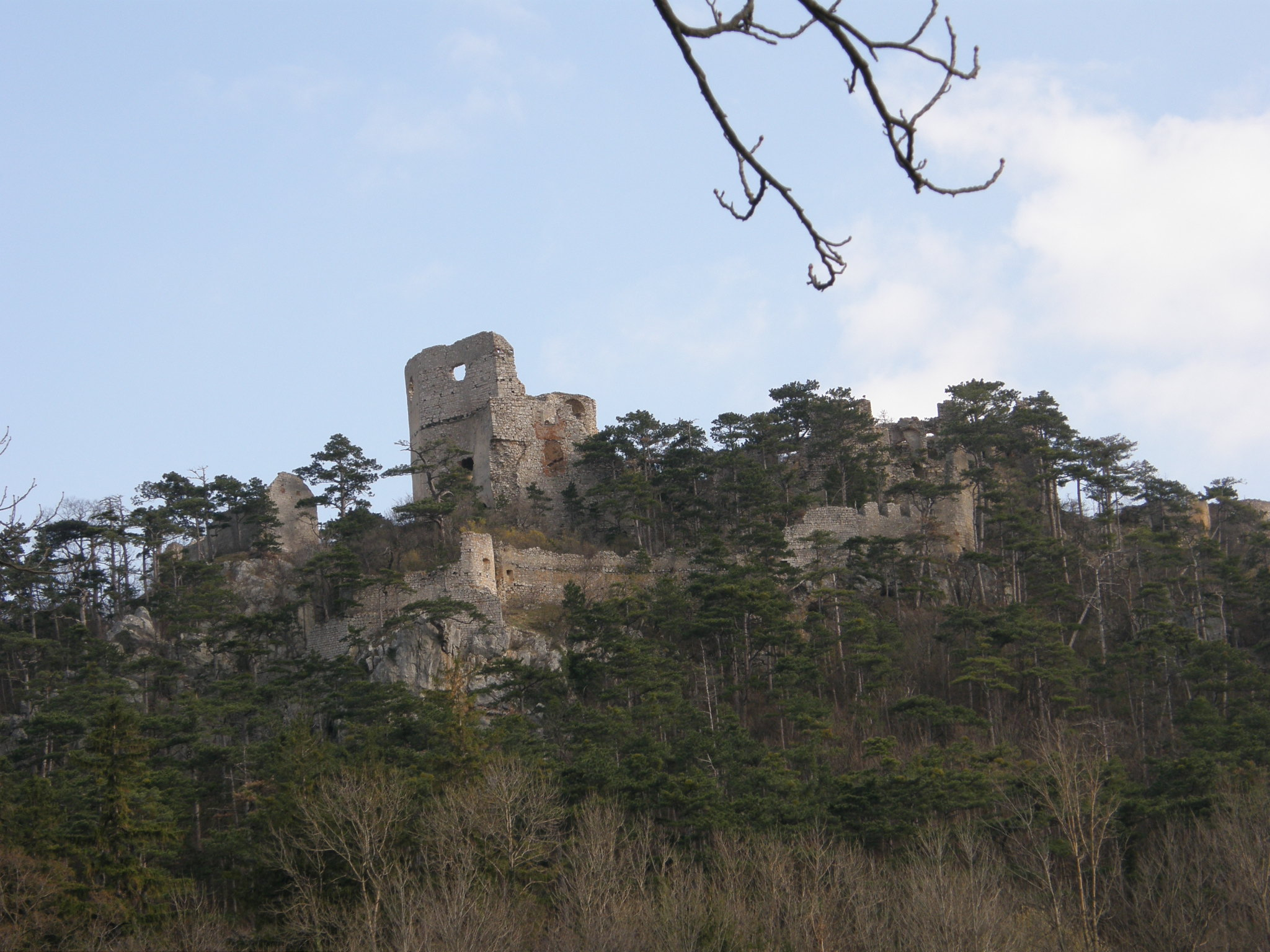
Замок Еммерберг
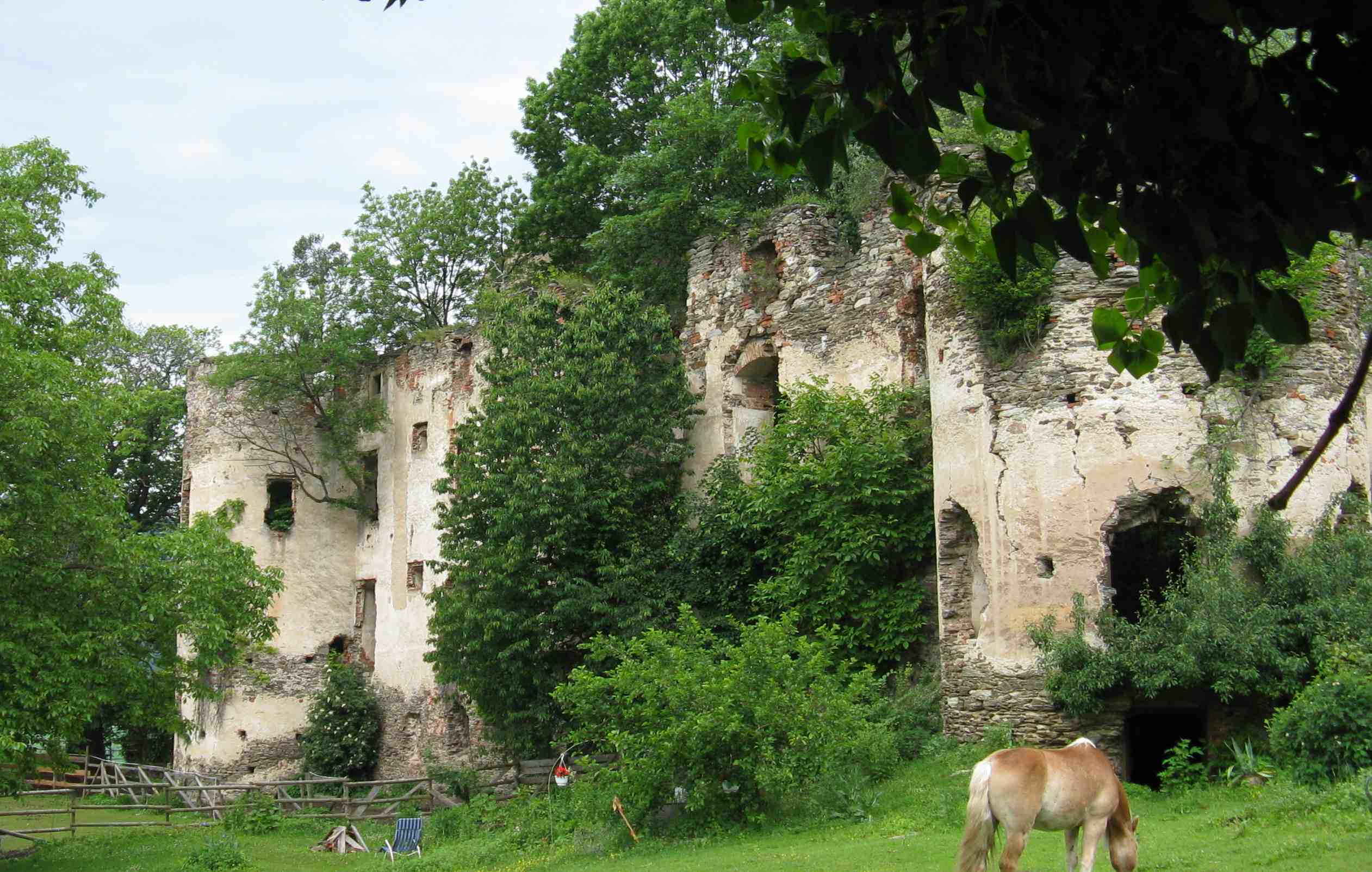
Замок Альтшилейтен
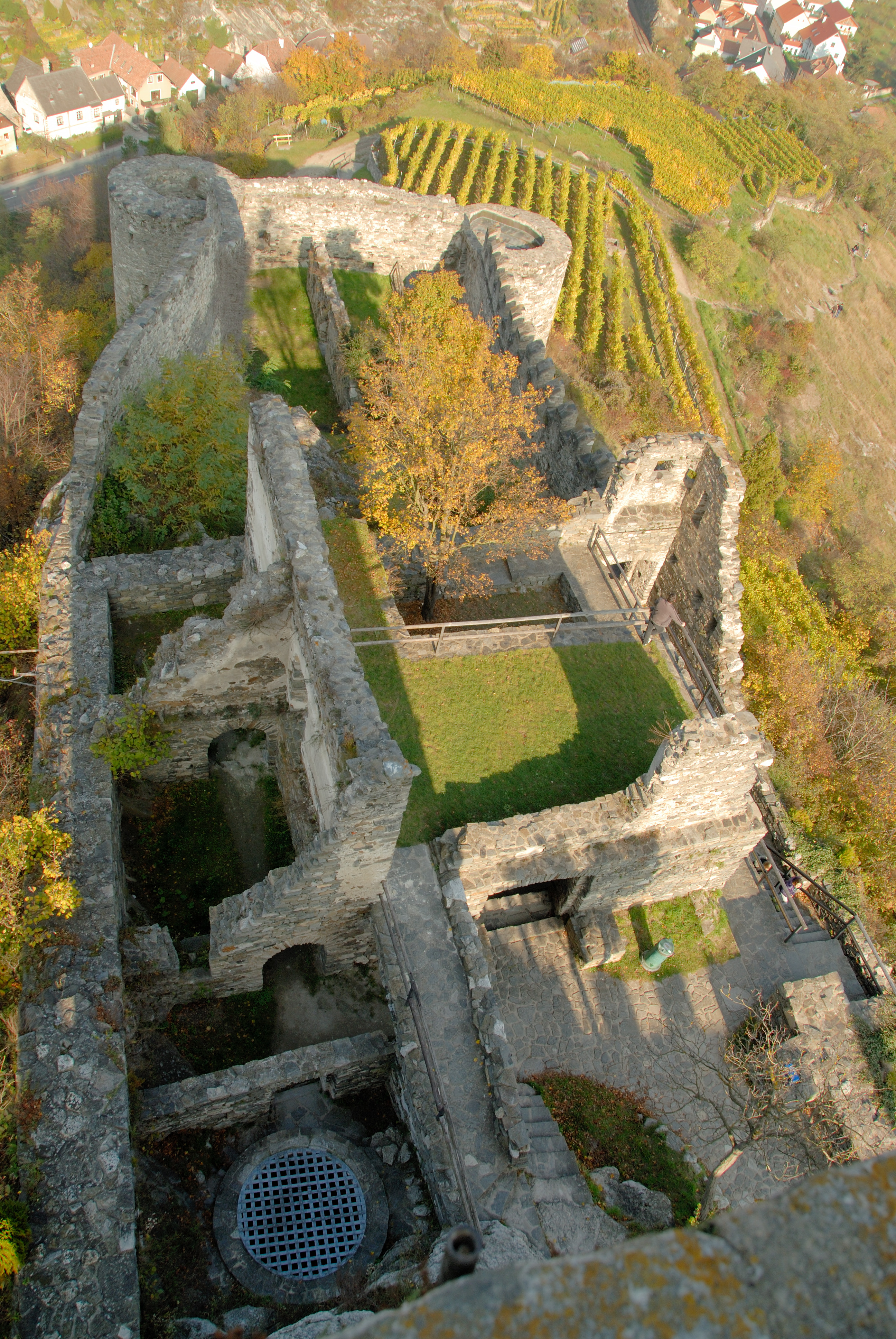
Гінтергаус
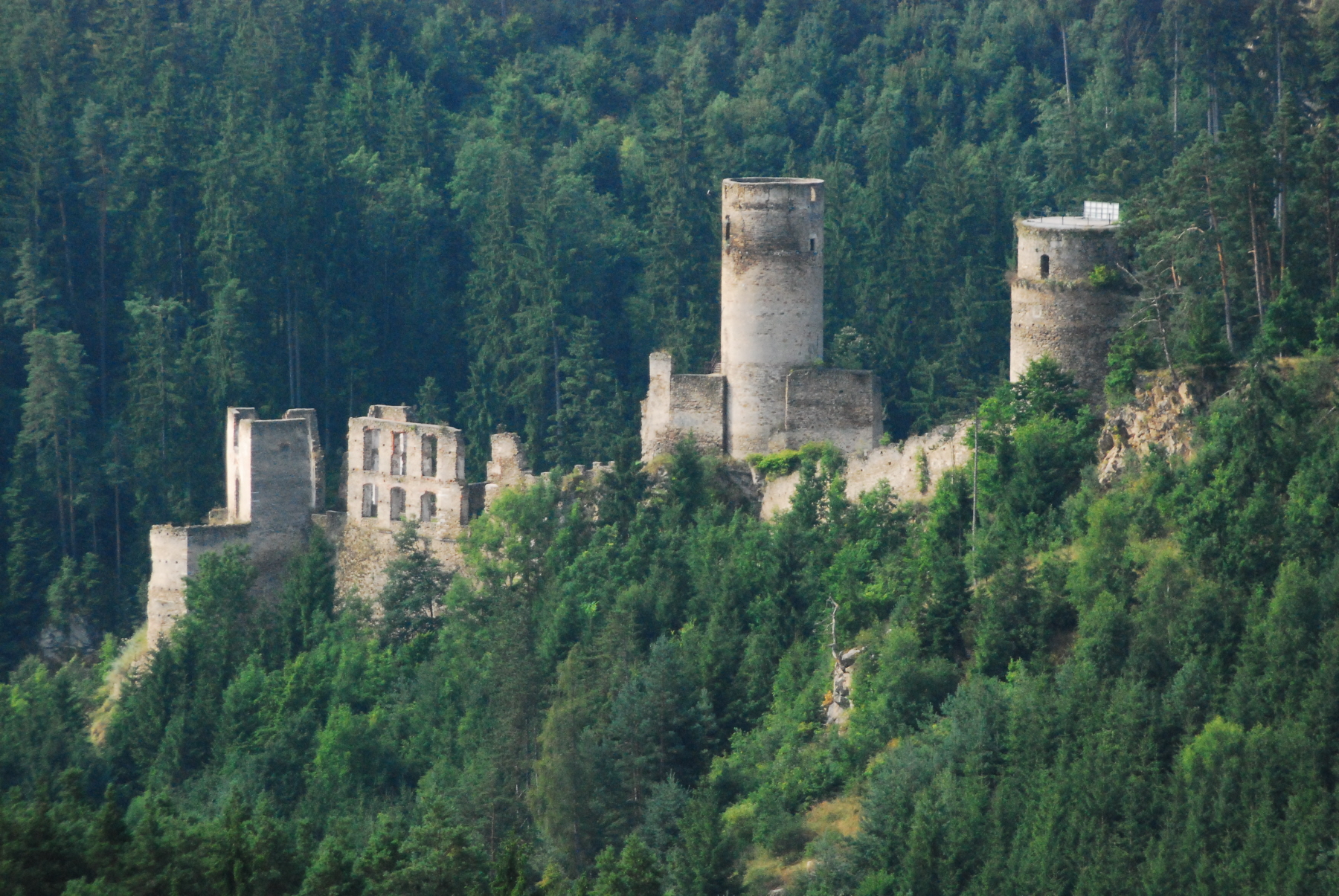
Кольміц

### Коротке австрійське відродження
Доба відродження в Австрії припала на важку пору контрреформації та воєн з Туреччиною і прийшла зі значним запізненням. Церковна архітектура втрачала своє провідне значення і перебувала в полоні застарілих і спрощених готичних форм. Дихання ідей відродження відчутніше у живопису та декоративно-ужитковому мистецтві. В 16 ст. загроза турецького захоплення Австрії спонукала не стільки до будівництва церков і палаців (головних царин архітектури відродження ), скільки до оновлення фортець. Практично не було міста, що вийшло б в цю пору в Австрії за межі колишніх ( ще середньовічних ) фортечних мурів, а забудова в містах залишила тісний, середньовічний характер. Але були поодинокі зразки створення парадних дворів у замках з відкритими колонадами на зразок італійських. Були і випадки запрошення майстрів Італії задля будівництва нових замків і садів італійського типу (Хоензальцбург, Амбрас, Шаллабург).
Доба маньєризму практично не відбилася в архітектурі Австрії, попри те, що австрійський двір був одним зі значущих центрів маньєризму в Західній Європі. Імператорські замови виконують відомі майстри — маньєристи, майже всі іноземного походження, але вони не архітектори.
- Бартоломеус Шпрангер, художник, з Фландрії
- Арчімбольдо, художник, з Мілану
- Адріан де Вріс, скульптор
- Ганс фон Аахен, художник, з Кельну
- Егідіус Заделер, гравер з Фландрії

Архітектура Австрії 16 століття наче накопичує сили для могутнього розгортання і розквіту в добу бароко, який став яскравим фактом мистецтва і самої Австрії, і культури Західної Європи.

#### Фрески в Австрії

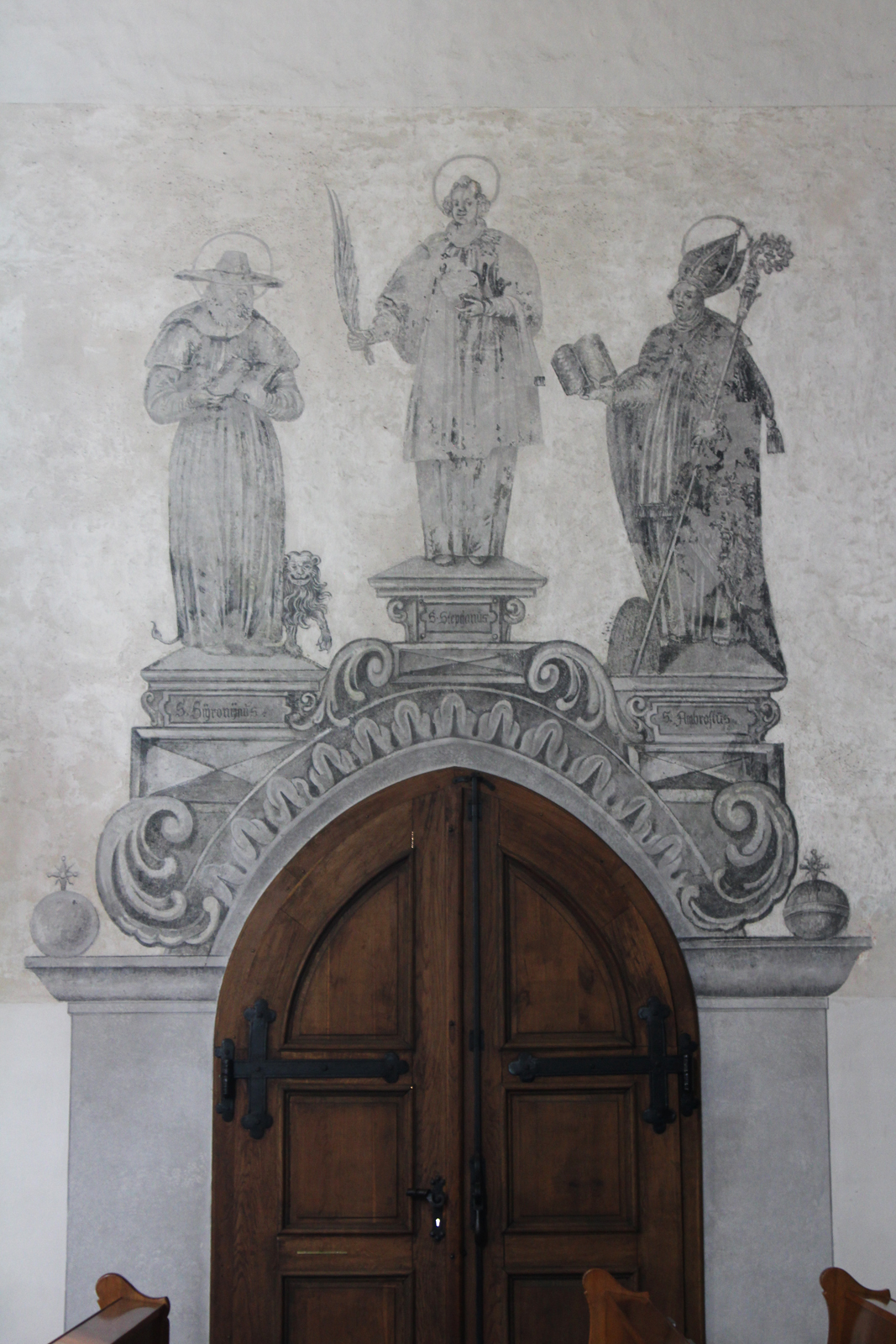
Церква св. Лаврентія. Альтхейм. Чорно-біла фреска «Св. Єронім, Лаврентій, Амвросій», до 1600 р.
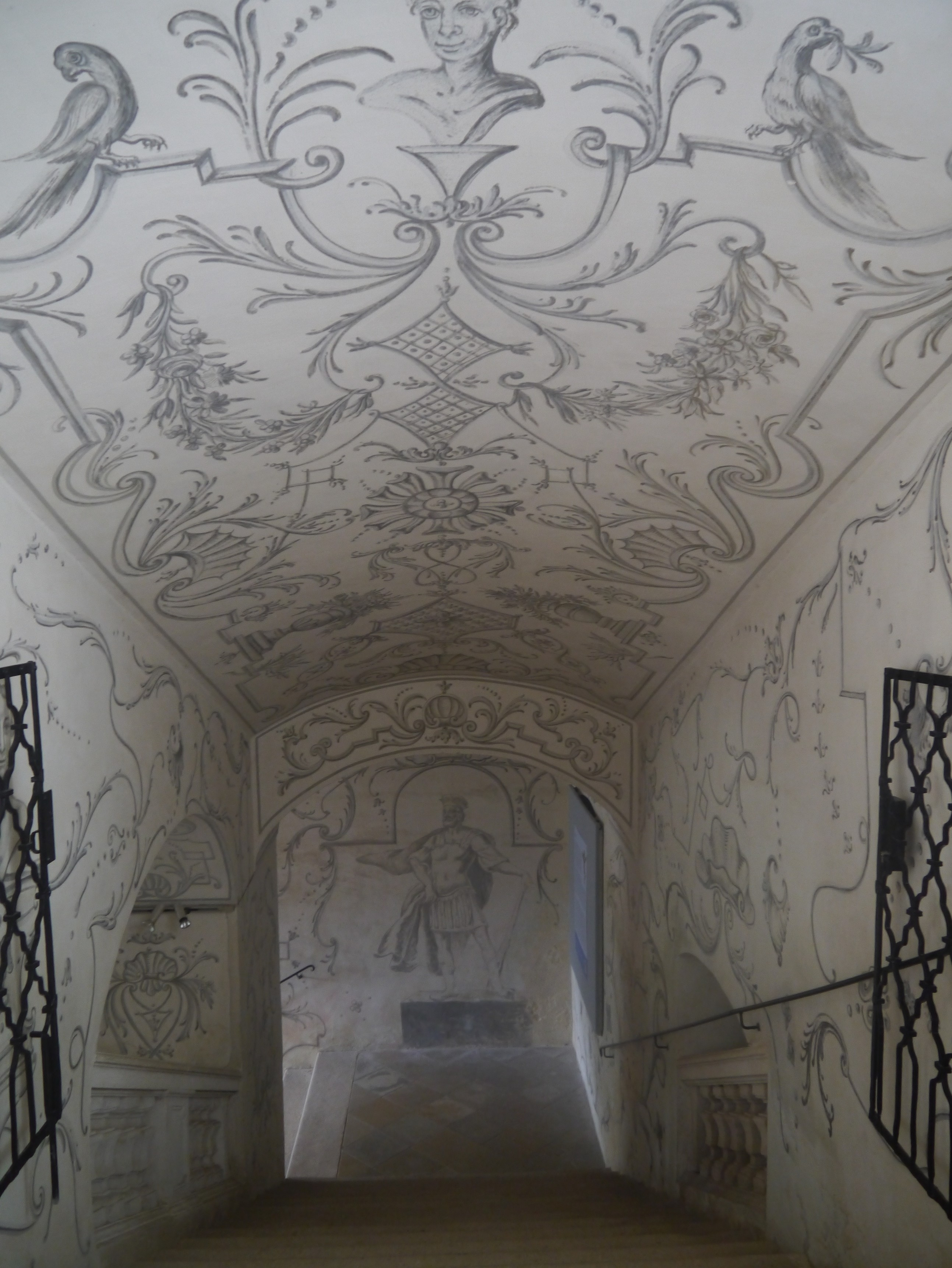
Альтенбурзьке абатство. Чорно-білі фрески коридору до крипти
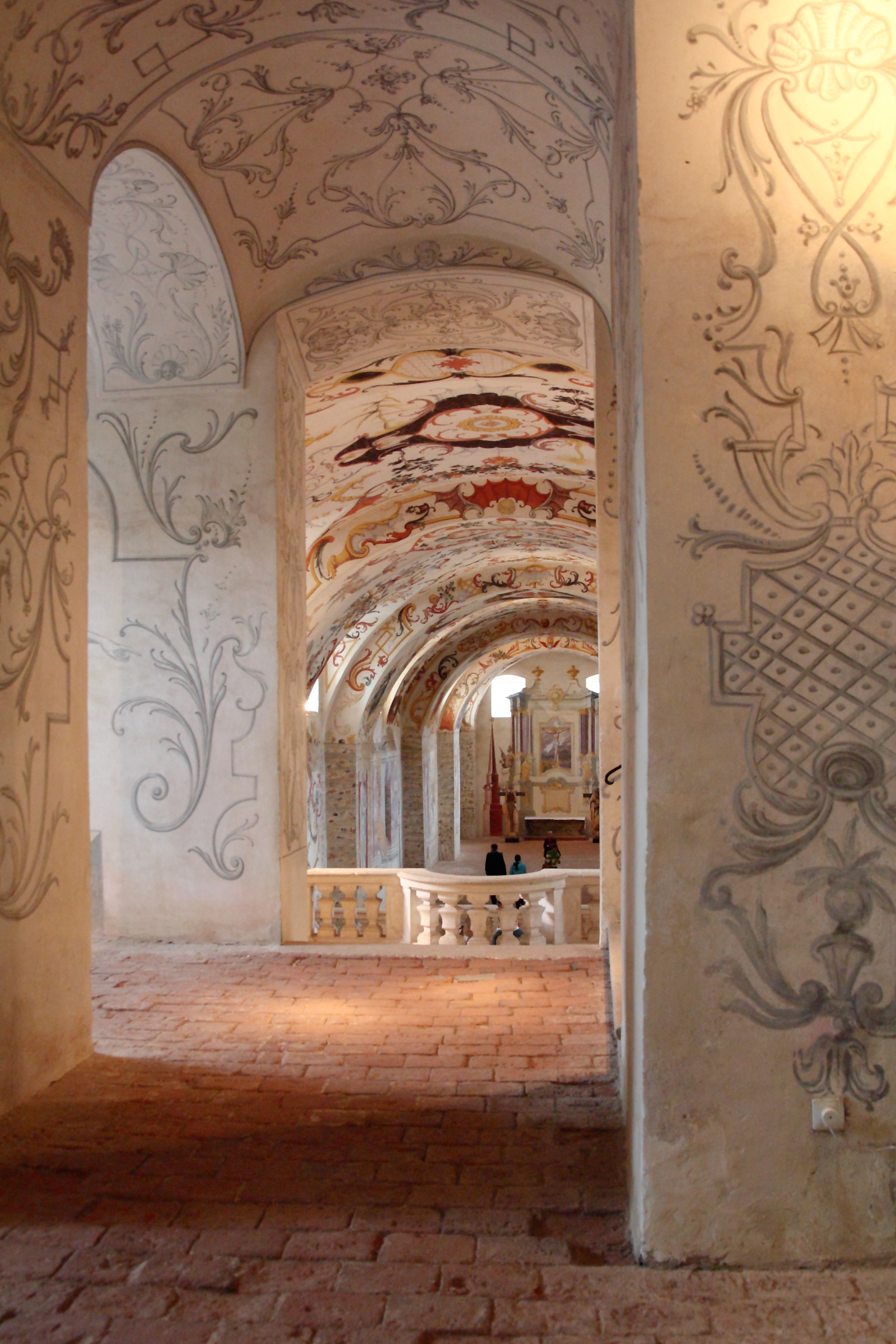
Альтенбурзьке абатство. Вхід до крипти
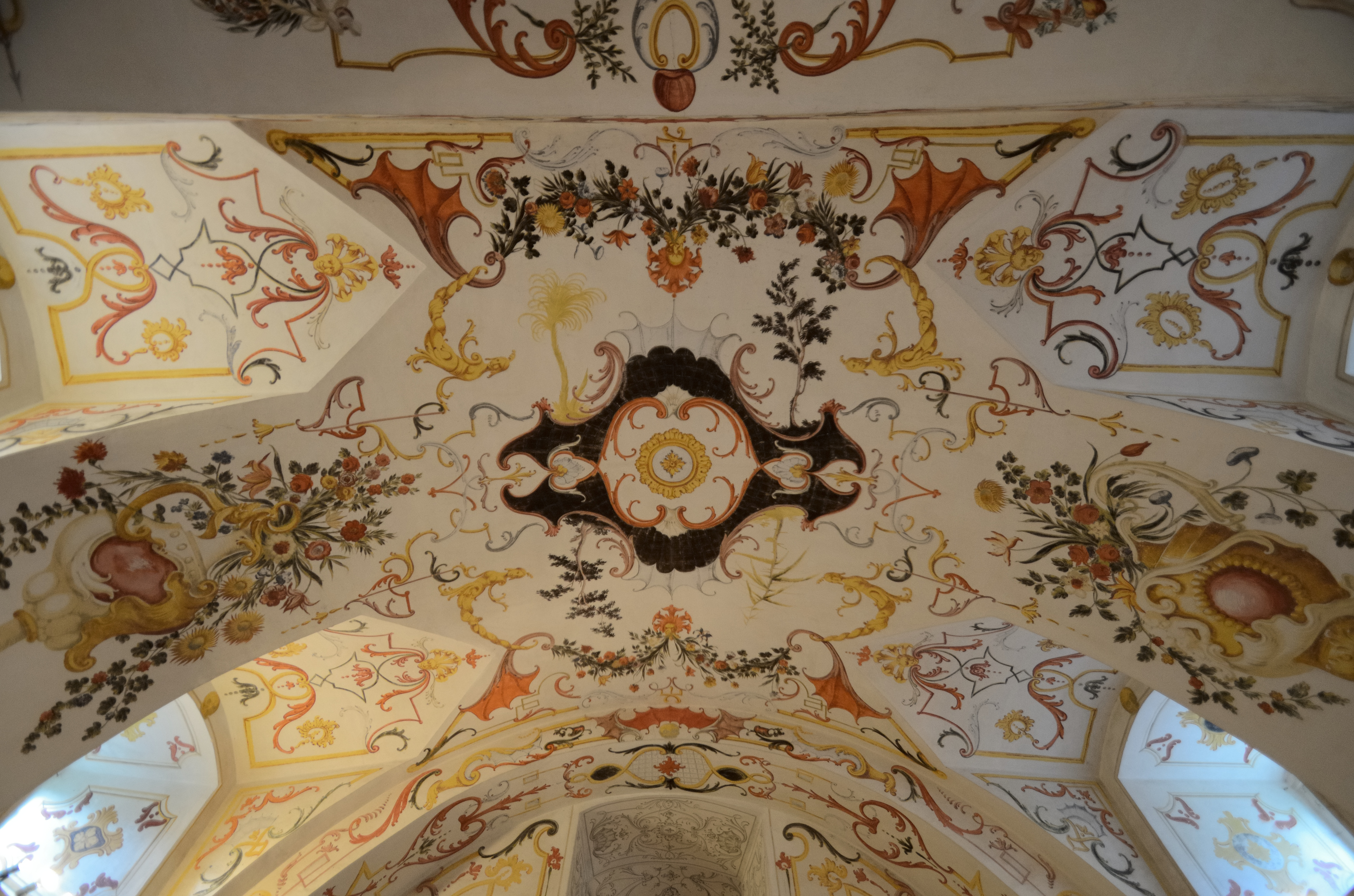
Альтенбурзьке абатство. Декор склепіння стелі в крипті

### Бароко Австрії

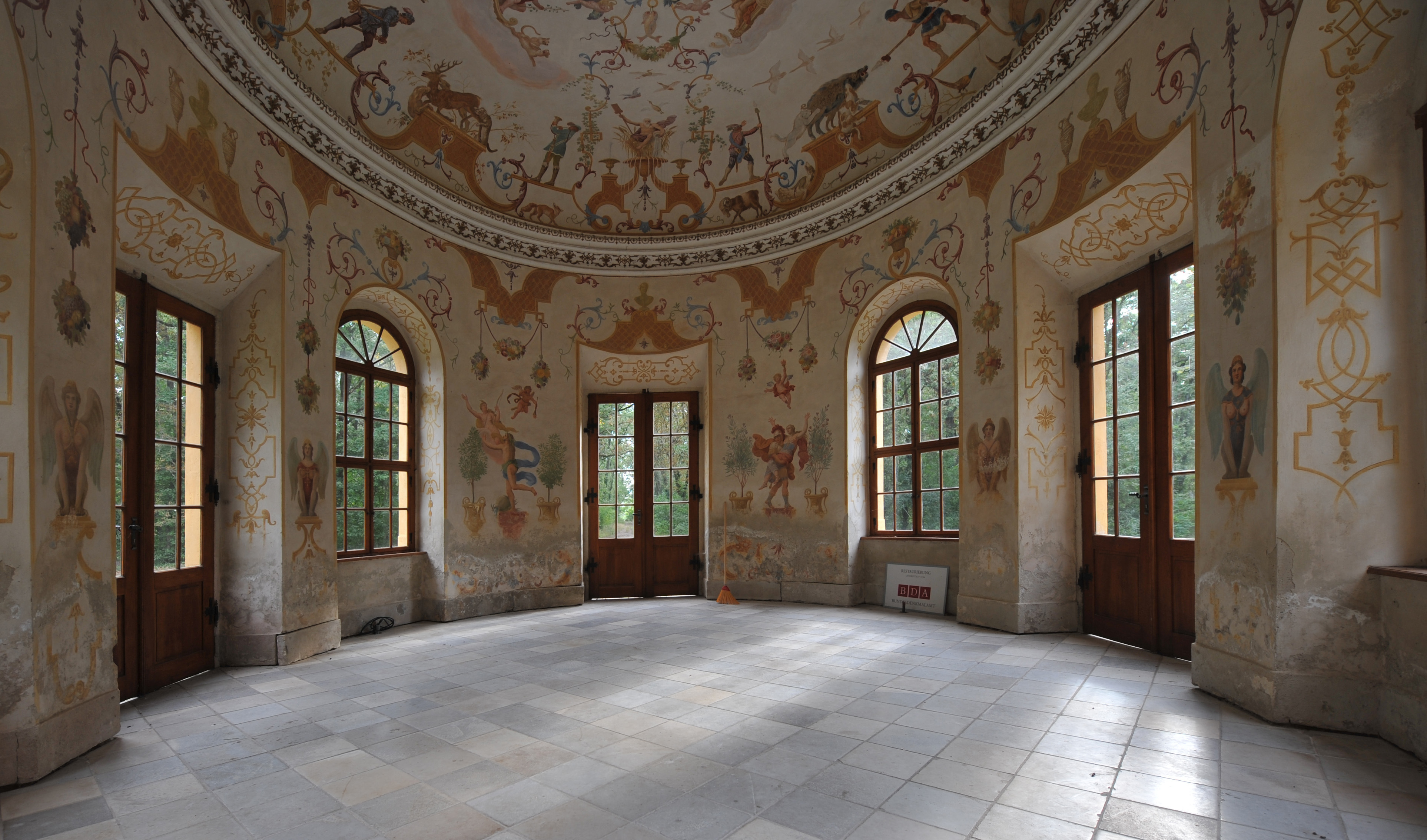
Замок Оберзібенбрунн, Австрія, архітектор Йоган Лукас фон Гілдебрандт (1668–1745), парковий павільйон, худ. Йонас Дрентвет, гротески.

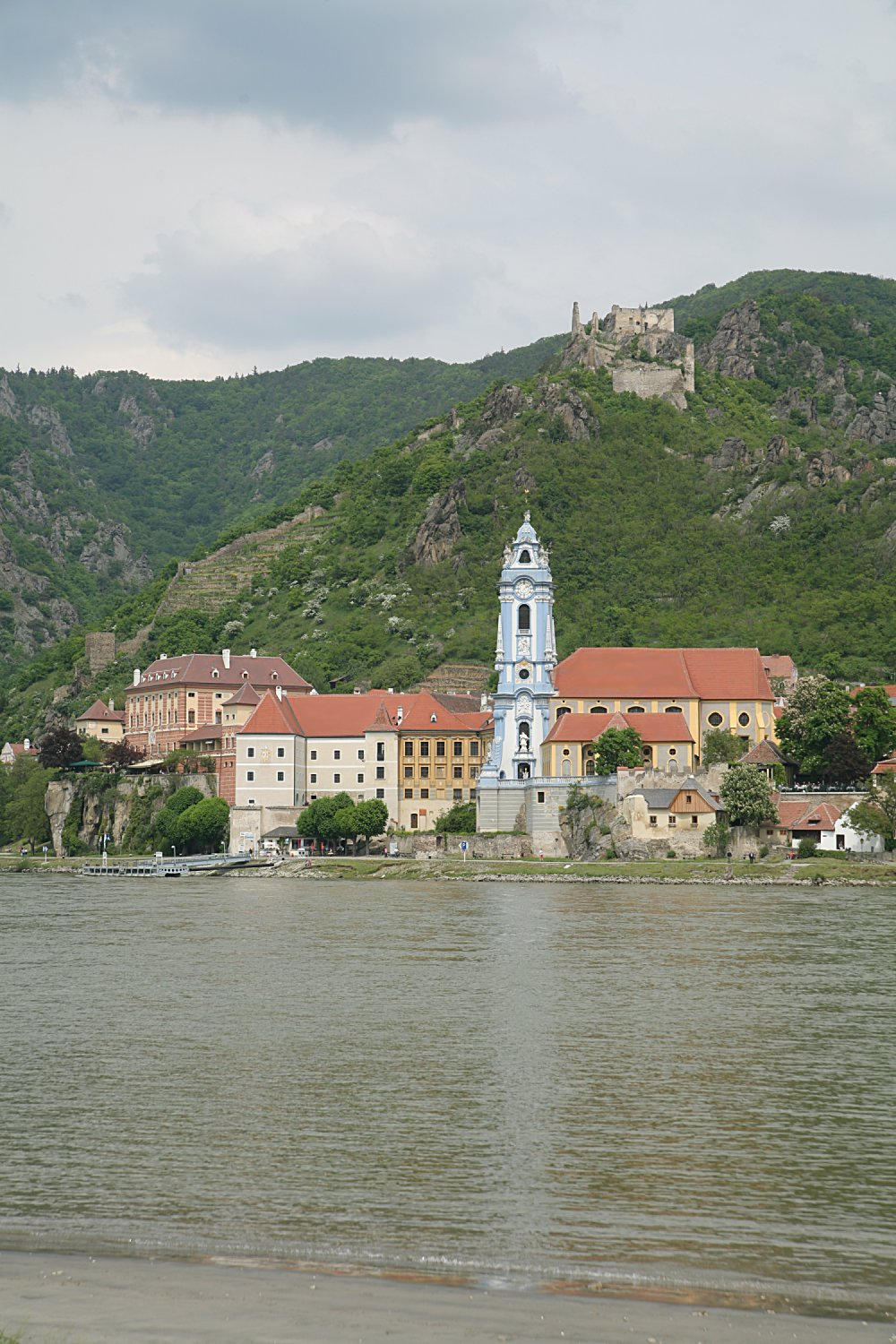
Місто Дюрнштейн з півдня
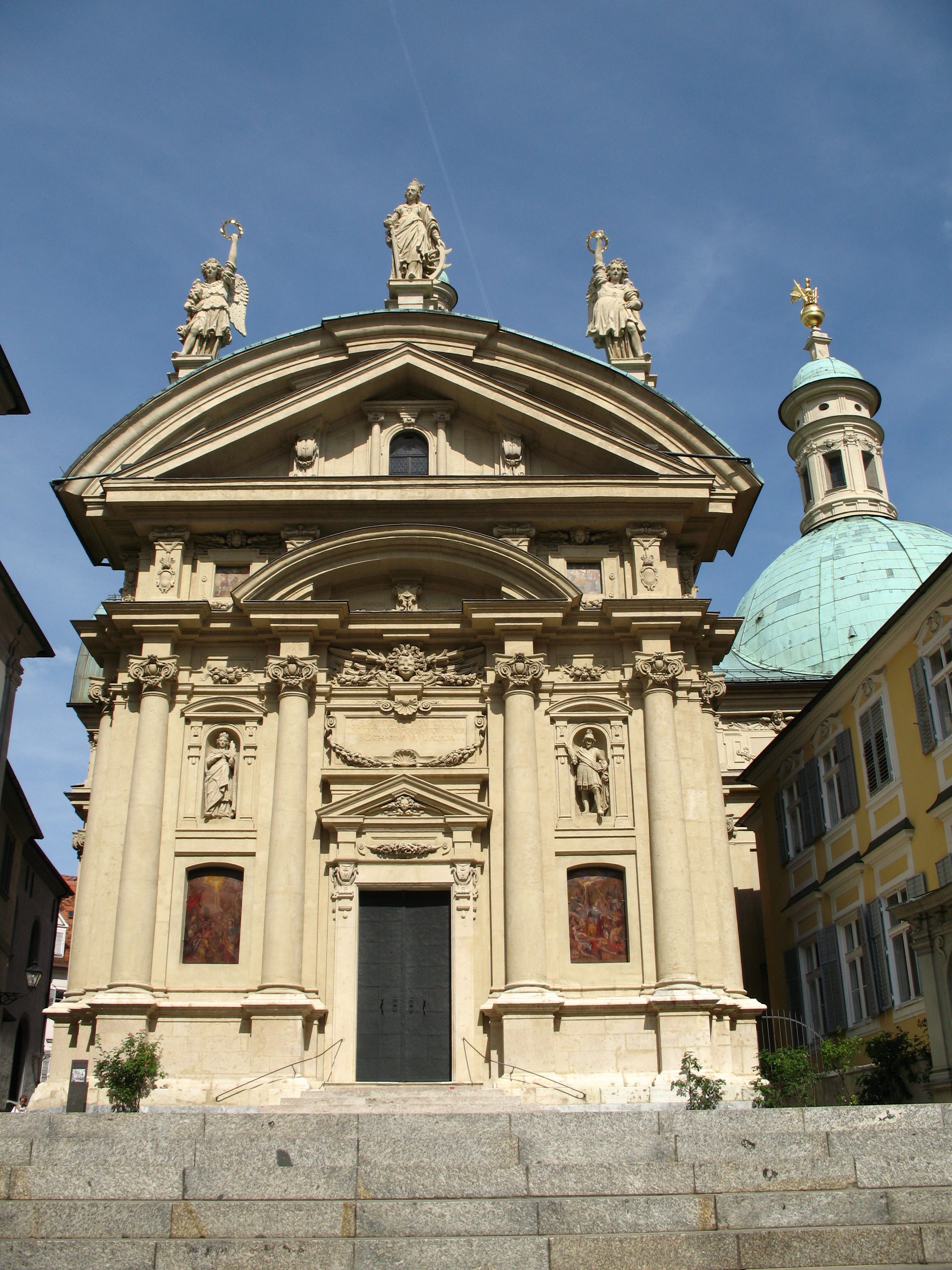
м.Грац, мавзолей Фердинанда ІІ, 1614-1638 рр.
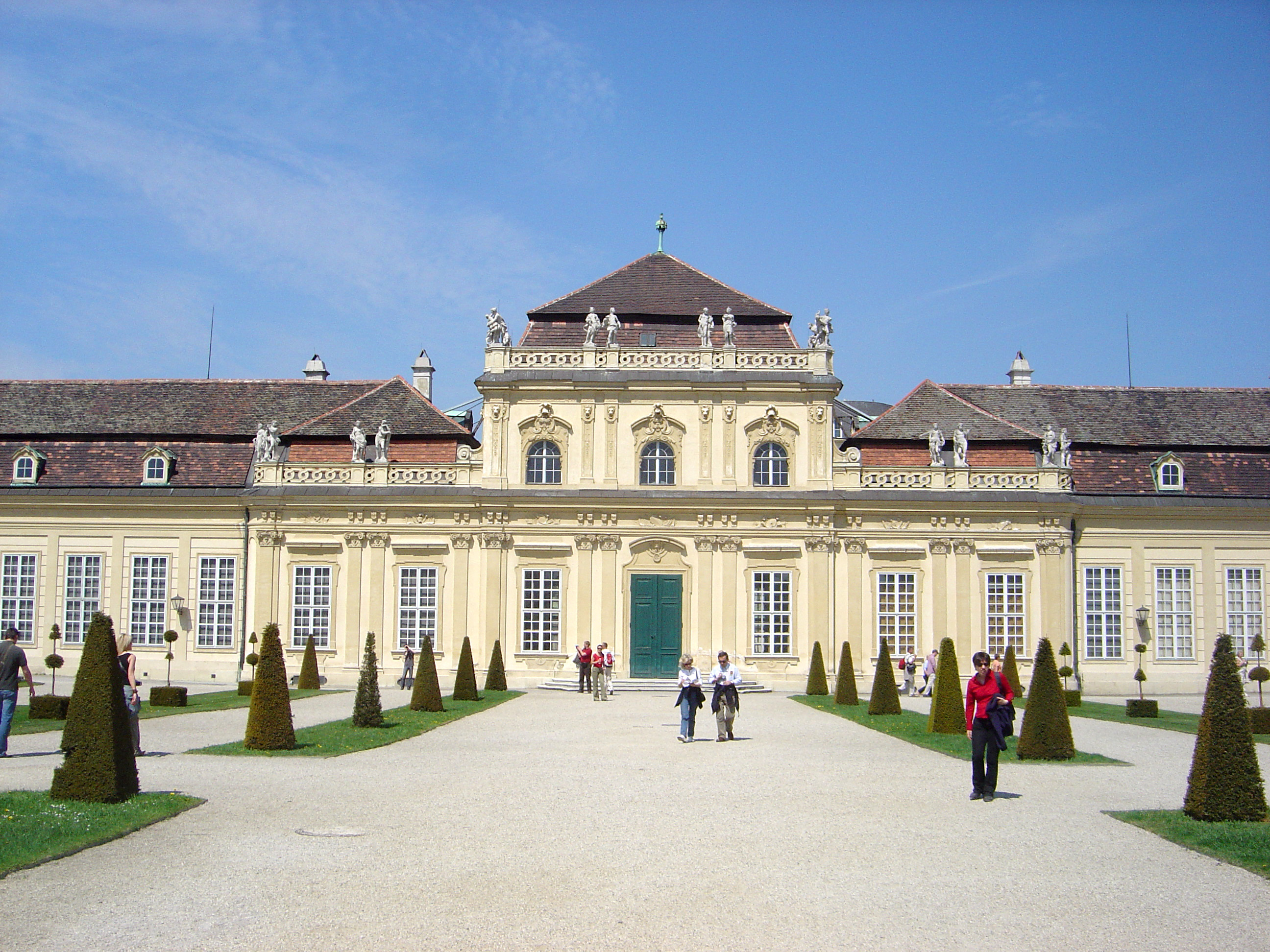
Палац Нижній Бельведер, музей бароко, Відень
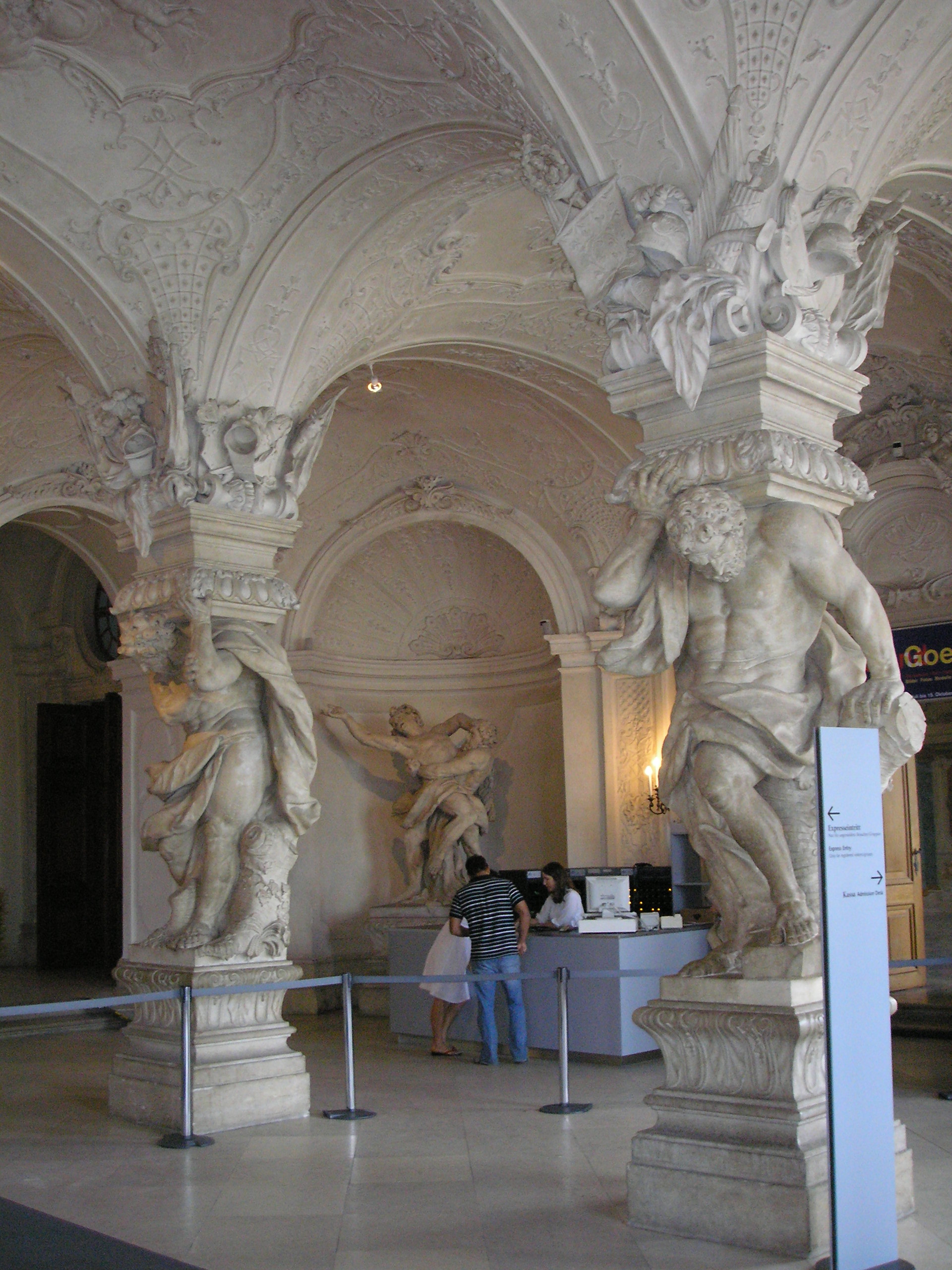
Вестибюль Верхнього Бельведеру

В 17 столітті Австрія як держава мала недовгий період піднесення. Він пов'язаний як з позитивними, так і негативними факторами. Позитивними були перемоги над Туреччиною і вивільнення європейських територій від чужинської, неєвропейської культури. Бо Туреччина ( і її культура ) тоді не сприймалася частиною Європи. Негативним було приєднання нових територій до Австрії і формування Австрійської імперії. Вона і до цього була конгломератом різних за культурою і історією областей. Тепер областей побільшало. Цей процес триватиме до кінця 18 століття. Почалося з приєднання насильством Угорщини з 1686 р. Закінчилося приєднанням північної Італії, що спровокувало Національно-визвольну війну спочатку в Угорщині на початку 18 століття, а в 19 столітті — в Італії.

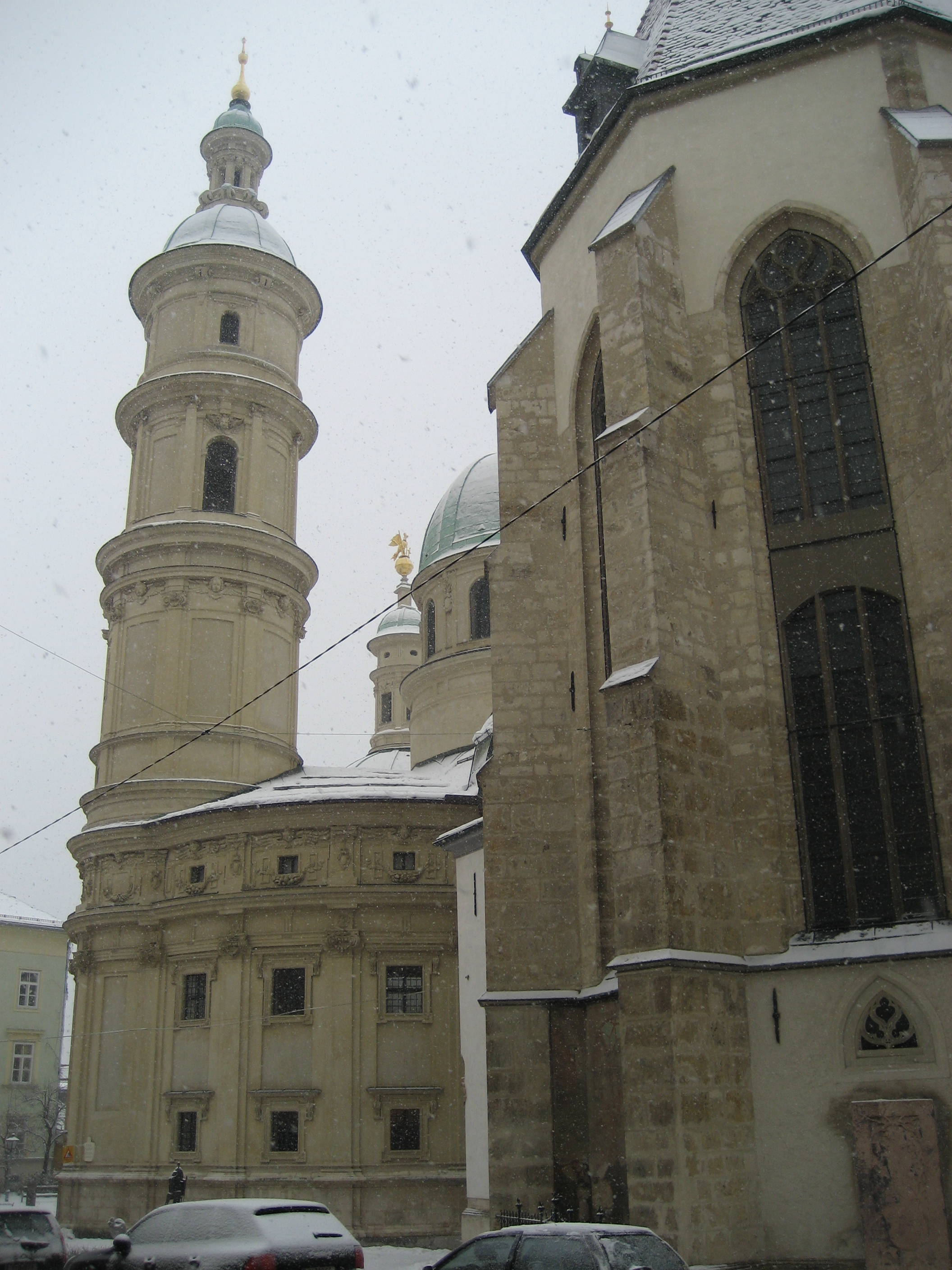
м. Грац, розмова готики з бароко

Перемогу отримали світська і церковна влади Австрії. Саме ці могутні і багаті кола стали замовниками і головними споживачами надбань доби бароко. Із стратегічних міркувань у 1683 р. австрійці спалили всі передмістя Відню, аби нічого не дісталося воякам-туркам. Приблизно з 1690 років почався будівельний бум — на спалених територіях виникають розкішні заміські садиби, барокові монастирі, барокові церкви в різних містах.
Будівництво в стилі бароко почалося задовго до 1690-х років. Один з перших зразків-бароковий собор в місті Зальцбург — виник в 1611—1628 роках. Вже тоді широко викоростовувалися проекти і праця архітекторів Італії, бо бароко Австрії розвинулося під могутнім впливом бароко Італії. Так, собор в Зальцбурзі будував італієць Сантіно Соларі. А в захопленій і підкореній Австрією Празі по замовам австрійців-переможців працювала вже ціла армія архітекторів, декораторів і художників Італії ( від архітектора Каратті до садівника Себрегонді ).

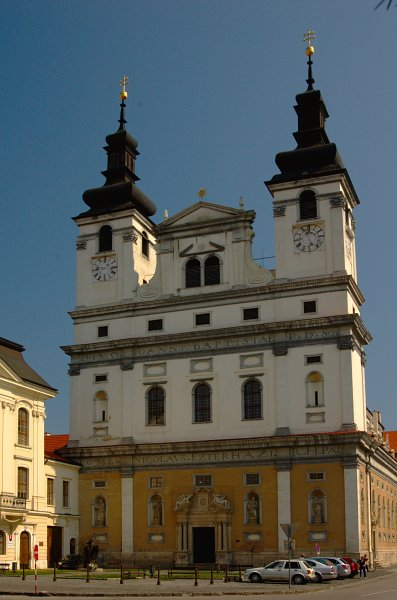
Ранньобароковий костел св. Івана Хрестителя в м.Трнава, Словаччина
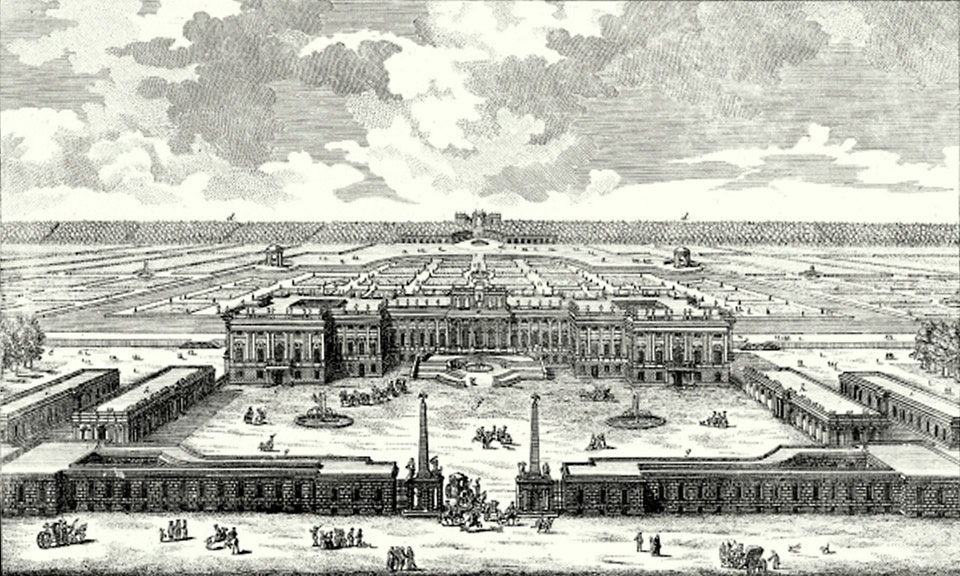
палац Шенбрунн на старій гравюрі.
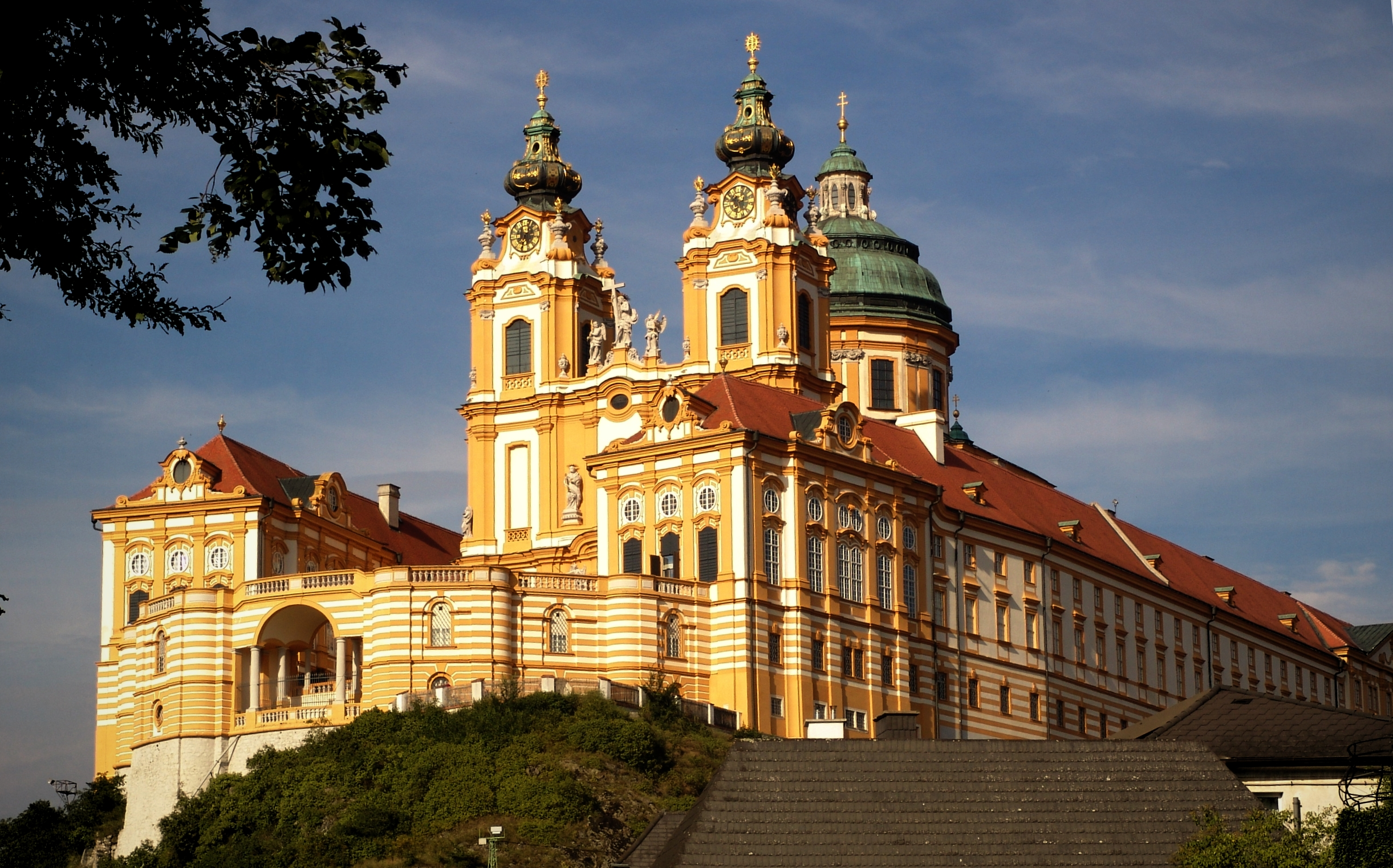
Монастир в Мельку
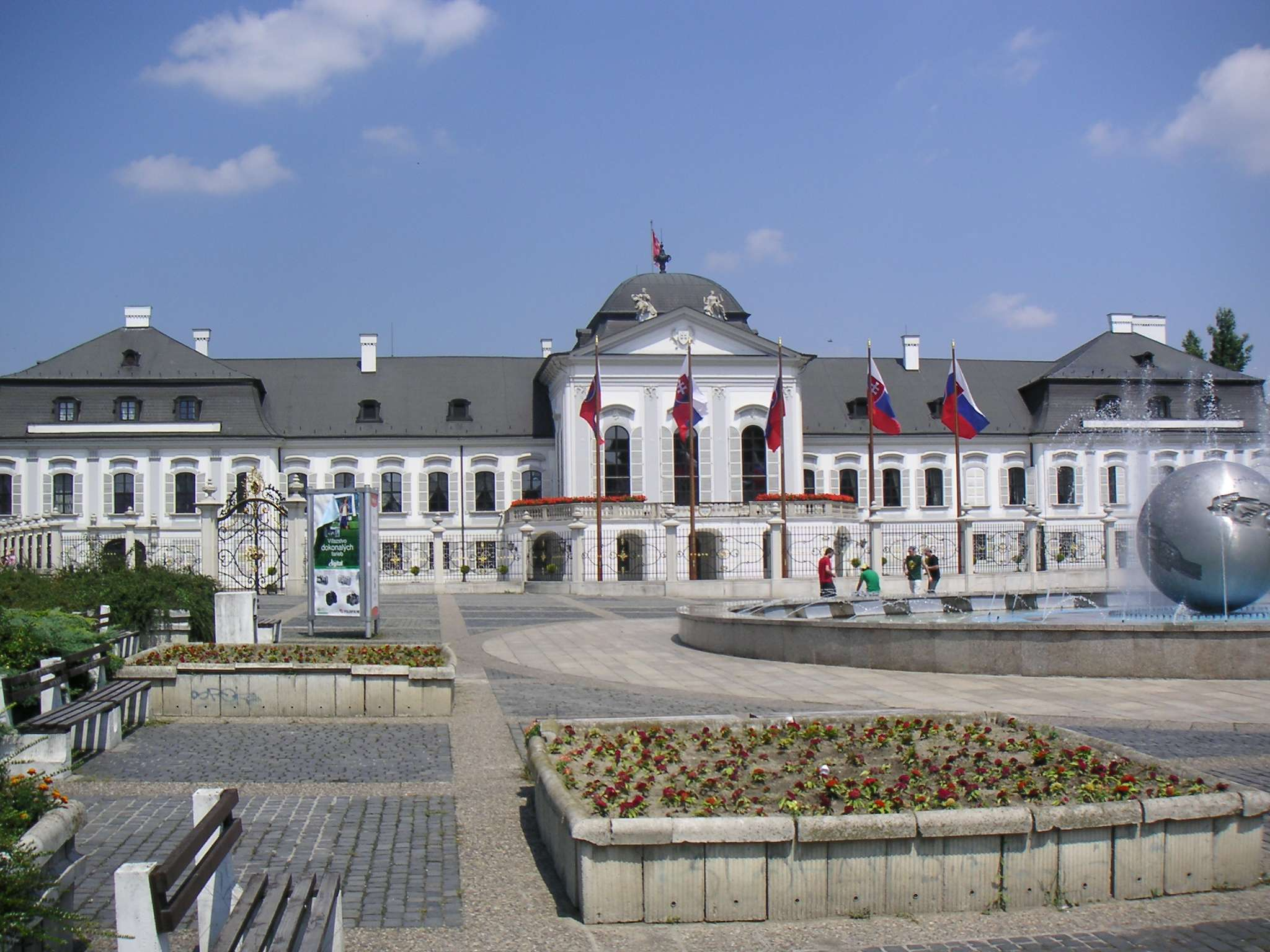
Палац Грассалковичів в Братиславі(нині резиденція президента Словаччини).

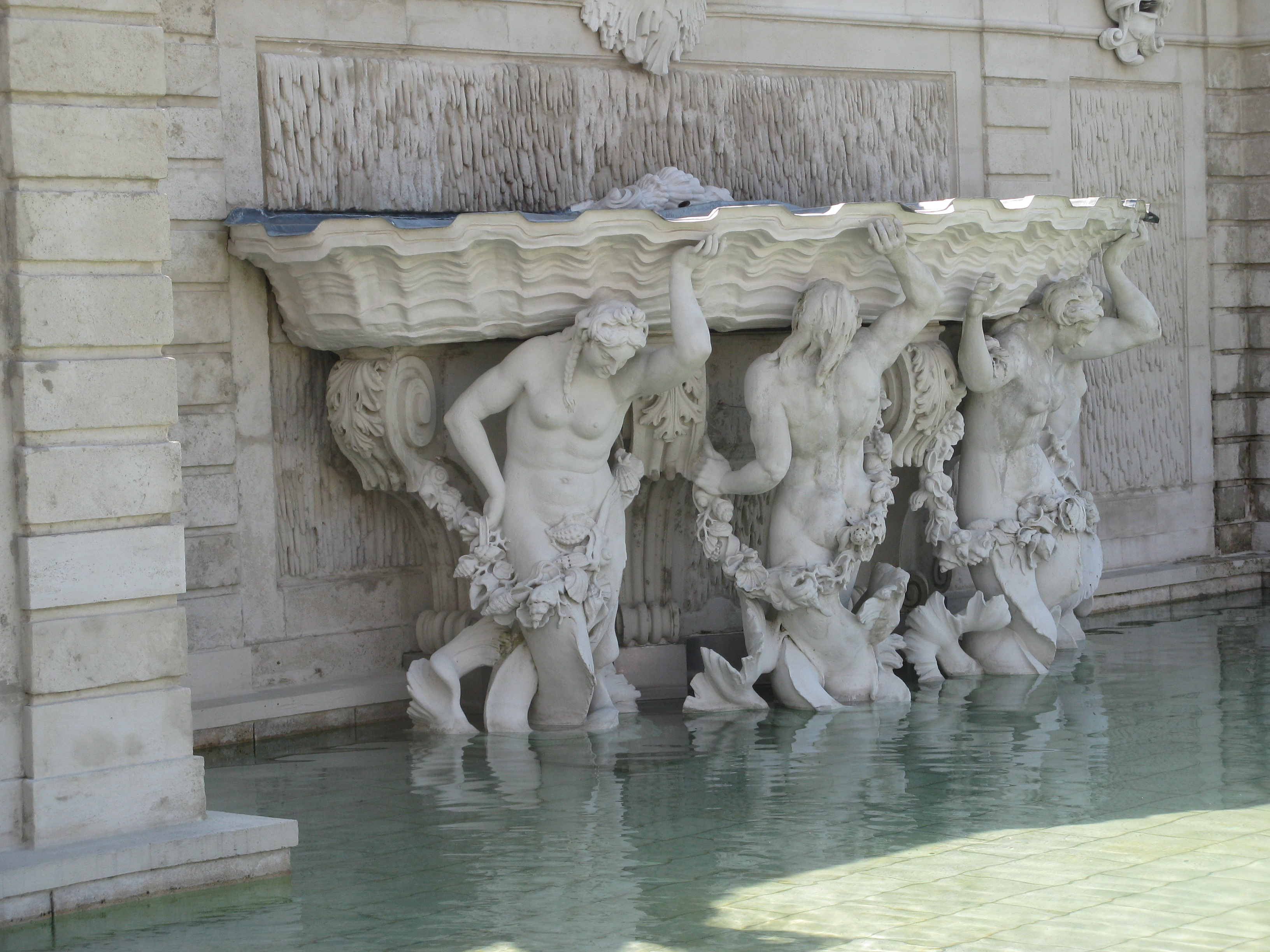
Фонтан Німф, Сад бароко Бельведер

Учнівський період закінчився приблизно через 70 років. Австрійське бароко починає по справжньому конкурувати з батьківщиною бароко — Італією. Вже найбільша барокова споруда Відня — палац Шенбрунн — будується австрійцями Йоганом Бернгардом Фішером фон Ерлахом та його сином Йозефом Еммануелєм. При цьому Шенбрунн не схожий на жоден з палаців Італії. В самому Відні будують барокові — палац принца Євгена Савойського (Бельведер), Богемську канцелярію, Придворну бібліотеку, церкву Св. Карла Борромея (Карлскірхе), палаци аристократів. Австрійська провінція пишається справжнім шедевром — бароковим монастирем в містечку Мельк (арх. Я.Прандтауер, Й.Мунгенаст).
Не всім архітекторам і в Авсртії вистачало замовлень. Вони їдуть на заробітки (Йоган Бернгард Фішер фон Ерлах, Гілдебрандт, Пільграм). Так шедеври австрійського бароко поширюються і їх можна зустріти як в самій Австрії, так і в колись підлеглих, захоплених країнах (барокові палаци Праги (Чехія), палац герцога Естергазі у Фертеді (Угорщина), палац Грассалковича в Гьодельо в Угорщині, бароковий монастир-шедевр в Ясові та низка барокових соборів у різних містах Словаччини та ін.)
Церква в містечку Цветль стала одним з найкращих досягнень австрійського бароко в сакральній архітектурі. Тут розташований монастир Успіння Богородиці, відомий з доби готики. На початку 18 століття керівництво монастиря вирішило оновити фасад монастирської церкви, залучивши до праці талановитих архітекторів (ними були М.Штейнль та Й. Мунгенаст). Новий хвилястий фасад вдало поєднав барокові форми з готичним прагненням до висотності, яке успадкувала єдина центральна вежа. Кам'яні брили обтесували окремо, надаючи їм індивідуальних форм лекальної цегли. Так обтесували камені лише в добу готики. Але в фасаді Штейнля та Мунгенаста стара, готична за ознаками, технологія обробки каменю поєднана з бароковими формами та бароковими скульптурами. А барокова вежа з фігурним дахом височить над оточенням, як і звичні шпилі готичних церков Австрії, слугуючи знайомим просторовим орієнтиром у краєвиді.

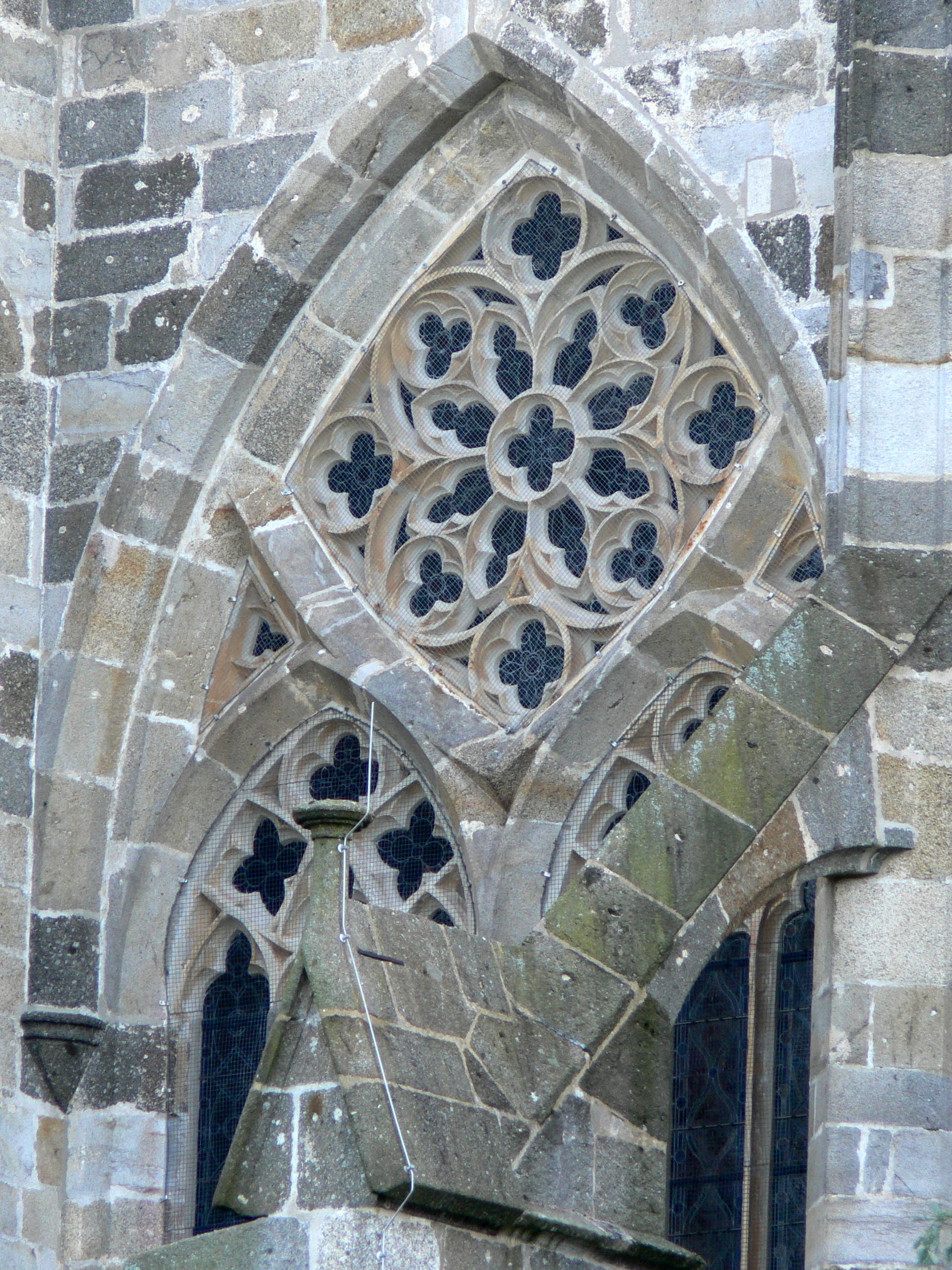
Готичне вікно церкви у Цветлі
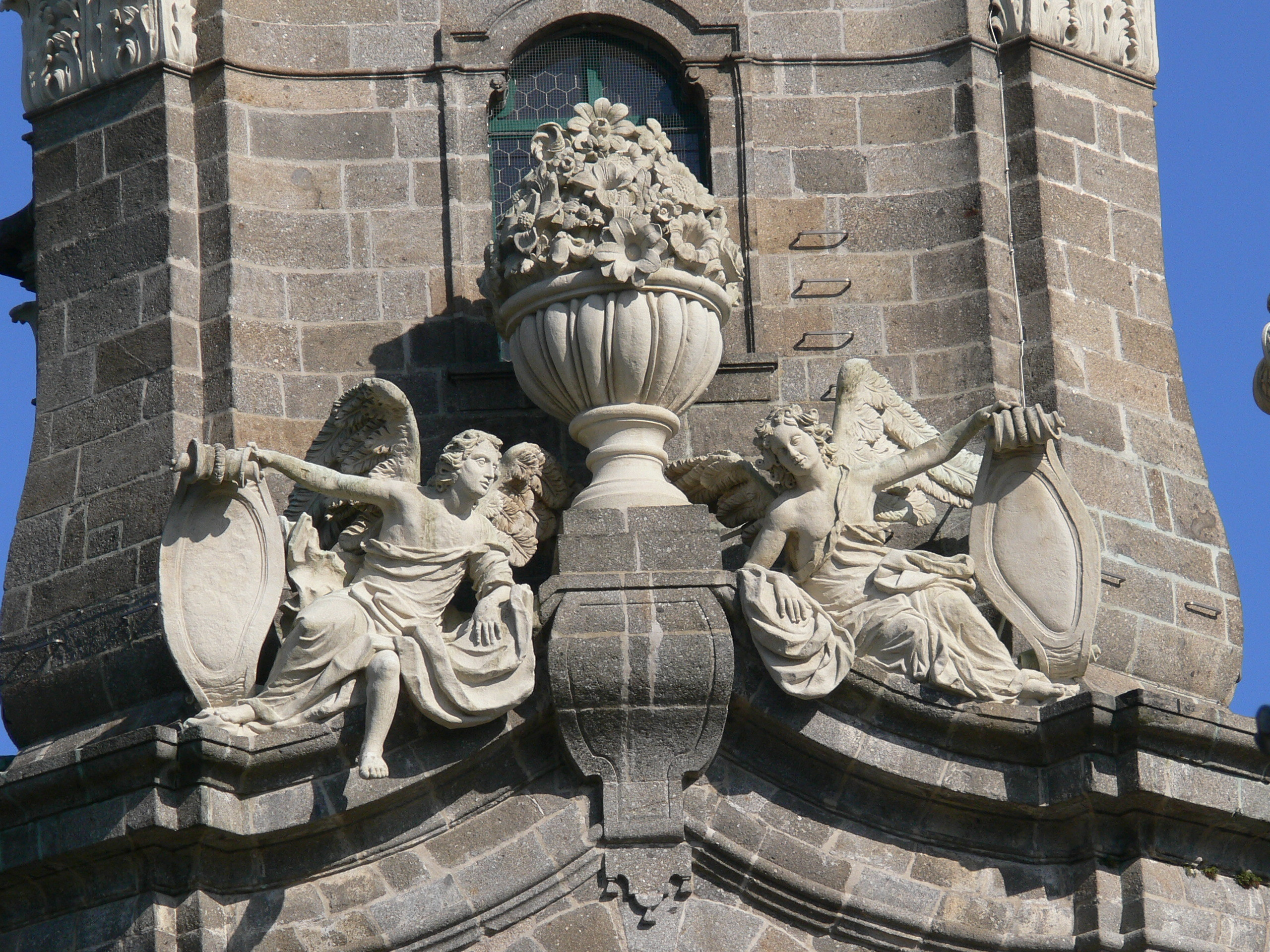
Барокове вікно церкви у Цветлі
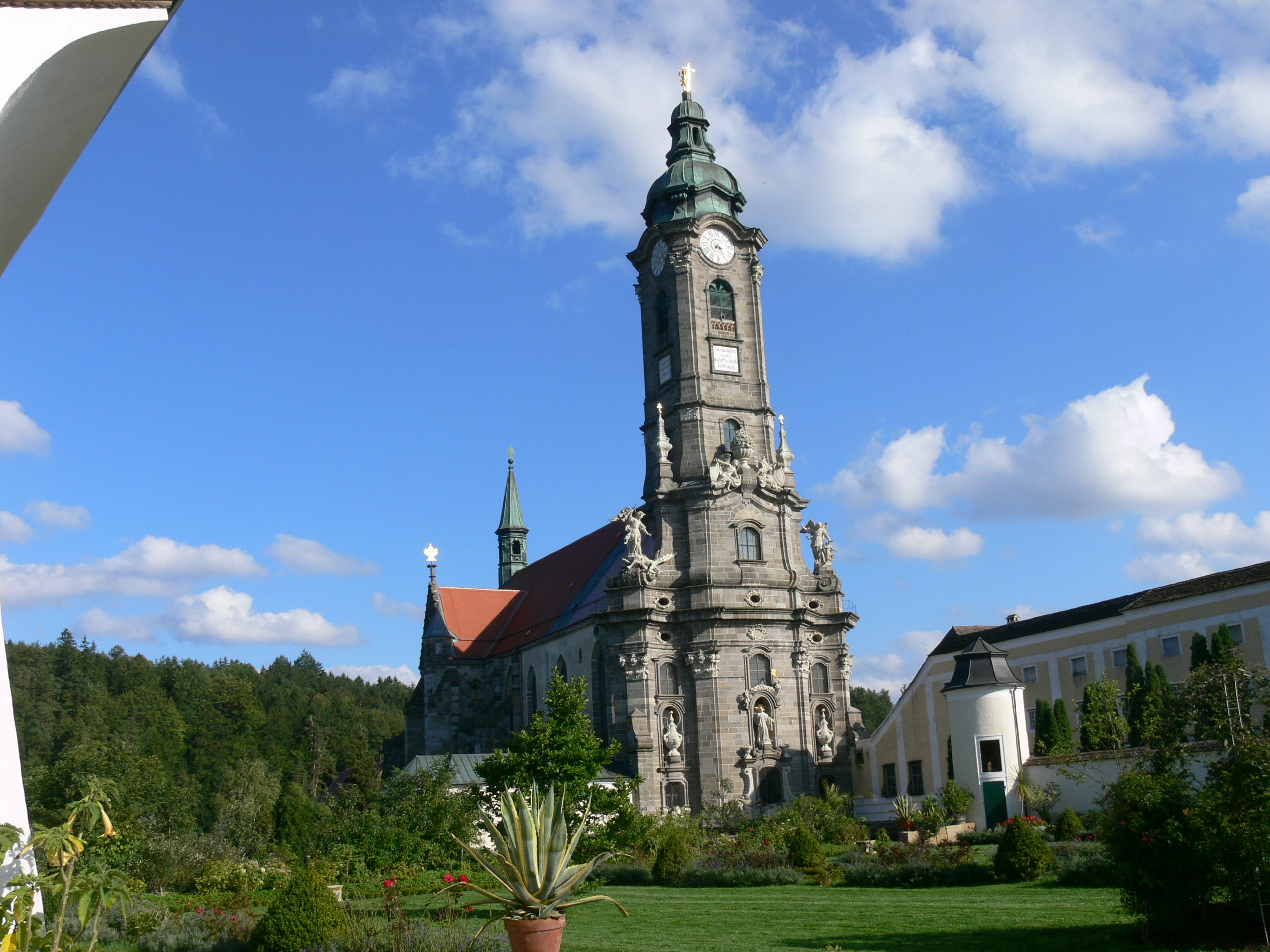
Бароковий фасад готичної церкви у Цветлі
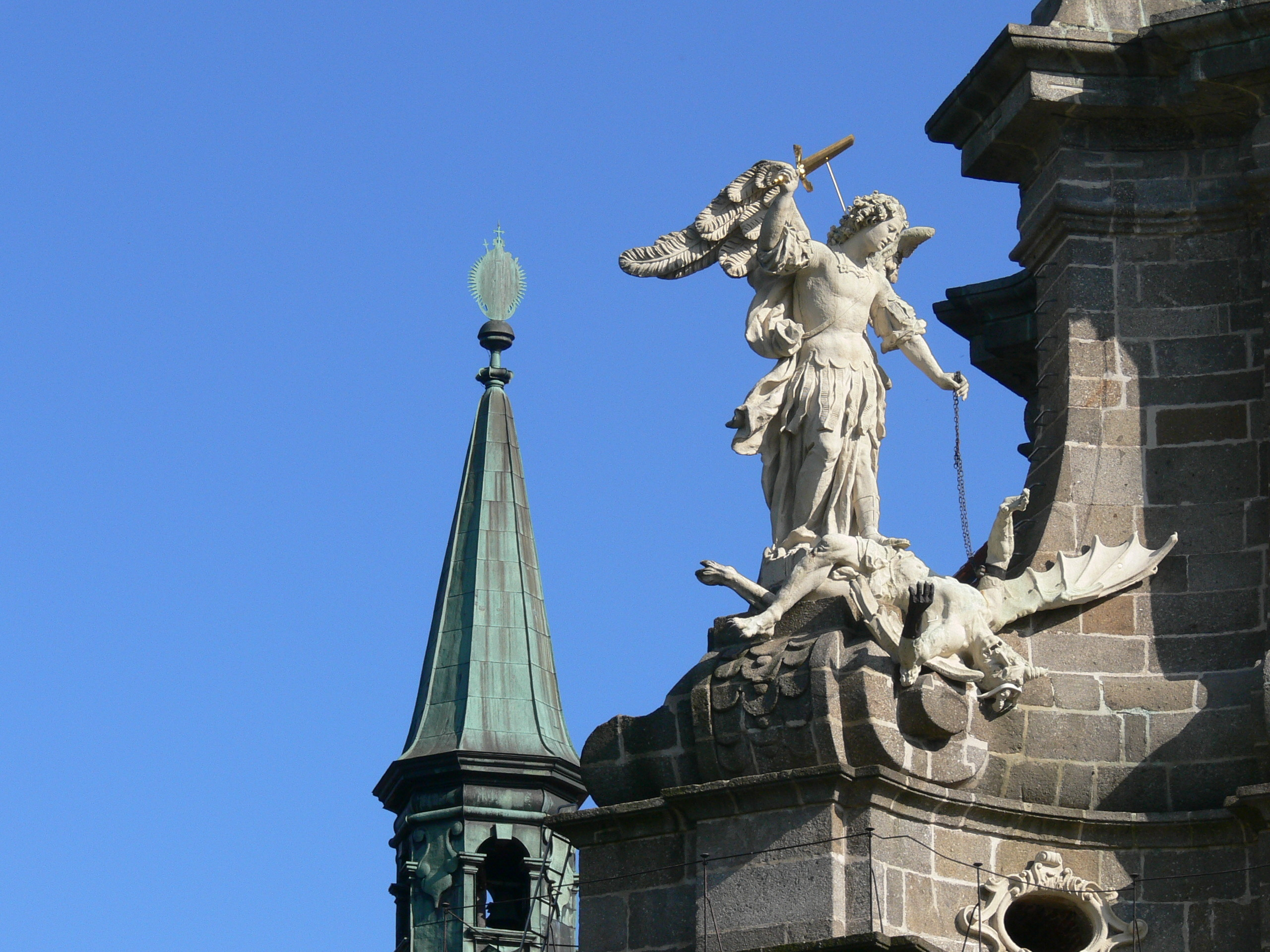
Архангел Михаїл в двобої з Дияволом

Серед найкращих зразків цивільної, нецерковної архітектури — бароковий ансамбль Шлосс Хоф, створений по замові полководця Євгена Савойського.

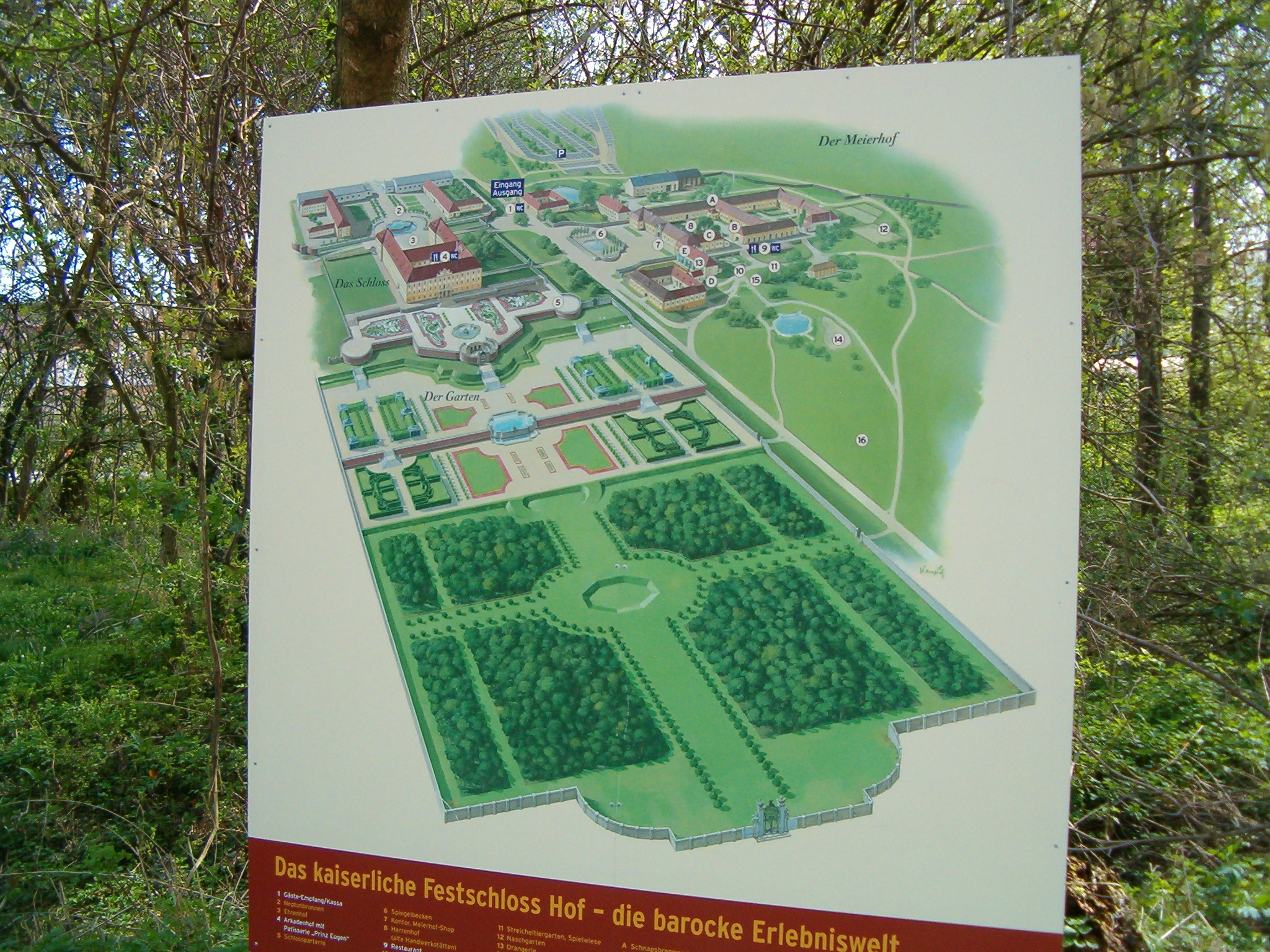
План ансамблю замку та саду бароко Шлосс Хоф
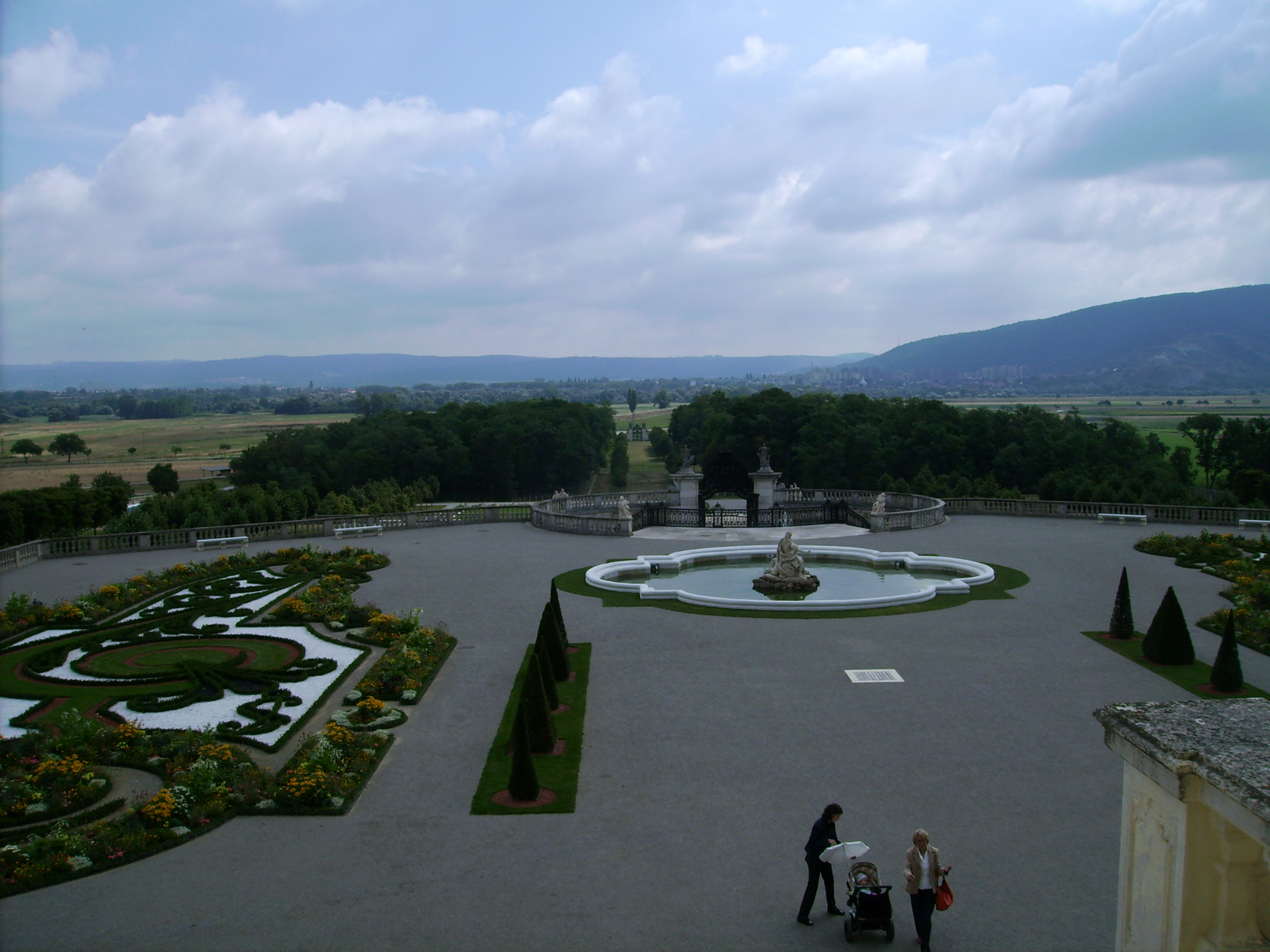
Замок Шлосс Хоф, партер (сад)
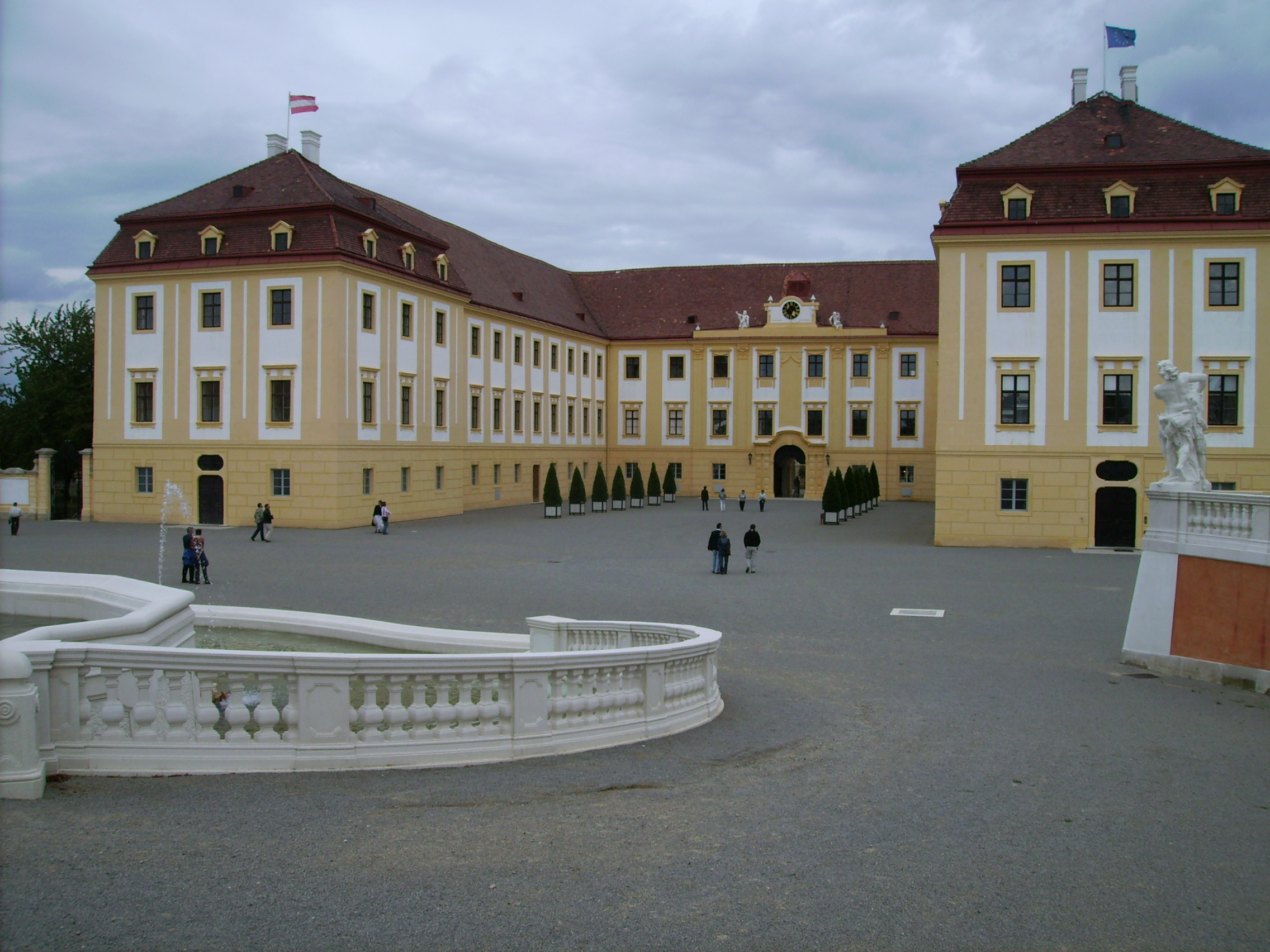
Парковий фасад замку
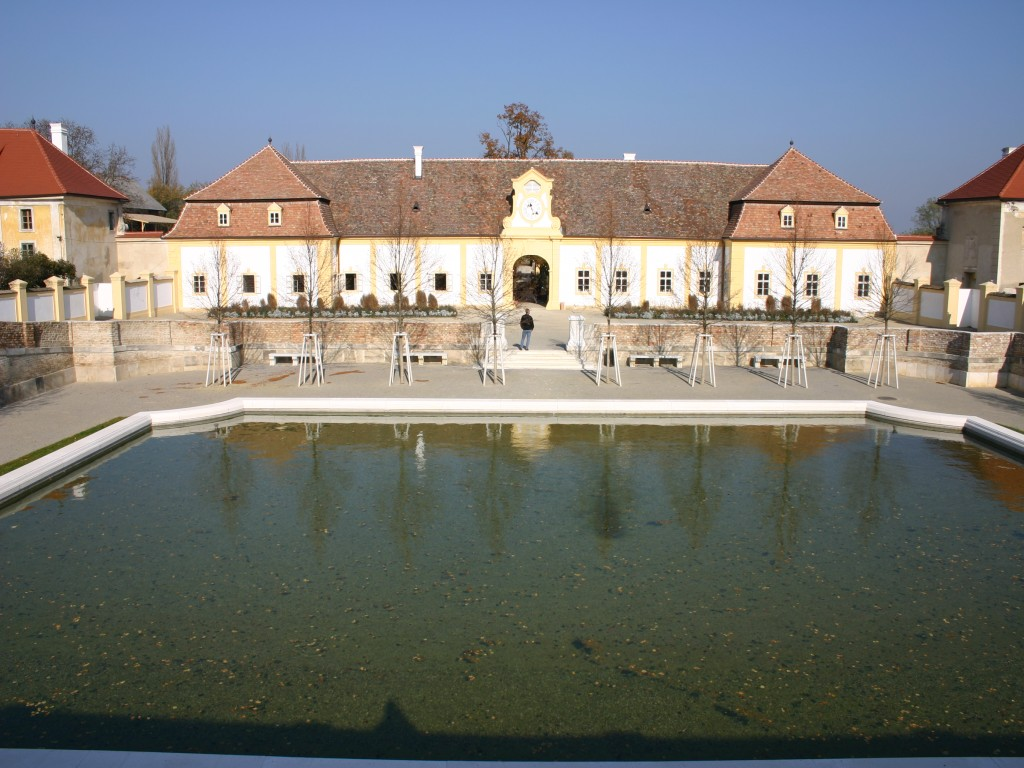
Басейн і хоздвір

### Класицизм

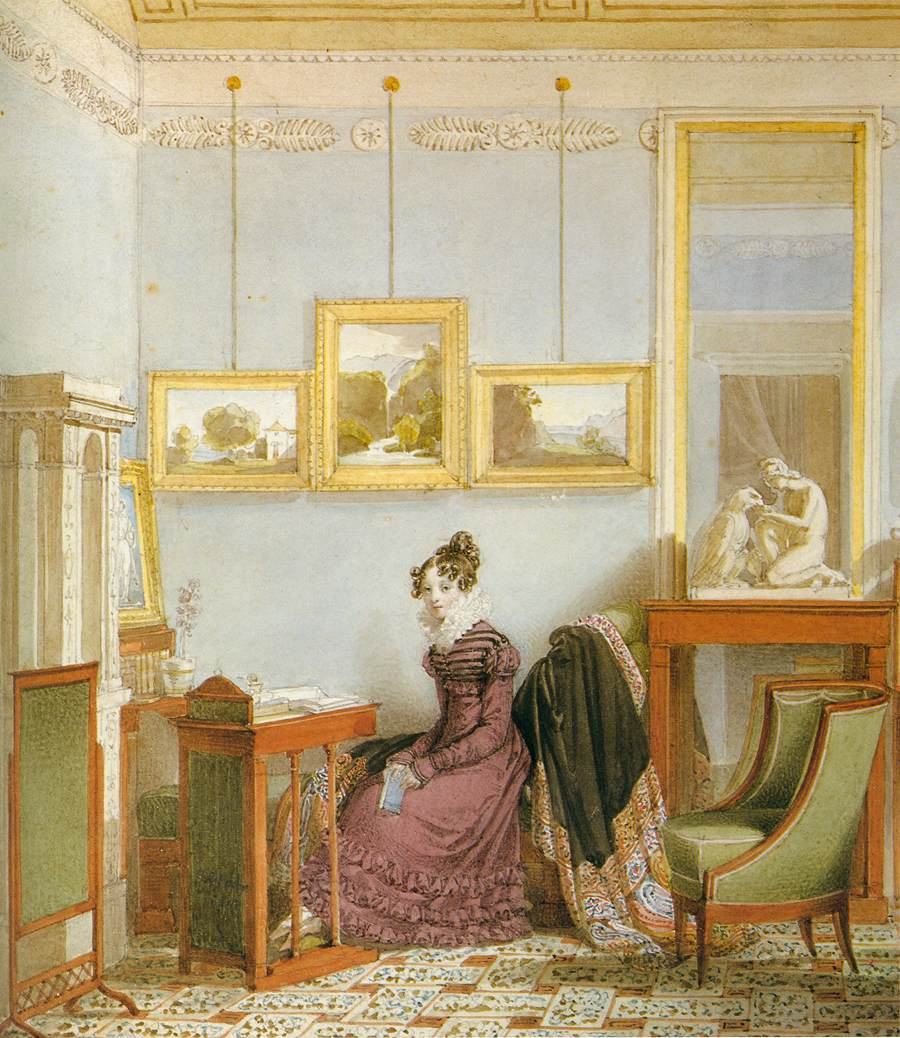
Йоган Ендер. «Пані за письмовим столом», 1820 р.

В країні з розвиненими традиціями готики та бароко — класицизм не мав значного поширення. А його форми та архітектурні рішення мали значні домішки бароко в скульптурі, декорі, просторовому розплануванні. Австрійський класицизм не мав значних досягнень і поступися бурхливому розвитку еклектики в 19 ст. Стилістика пізнього класицизму і мода на ампір французького зразка вплинула на створення декількох модних інтер'єрів.

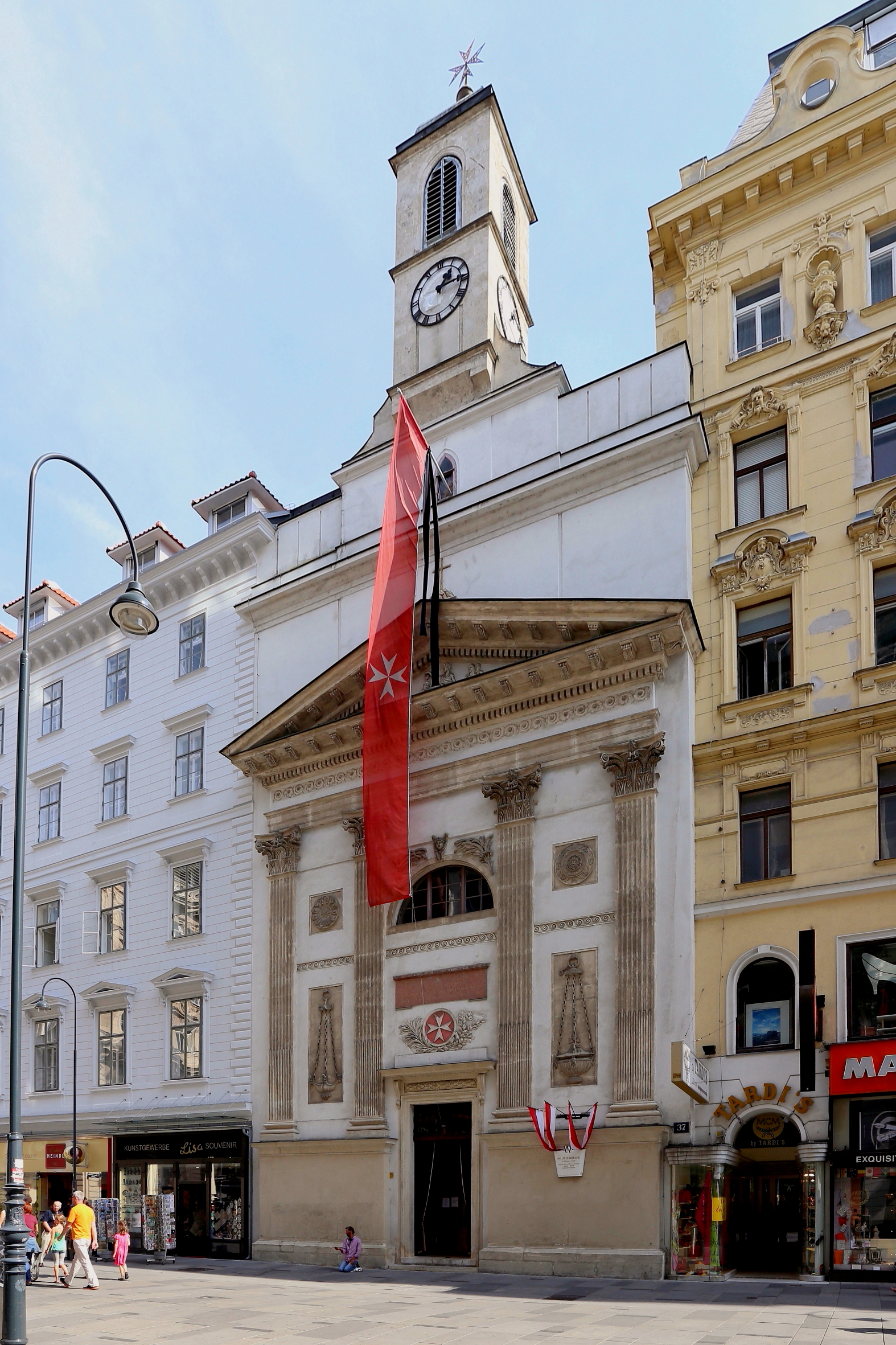
Мальтійська церква, фасад, Відень
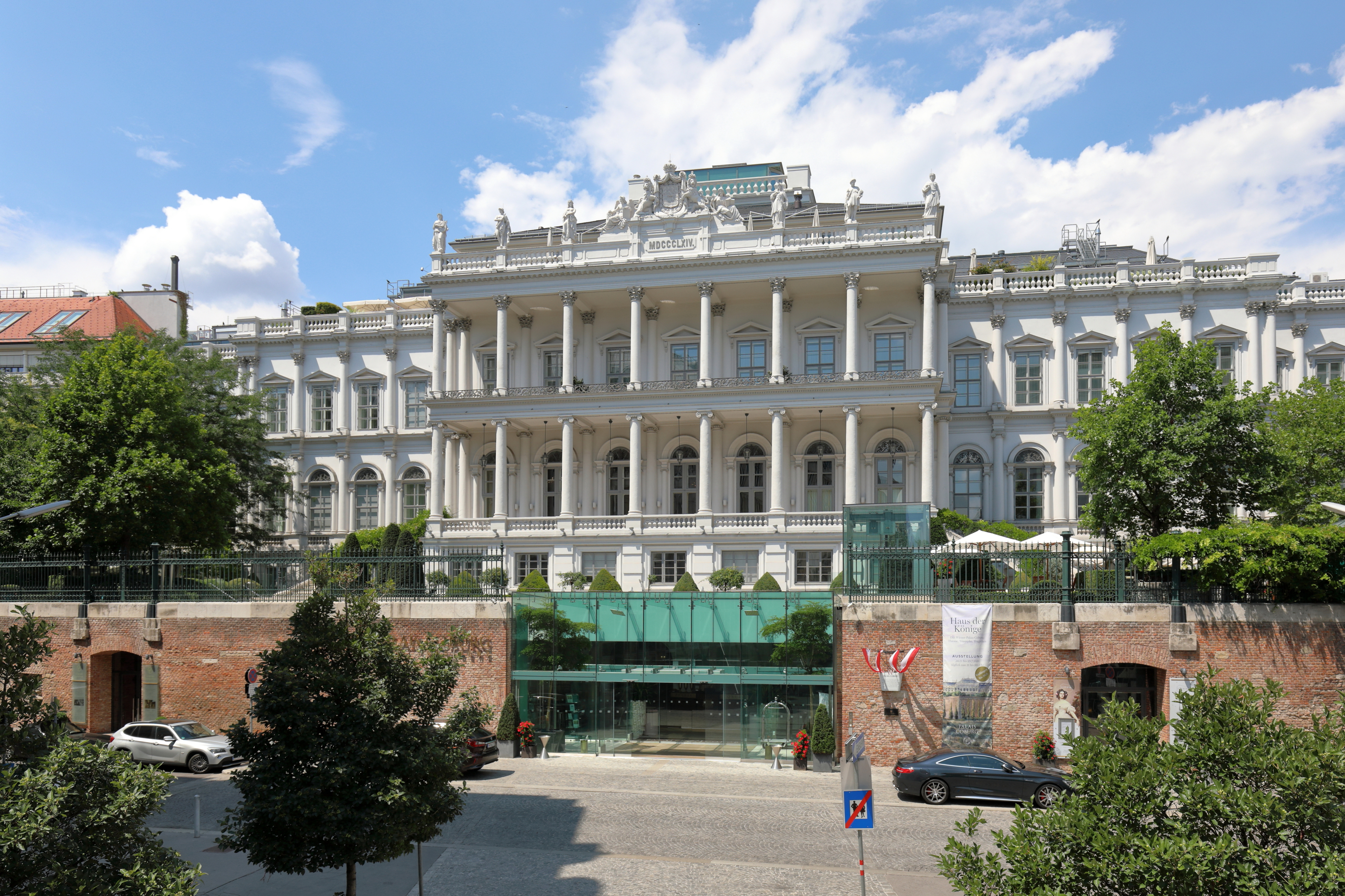
Палац Кобург, Відень
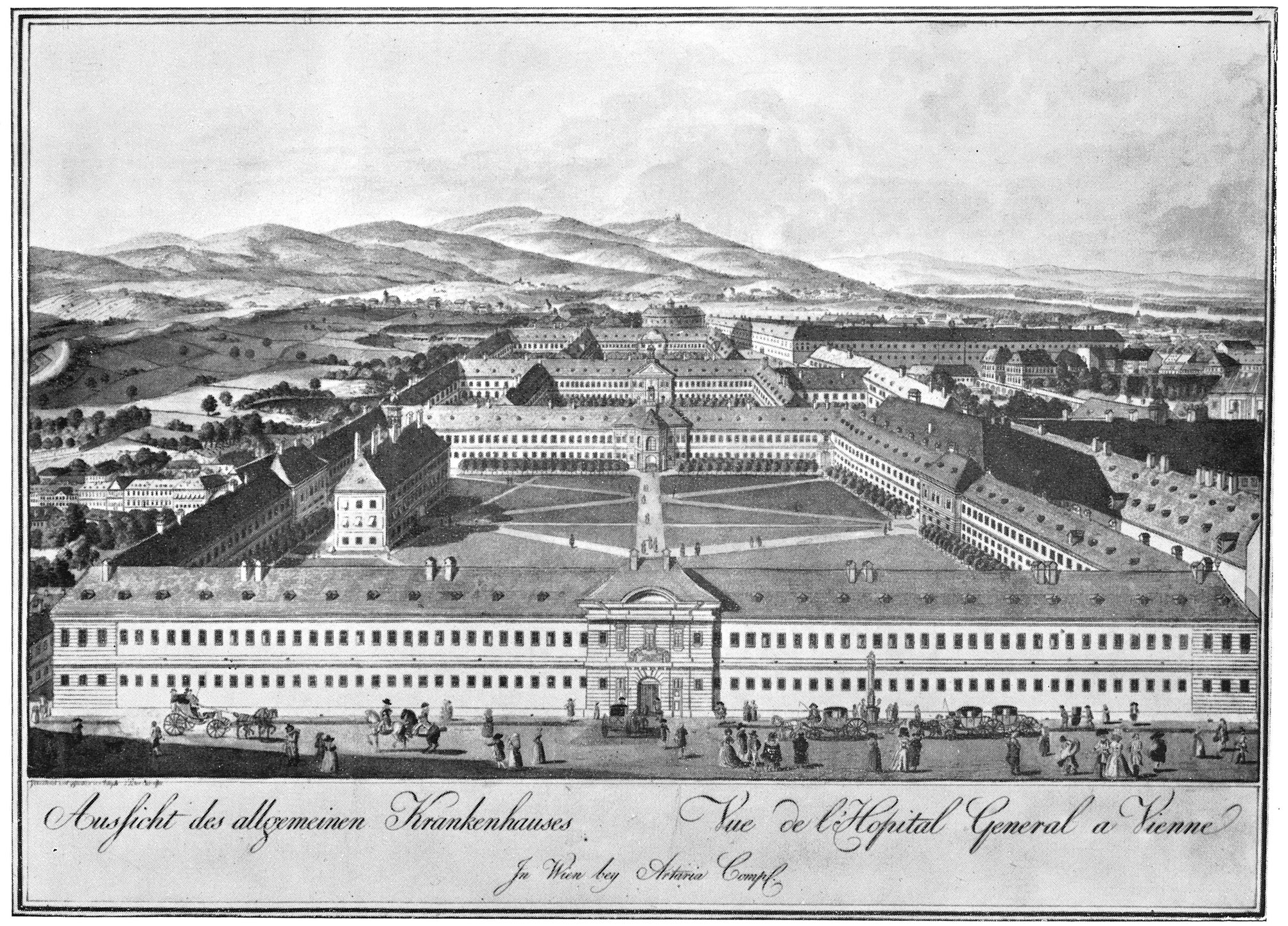
Головний Віденський шпиталь та клініка університету, 1784 р.
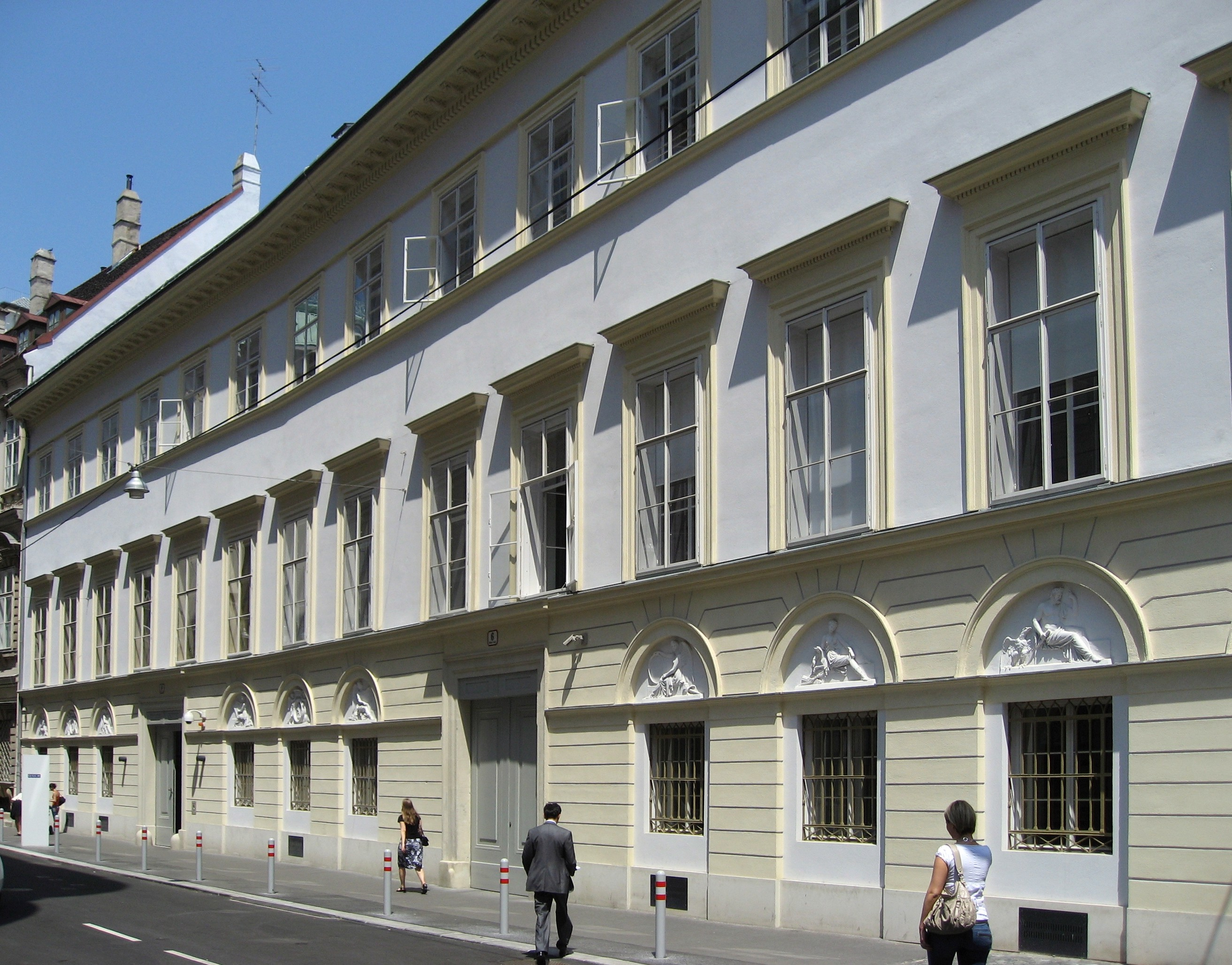
Палац Пальфі, Відень

### Еклектика XIX ст. та модерн
Архітектура Австрії 19 ст. розвивалась в умовах складної політичної ситуації. Було збережено її бюрократичне врегулювання, а війна з наполеонівською Францією на початку століття спричинила відсутність великих замов. 

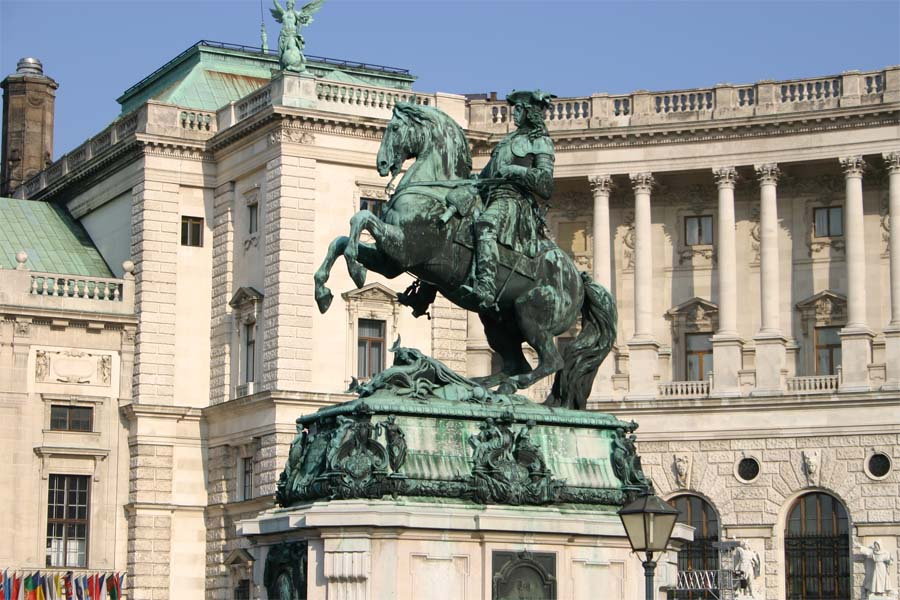
Відень, площа Героїв з монументом Євгену Савойському, 1865 р.

Лише з 1850-х рр. ситуація поліпшилась. На це вплинули бурхливі капіталістичні відносини в економіці. Міста отримують умови для розвитку через наказ влади зруйнувати давні фортечні мури та право забудови зелених зон навколо них. Навіть зростання уяви про значущість історичних фортець не припинила руйнацію фортечних мурів Відня, де створюють колоподібну магістраль (Рінгштрассе), а на зруйнованих зовнішніх валах Відня — друге коло бульварів (Гюртель). Столиця Австрійської імперії забудовується багатоповерховими та багатоквартирними прибутковими будинками. Більш забезпечені верства населення будують окремі будинки-особняки — компактні, спрощені, іноді прикрашені кутовими вежами, фахверковими частинами, відкритими галереями. Отримав розвиток стиль бідермеєр. Пересічна забудова — упорядкована, але буденна, невиразна, майже нудна, сильно контрастує з пам'ятками готики, бароко, навіть зі спорудами історичних стилів.
Імперська влада нарешті звертається до великих замов і великих державних об'єктів. Пафосна буржуазна архітектура чудернацьки поєднана з імперськими амбіціями і зверненням до яскравих історичних стилів — панують неоготика, неоренесанс, необароко, неогрек. Серед великих будівель Відня цього часу — Оперний театр ( арх. Зіккард фон Зіккардсбугр, 1861-1869), нова будівля Парламенту (арх. Т. Хансен), церква Вотівкірхе (арх. Г. Ферстель, 1883), нова Ратуша (арх. Ф. Шмідт, 1895), дві грандіозні будівлі імперських музеїв та Бургтеатр ( арх. Г. Земпер та К. Хазенауер). В межах стилістики еклектики будують театри по-за межами Відня — у Чернівцях, Празі, Львові, Одесі — за проектами віденських архітекторів.
Наприкінці 19 ст. виникає новий архітектурний стиль — Віденська сецесія.

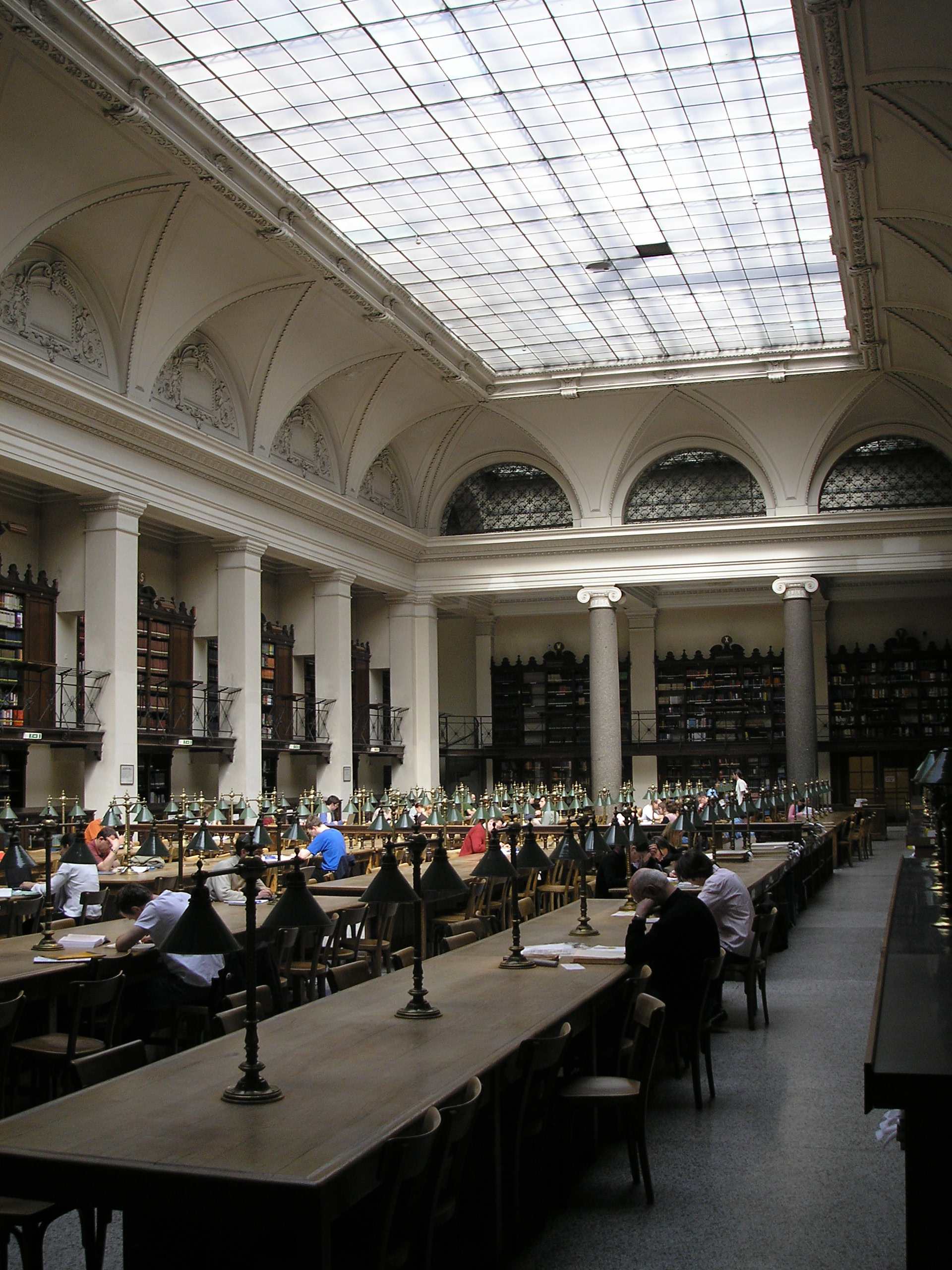
Бібліотека Віденського університету, читальна зала
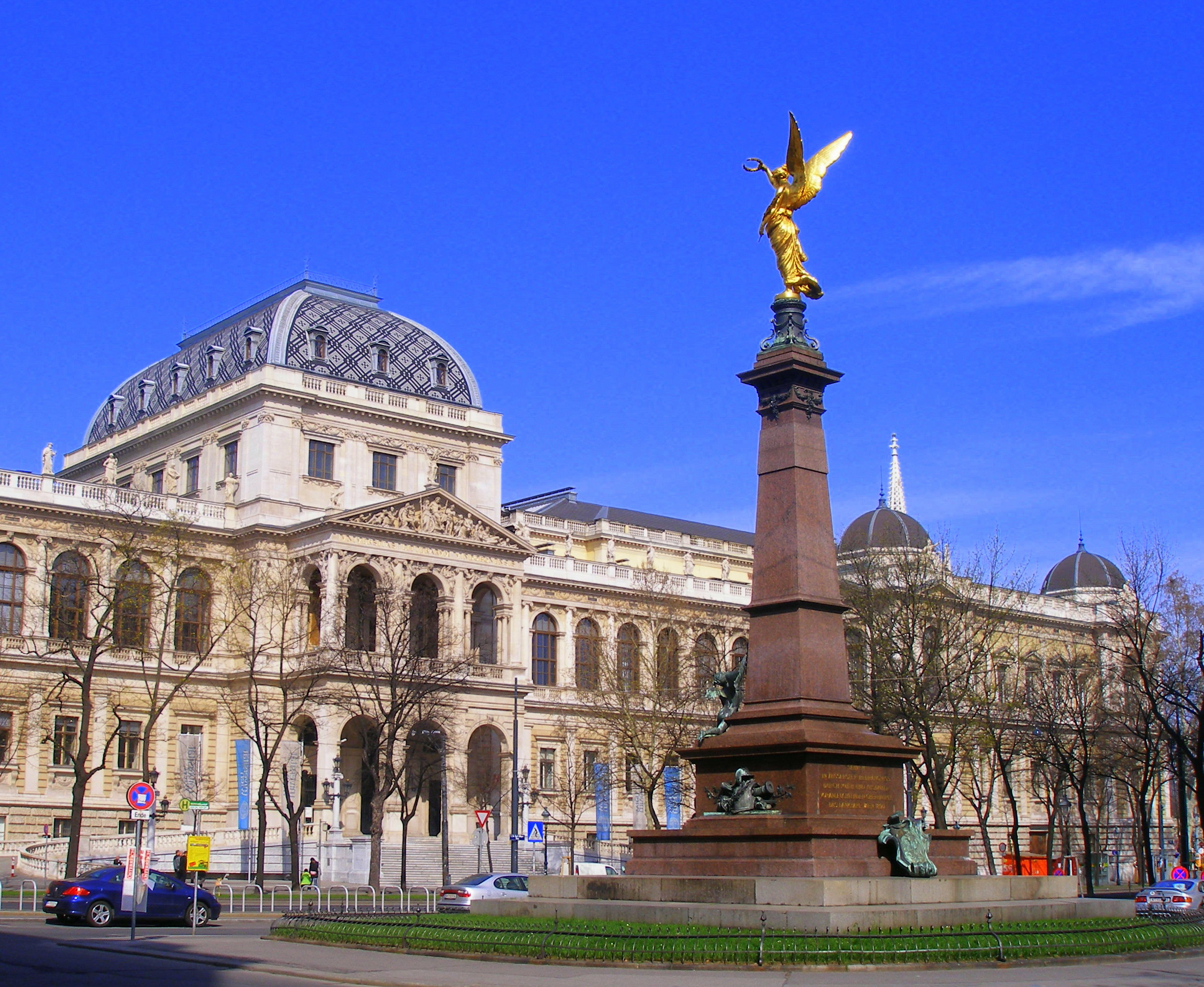
Головна будівля Віденського університету.
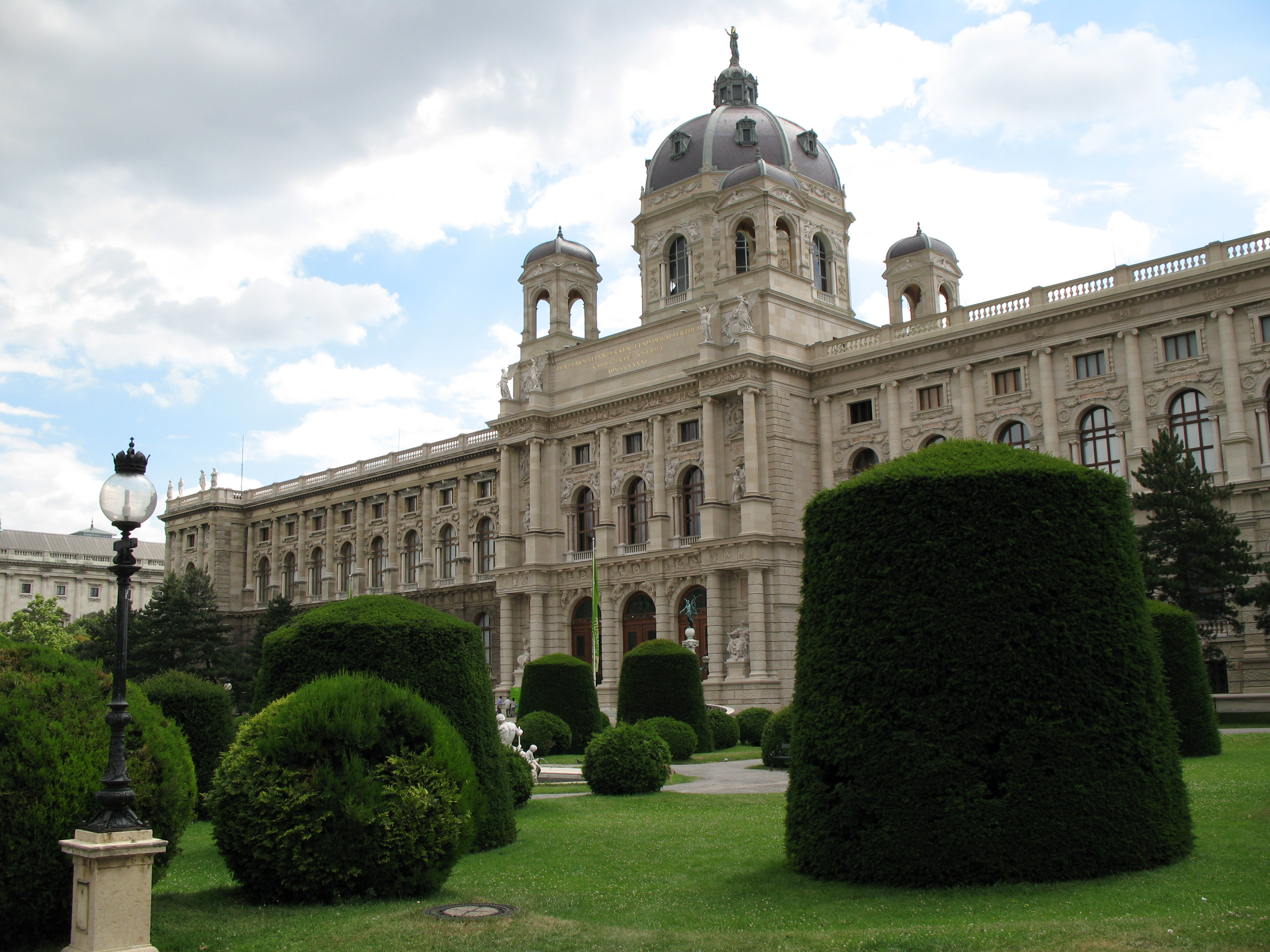
Художньо-історичний музей, Відень
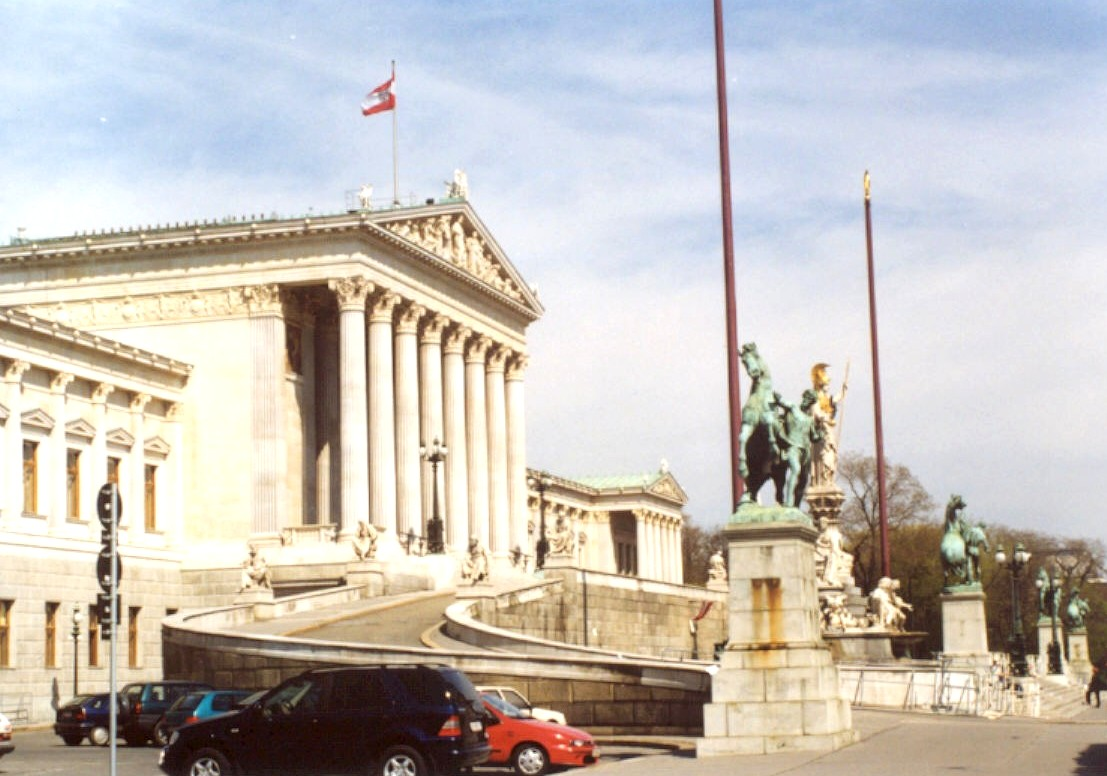
Будівля парламенту Австрії

### Фахверк в Австрії

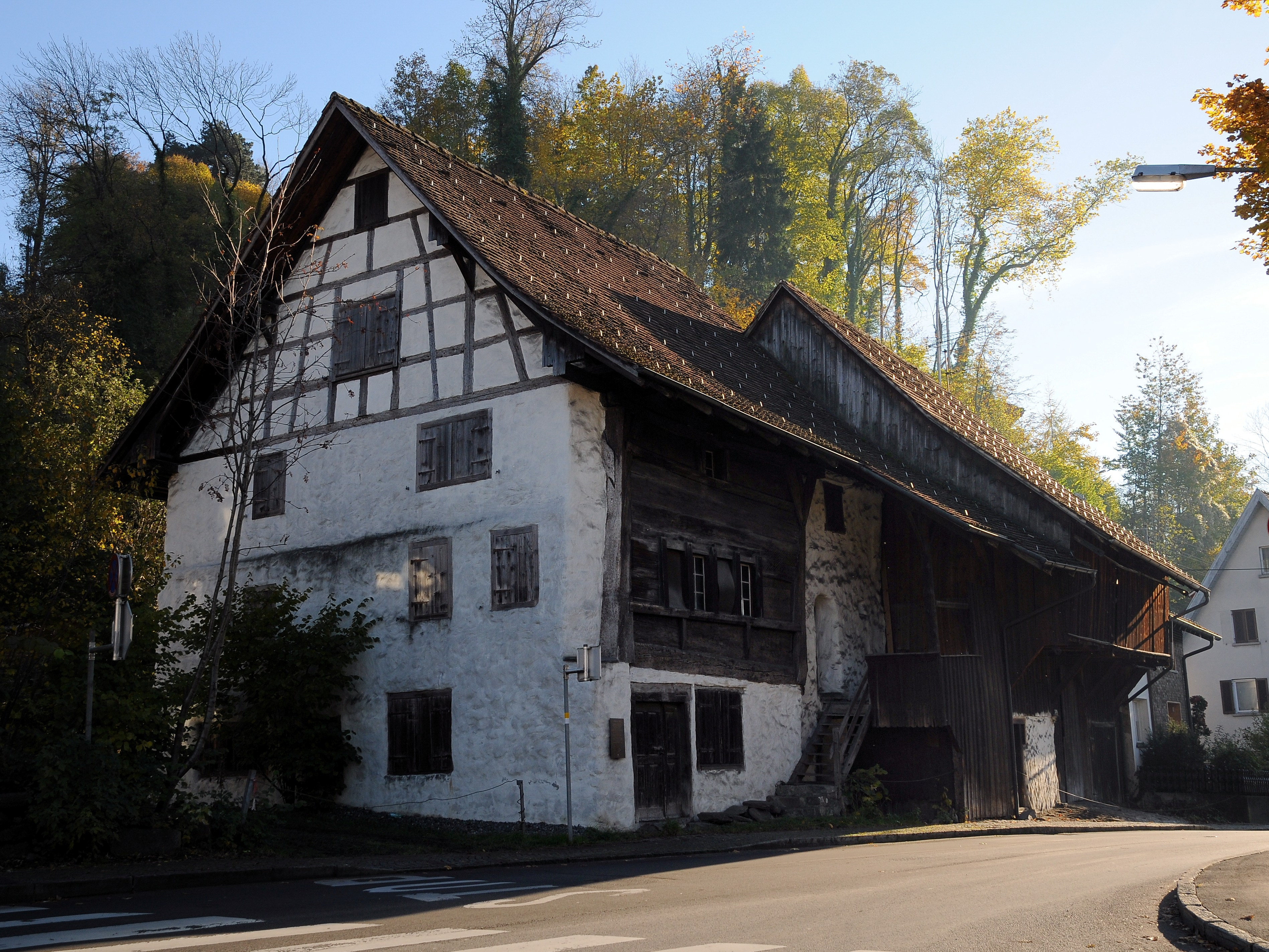
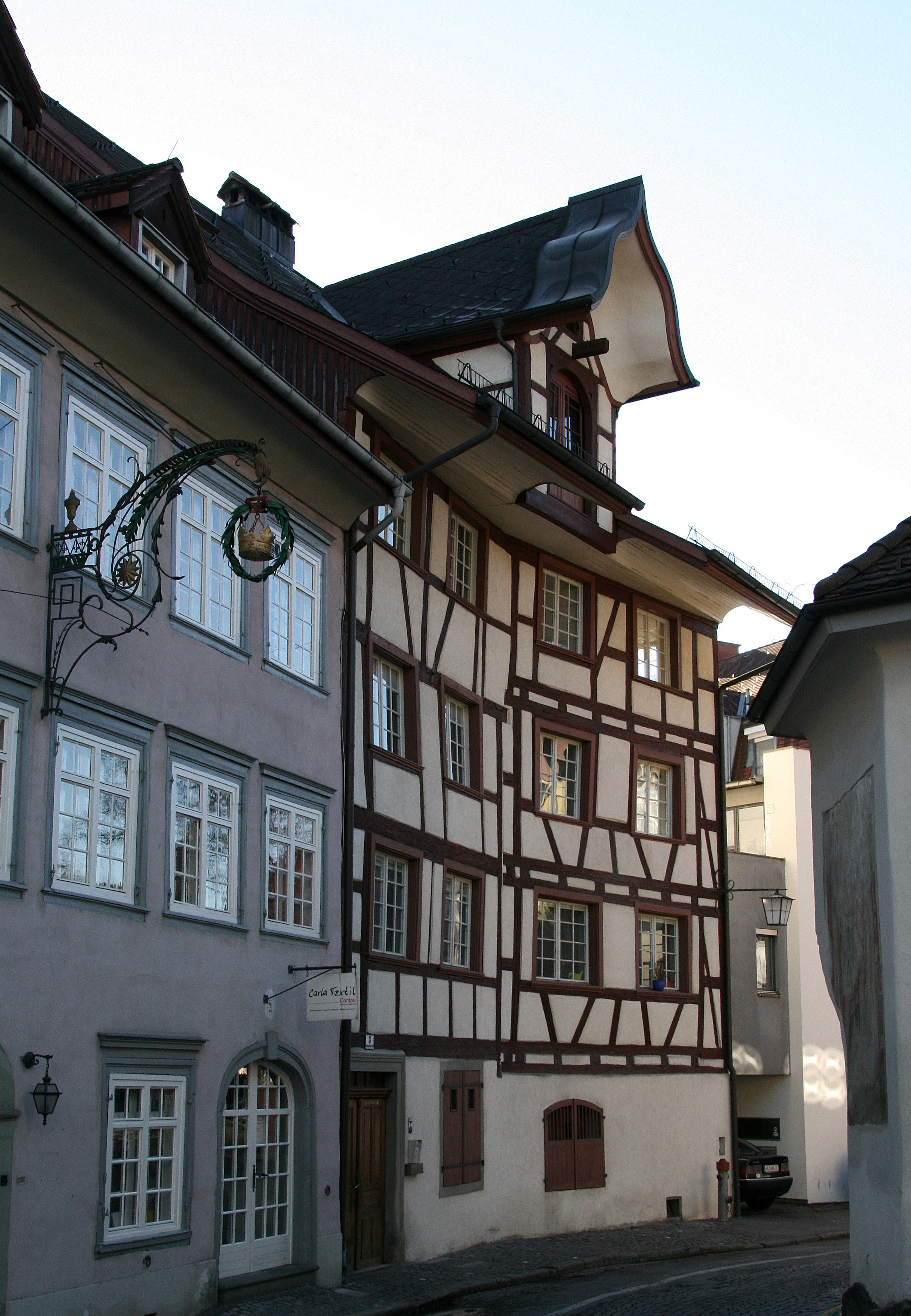
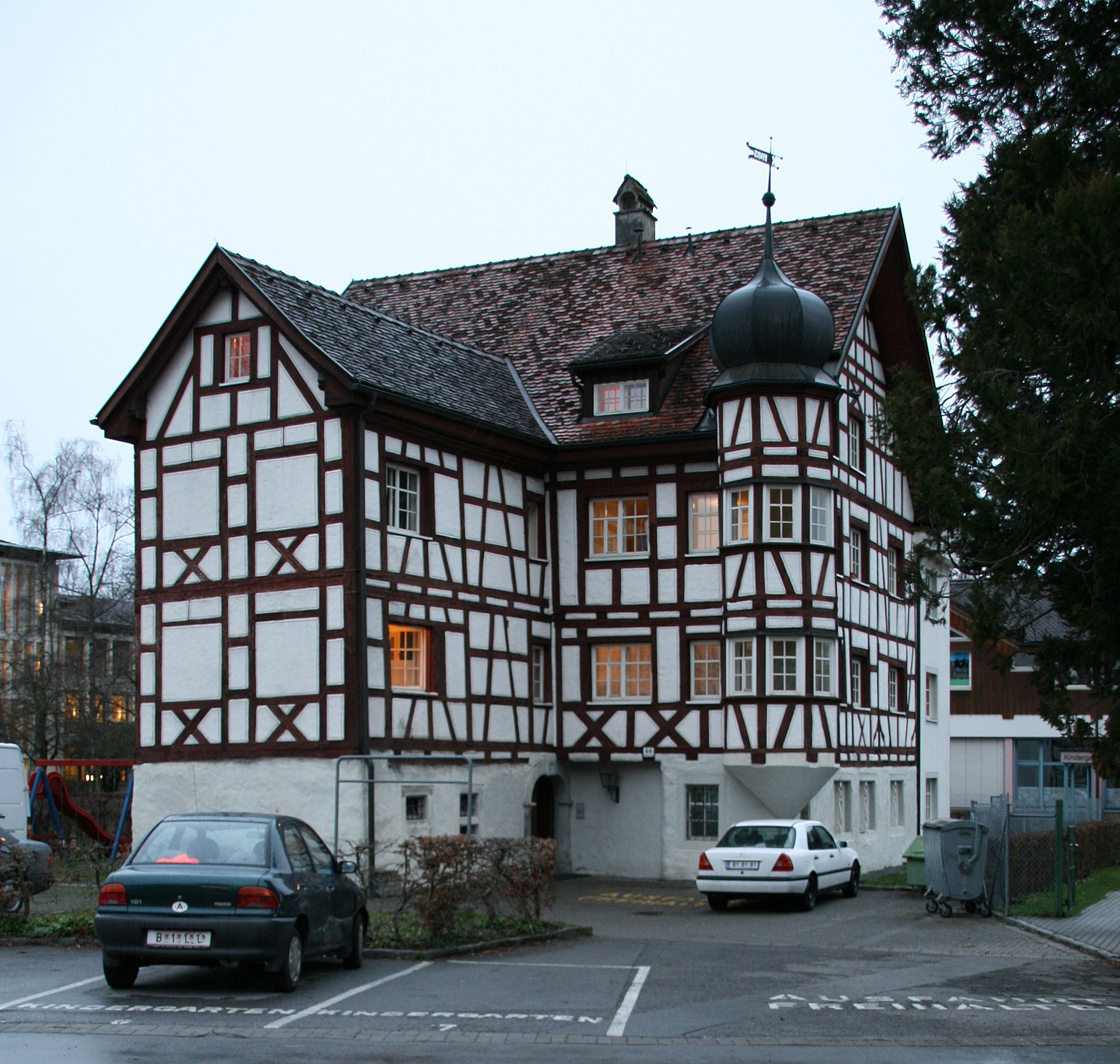
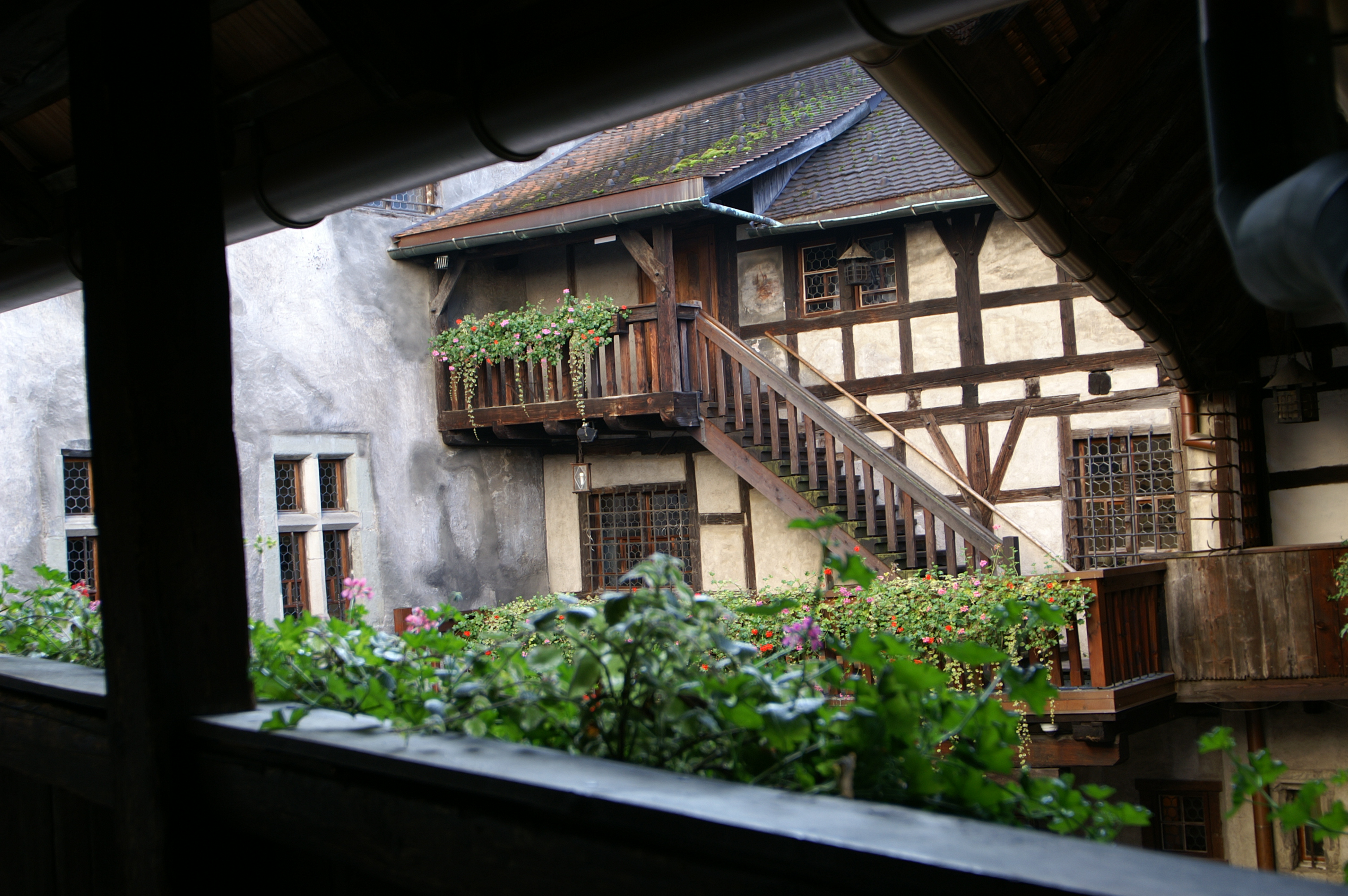

### Віденська сецесія

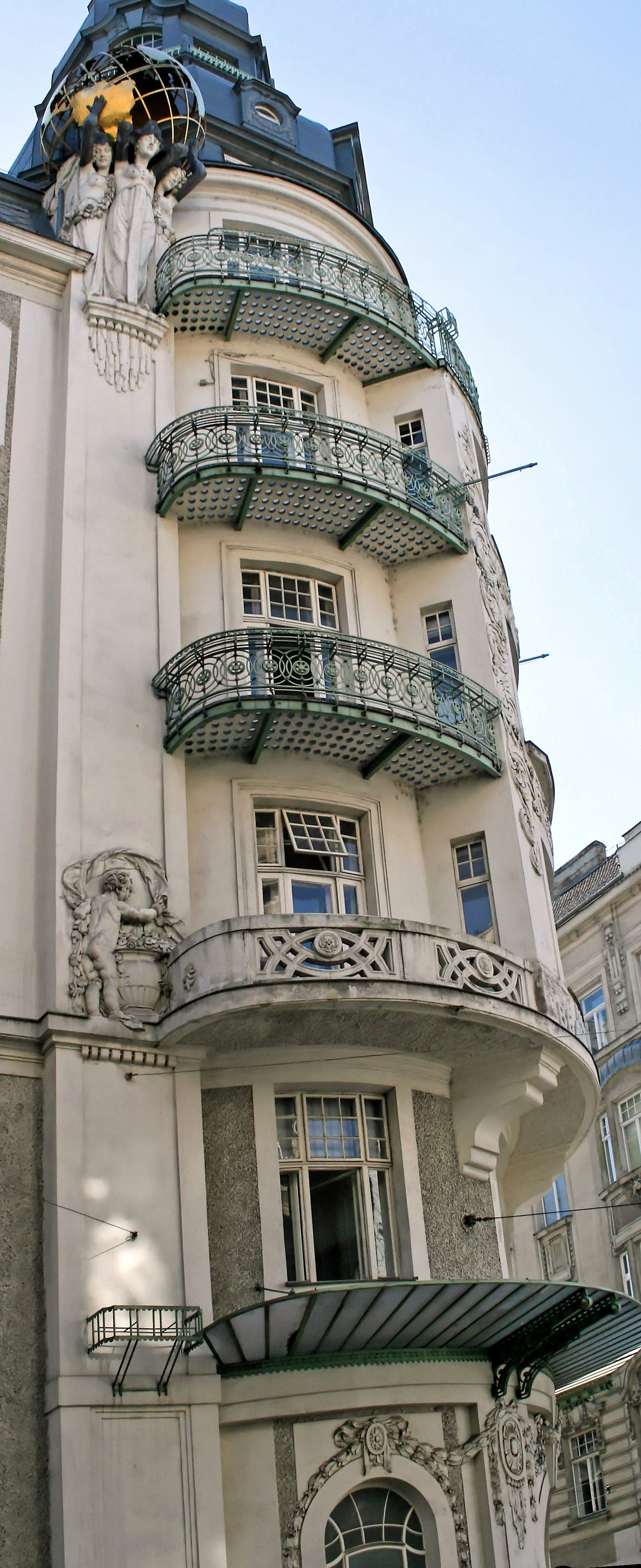
Кутові балкони фасаду
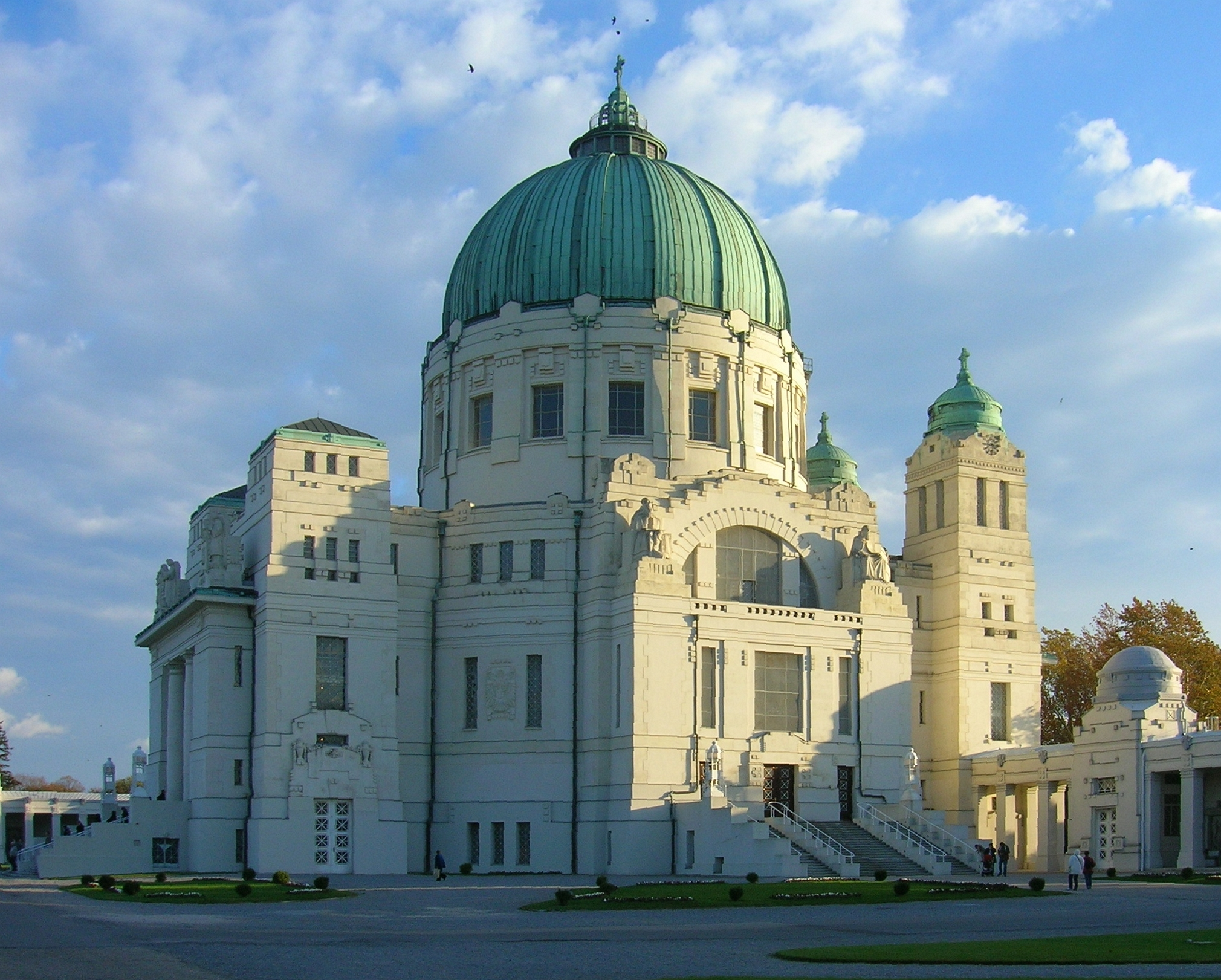
Церква Карла Борромео
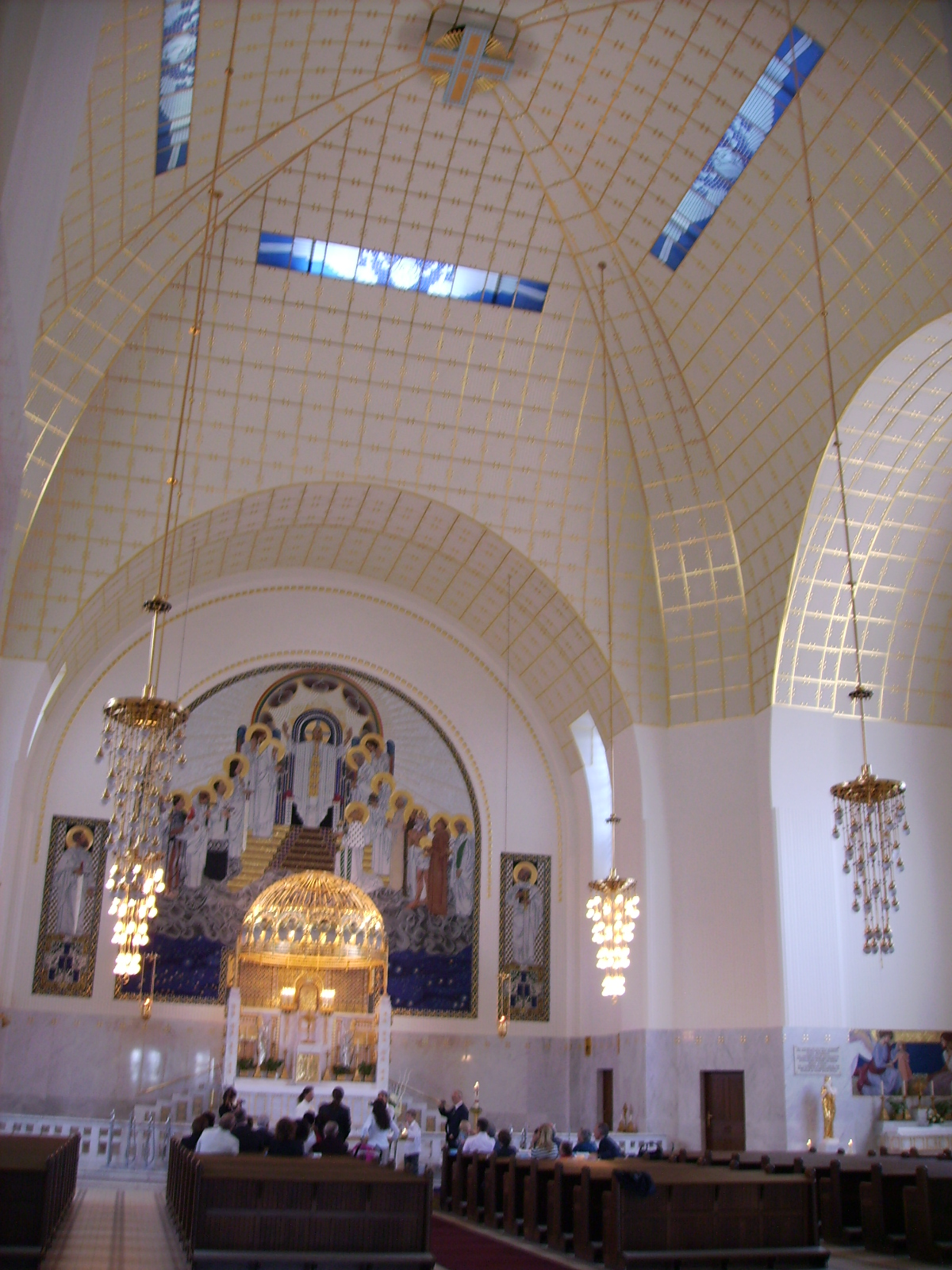
Кірха Штейнхоф, інтер'єр
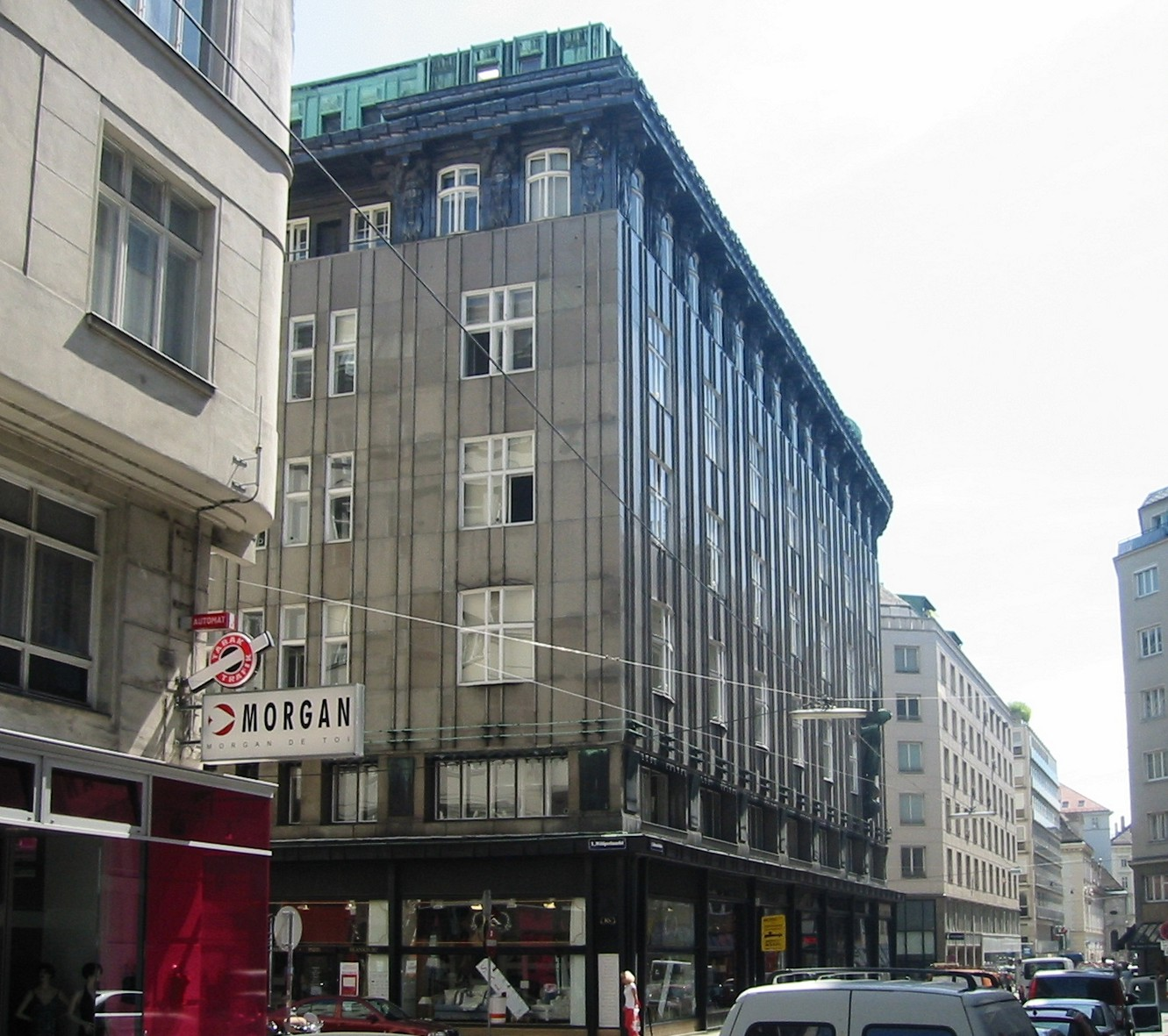
Забудова на Брандштрассе

### XX століття

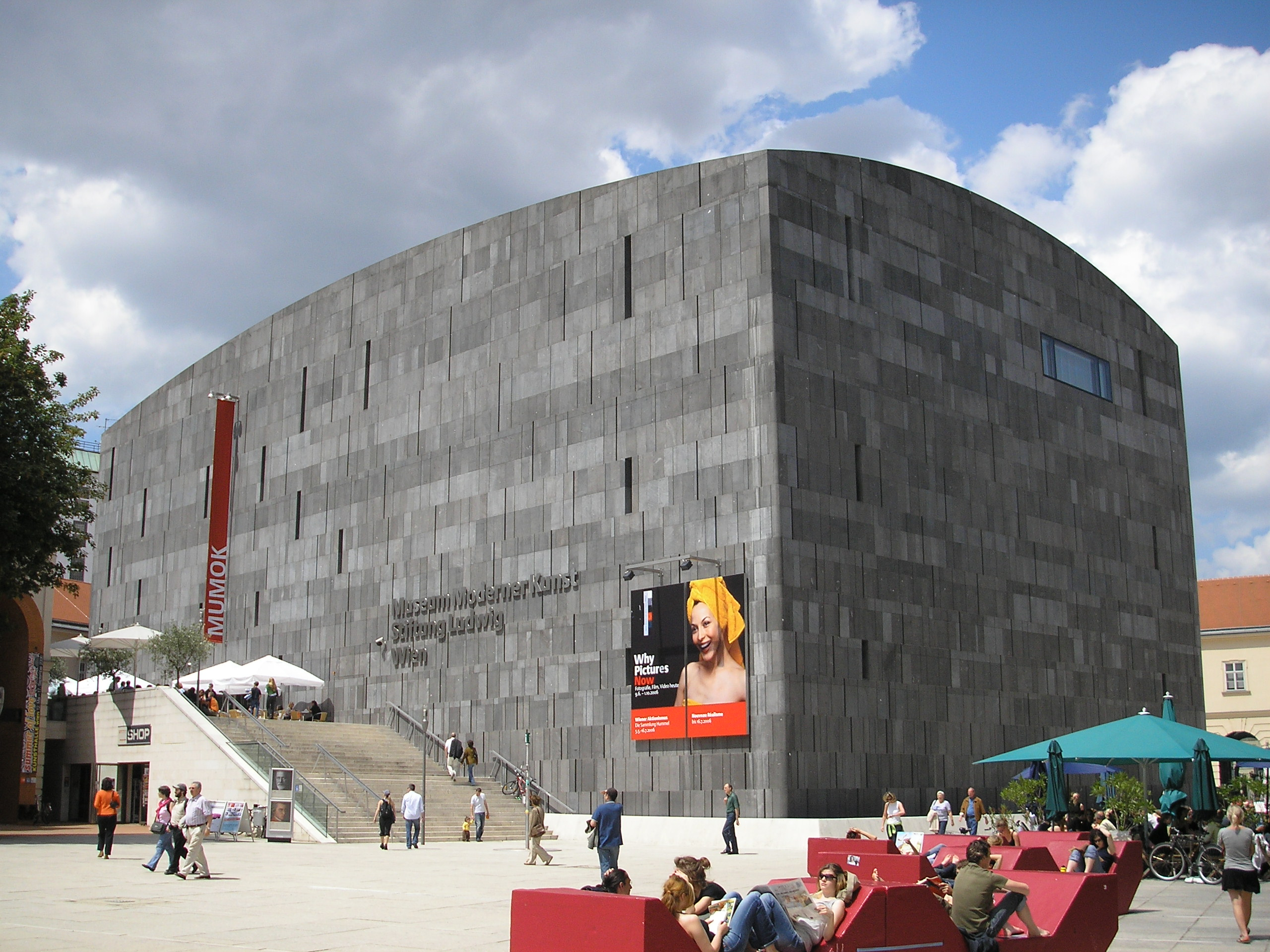
Музей сучасного мистецтва, музейний квартал Відня.
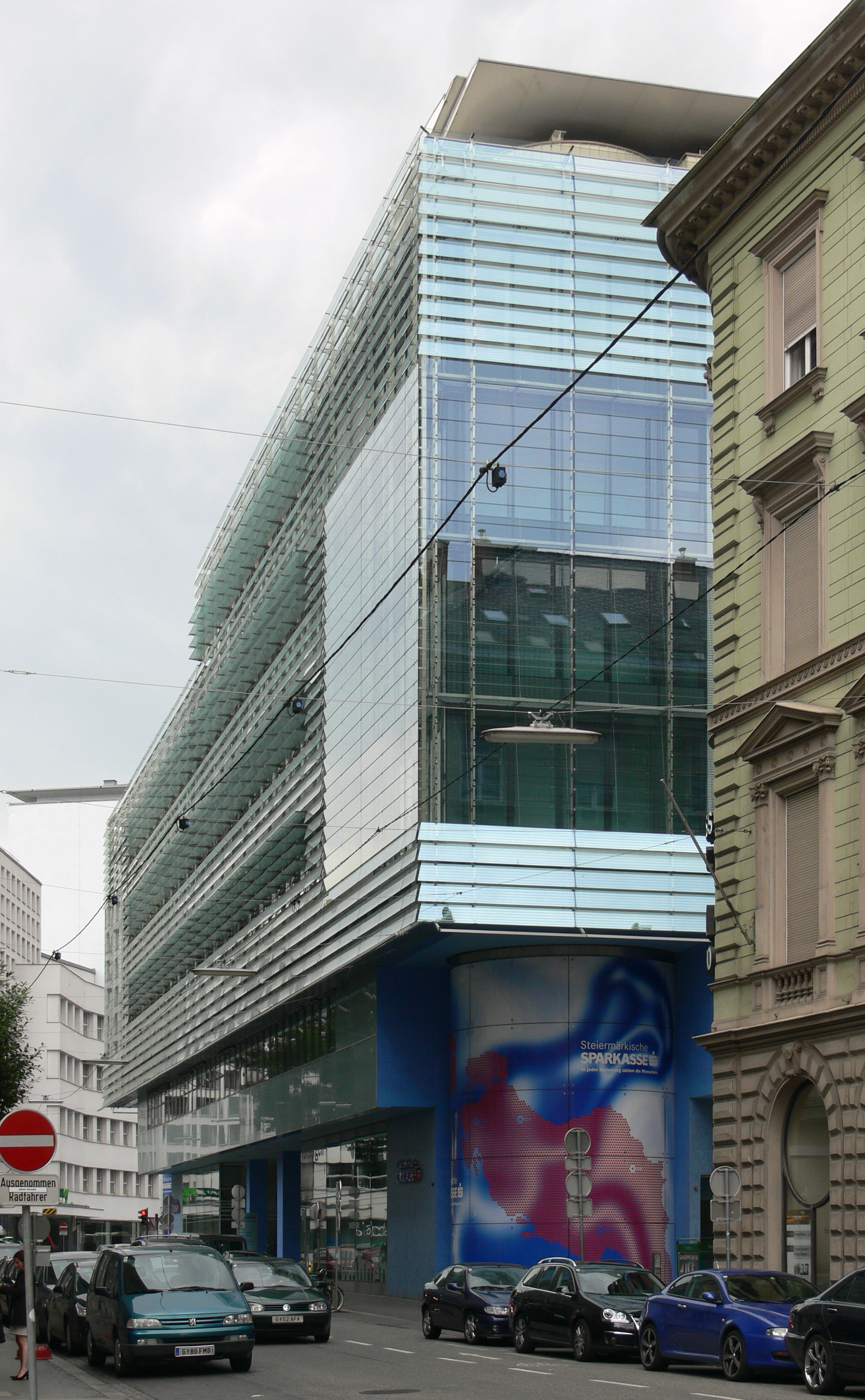
м. Грац, Штейєрмаркт
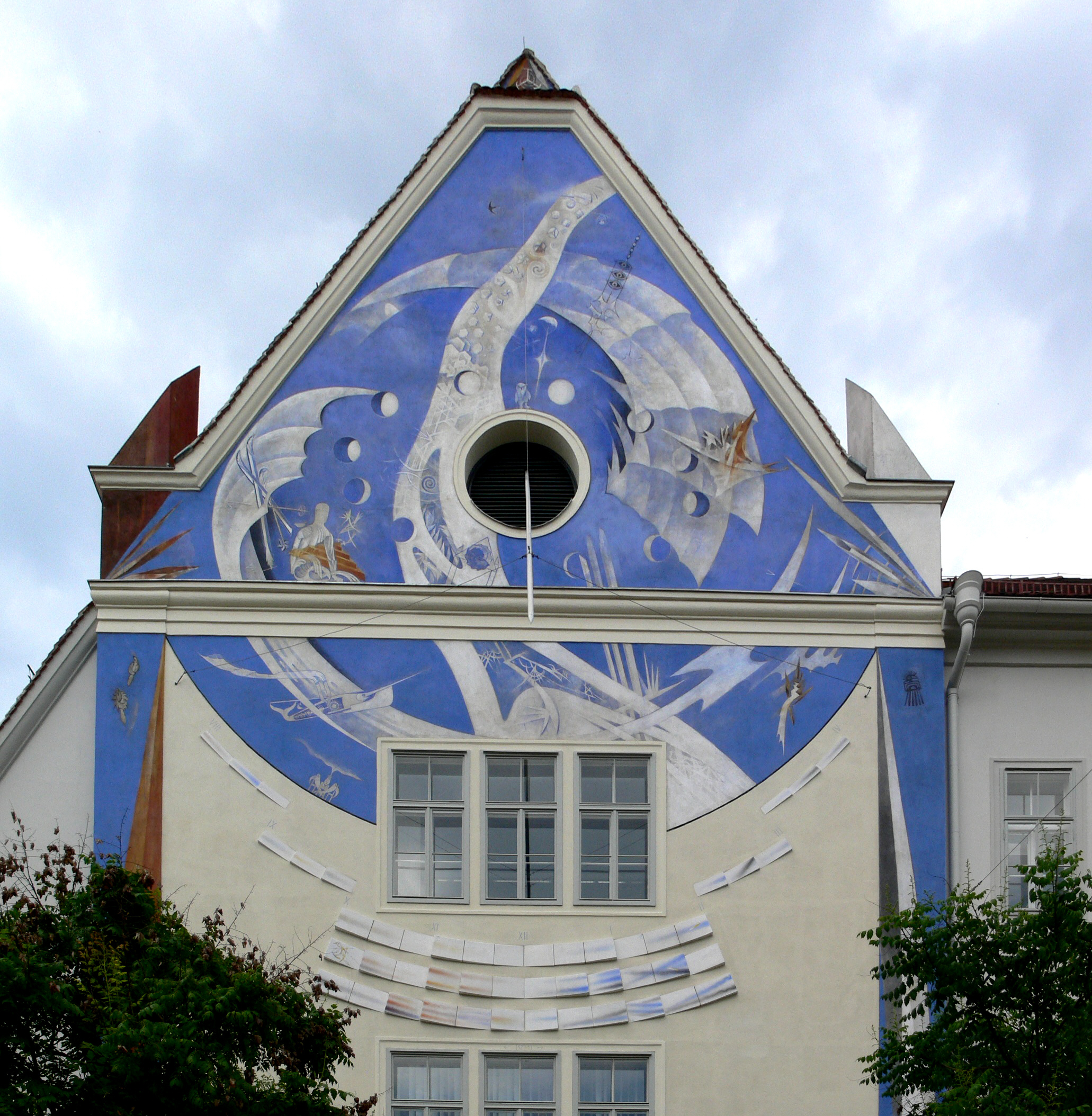
м. Грац, фреска земельного архіву
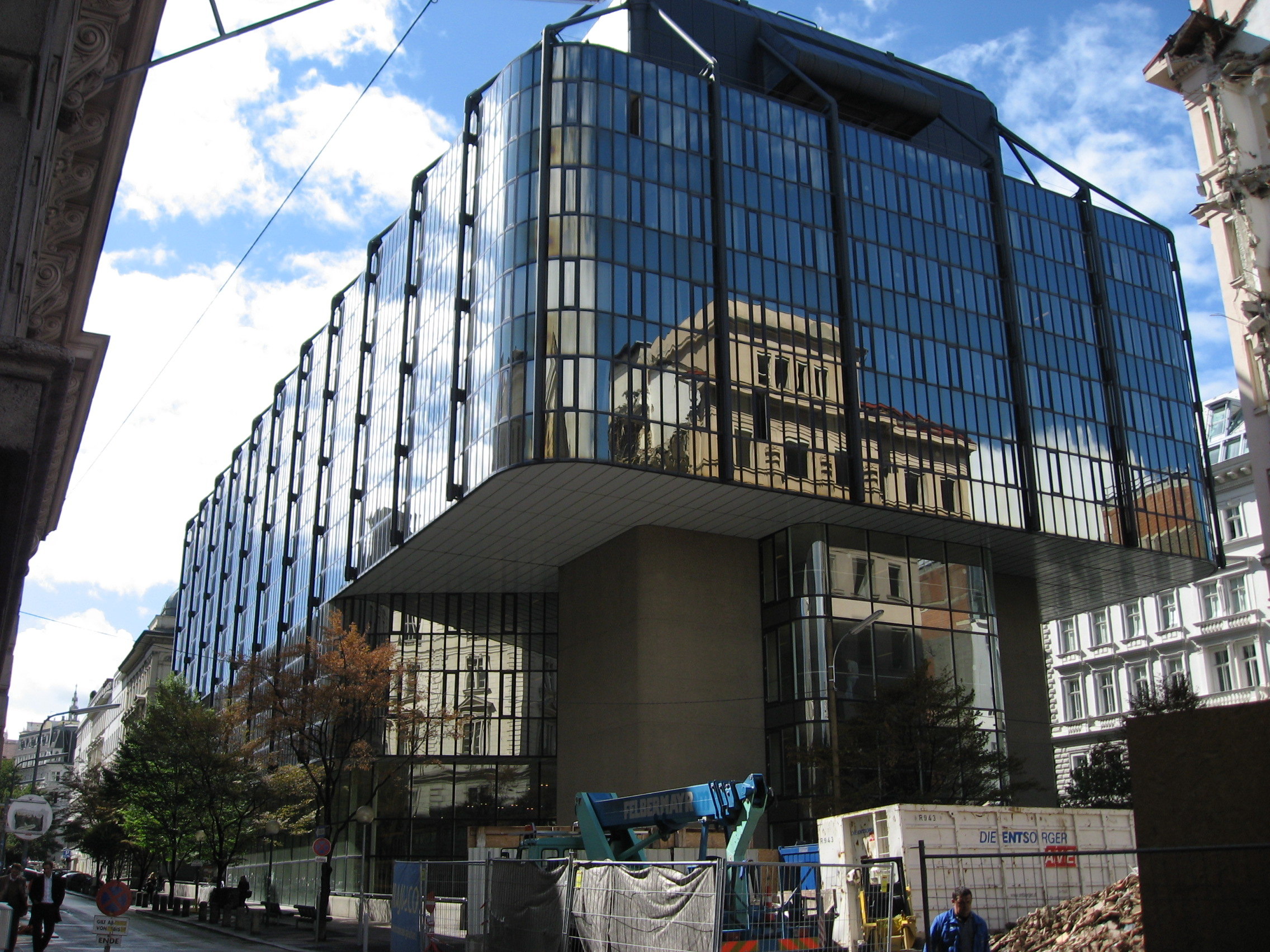
Віденський університет. Юридичний факультет